# Renaixement venecià

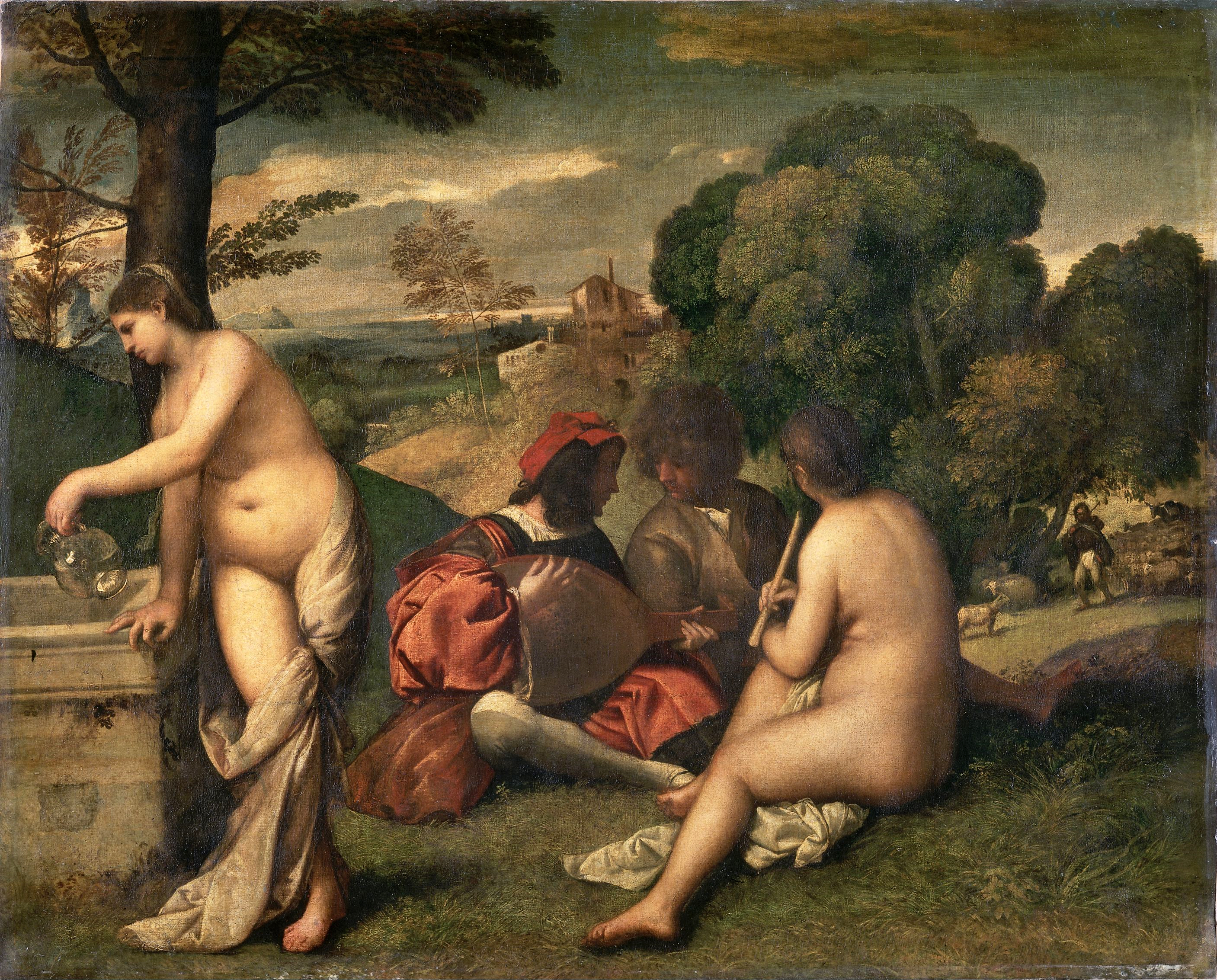
Giorgione i/o Ticià, Concert campestre (ca. 1510)

El Renaixement venecià és el desenvolupament de l'art del Renaixement que es va desenvolupar a Venècia entre el segle xv i el segle xvi. L'art renaixentista va arribar al Vèneto a través de l'estada de Donatello a la ciutat de Pàdua, de 1443 a 1453, i després es va difondre també en la pintura a través de Francesco Squarcione i dels seus alumnes. Poc després, el nou estil, amb Giovanni Bellini va arribar a Venècia (tradicionalment vinculada a la cultura gòtica tardana); després un art ja venecià va ser revolucionat per Giorgione i, a principis del segle xvi, per Ticià; aquesta època va finalitzar amb Veronese i Tintoretto, que va morir en 1594 i que va marcar el pas cap al manierisme. La influència de l'art venecià no va cessar amb la fi del Renaixement i va persistir a través dels crítics d'art i de les obres d'artistes que van proliferar per tot Europa fins al segle segle xix.
El Renaixement venecià té característiques pròpies que el distingeixen d'altres centres del Renaixement italià. La República de Venècia, geogràficament, era molt diferent de les diverses ciutats-estat italianes del moment per la posició en una llacuna que l'aïllava política, econòmica i culturalment. A més, altres factors hi van influir: el seu propi i vast imperi comercial, l'herència bizantina persistent i l'existència d'una estructura política i social capaç d'integrar els estrangers.
Encara que ja abans del 1500 havia començat un llarg declivi del poder polític i econòmic de la República, Venècia romania fins aquell moment «la ciutat italiana més rica, poderosa i poblada». Controlava importants territoris de la terraferma, la península italiana, que comprenien diverses petites ciutats on operaven artistes de l'escola veneciana, en particular Pàdua, Brescia i Verona. Els territoris de la República també incloïen l'Ístria i la Dalmàcia i les illes de la costa croata, que també participaven en les creacions de l'escola veneciana. Els grans pintors venecians del segle xvi poques vegades van ser de la mateixa ciutat, i alguns van treballar principalment en altres territoris de la República, o fins i tot fora.
Encara que no hagi estat un centre important de l'humanisme renaixentista, Venècia va ser el centre de publicació de llibres en Itàlia; les edicions venecianes es distribuïen per tot Europa. Aldo Manuzio el vell va ser l'impressor i editor més important, per l'edició dels clàssics grecs, romans i italians, però era lluny de ser l'únic.

## Especificitats venecianes
L'art i l'arquitectura a Venècia es caracteritzen la venezianità, un conjunt de característiques amb els artistes i artesans venecians es distingeixen immediatament de les d'altres ciutats italianes: riquesa cromàtica, importància donada als motius i a les superfícies, a la llum, al detall de circumstància, gust pel pastitx i el conservadorisme. Quatre factors significatius expliquen aquesta particularitat: una situació geogràfica propícia, un vast imperi comercial, una herència romana d'Orient persistent i una estructura política i social coherent capaç d'integrar els estrangers.

### Situació geogràfica
Completament separada de terra ferma fins a mesurat el segle segle xix, Venècia és accessible només per mar i es revela d'inici, visualment, com una panoràmica. La ciutat està formada per petites illes unides entre si per ponts que salven estrets canals. No té muralles, llevat de les dues fortaleses que tanquen el port. La seguretat que afavoreix l'eclosió i el desenvolupament durable d'una rica tradició artística.
Venècia és l'única ciutat important d'Itàlia que no es va construir sobre fundacions antigues. A la fi de l'edat mitjana, una tradició afirmava que les illes havien estat ocupades per un grup de nobles troians arribats després de la caiguda de Troia. La ciutat seria, per tant, segons aquest mite, més antiga que Roma i, per tant, li seria superior. Una altra llegenda situa la seva fundació oficial el 421, el dia de la festa de l'Anunciació quan es col·loca la pedra angular de l'església del Rialto, testimoni dels seus ancestrals orígens cristians. Durant el Renaixement, la participació artística de Venècia a la renovació de l'Antiguitat es va caracteritzar per un enfocament romàntic i nostàlgic derivat d'aquesta doble herència mítica.
Una església parroquial envoltada de cases i comerços es troba al centre de la majoria de les illes que la formen, cada illa és autònoma, els transports es fan per embarcacions. Els ponts connecten els carrers principals, travessant els canals, de vegades prenent angles singulars. L'asimetria és omnipresent, ja sigui al laberint de carrers, a la planta dels edificis o a les façanes dels palaus d'estil «gòtic». La plaça de Sant Marc és trapezoïdal. La forma de la ciutat és determinada pel dipòsit de les marees ascendents i descendents que dibuixen el patró irregular. El gust per la composició asimètrica, present a la pintura veneciana durant tot el Renaixement, és una emanació d'aquest entorn físic immediat.
L'acostament venecià al color podria haver tingut les seves fonts als canals de la ciutat i a l'extensió de la llacuna, en produir la llum a la superfície de l'aigua efectes cromàtics particulars, diferents a cada moment del dia.

### Imperi comercial
Les activitats comercials de Venècia li van permetre establir relacions comercials amb el món islàmic. Al final del segle segle xii, Venècia disposava d'assentaments permanents en moltes de les illes del mar Egeu. Després de 1204 i de la culminació de la Quarta Croada, la basílica de Sant Marc, considerada com la capella del dogo, es va convertir alhora en l'aparador dels premis de guerra i en el reliquiari dels tresors espirituals, els més visibles d'ells arribats de Constantinoble com la quadriga de bronze col·locada sobre el portal principal a la plaça.
Venècia va jugar, a diferència d'altres repúbliques marítimes, el paper de magatzem principal i de botiga del món sencer. Els venecians, fins i tot aquells que mai no abandonaven la llacuna, tenien accés a una àmplia varietat d'aliments, tant ordinaris com exòtics. La majoria dels productes arribaven a Venècia per ser reenviats. L'ull venecià era de fet experimentat i agut en matèria de color, materials i motius; sabia apreciar la complexitat visual de l'assemblatge reunint fragments dispars, com testimonien els baixos relleus que adornen les façanes dels palaus i que estan disposats sense preocupar-se per la integració en un tot coherent. Els artesans venecians també van ser mestres en l'art de la còpia de tota mena d'objectes i mostraven una gran habilitat quan calia adaptar una invenció a un ús modern.

### Paradigma romà d'Orient

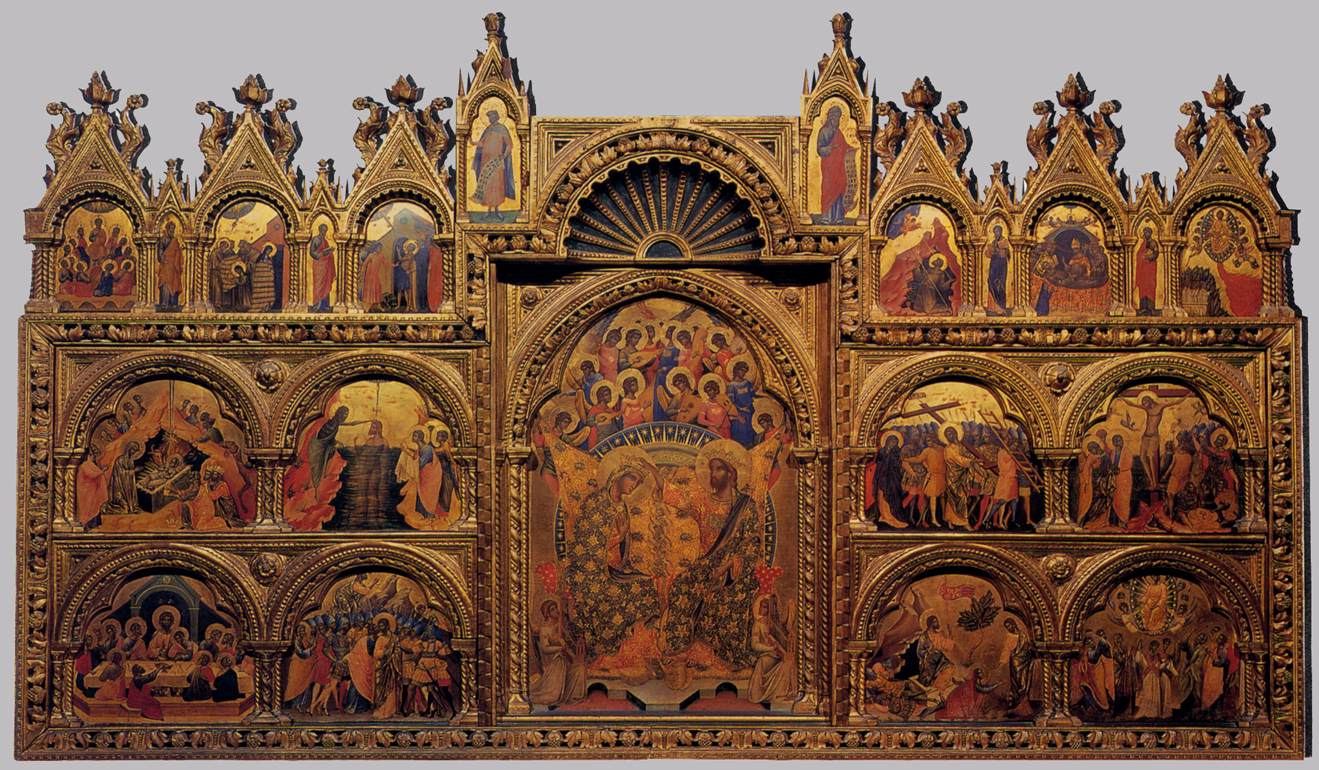
Paolo Veneziano, Políptic de Santa Chiara

L'or és omnipresent a la basílica de Sant Marc, les tessel·les de vidre dels mosaics tenen un color que varia amb els canvis de llum. L'enfocament cromàtic dels pintors venecians del Renaixement prové en particular dels colors vius i dels tints orquestrats i units en el mateix to càlid que hi ha. També reprenen el sentit de la construcció de la superfície: de prop, l'ull veu al mosaic trossos diferents d'un sol color; a distància, el pensament fon aquests trossos en una superfície única.
Els artistes del Renaixement van restaurar certes peces de mosaic o en van crear de noves a partir dels seus dibuixos. Paolo Veneziano (ca. 1290-1358/1362) va introduir, amb el Políptic de Santa Chiara, el tipus de políptic que es convertirà en norma a Venècia, combinant elements gòtics i romà d'Orient en una síntesi nova. Va utilitzar una tècnica de miniaturista basada en una acurada observació dels detalls íntims. Els luxosos teixits que porten les figures sagrades són un testimoni indirecte del comerç amb l'Orient Llunyà. Els colors resplendents són utilitzats a la manera veneciana, amb reserva i subtilesa. Són transformats en una rica harmonia cromàtica gràcies a les virtuts unificadores del fons daurat.
Durant el Quattrocento, els valors ornamentals dels mosaics de Sant Marc encara atreien els artistes que els reinterpretaven per satisfer les noves exigències del naturalisme. Pocs artistes continuaven utilitzant pa d'or per als fons dels retaules. Gentile Bellini, per la seva tècnica, va buscar reproduir en la seva pintura a l'oli les propietats lluminoses de les tessel·les de vidre. Va aconseguir fer la impressió d'una resplendor interior, d'una llum que sembla exhalar des de les profunditats del quadre, imprimint el llenç o el panell que va revestir de blanc. Com Bellini, Ticià de vegades va utilitzar vernís per aconseguir transparència i lluminositat, però sobretot, la superfície de textura irregular es convertirà en una de les característiques de l'escola veneciana. La pintura a l'oli s'aplicava amb un pinzell o s'estenia en petits punts deixant visible el llenç que està grollerament teixit. La materialitat no dissimulada del llenç i de la pintura recorda la naturalesa tangible del mosaic.
Els artistes renaixentistes consideraven la textura, els colors i les qualitats dels mosaics de Sant Marc com a models essencials de composició. Hi descobrien un apropament subtil al color, lliçons de tècnica artística, models de composició, el respecte per la superfície i una manera de percebre i de representar la llum com un puixant agent de revelació de la forma.

### Estructura social

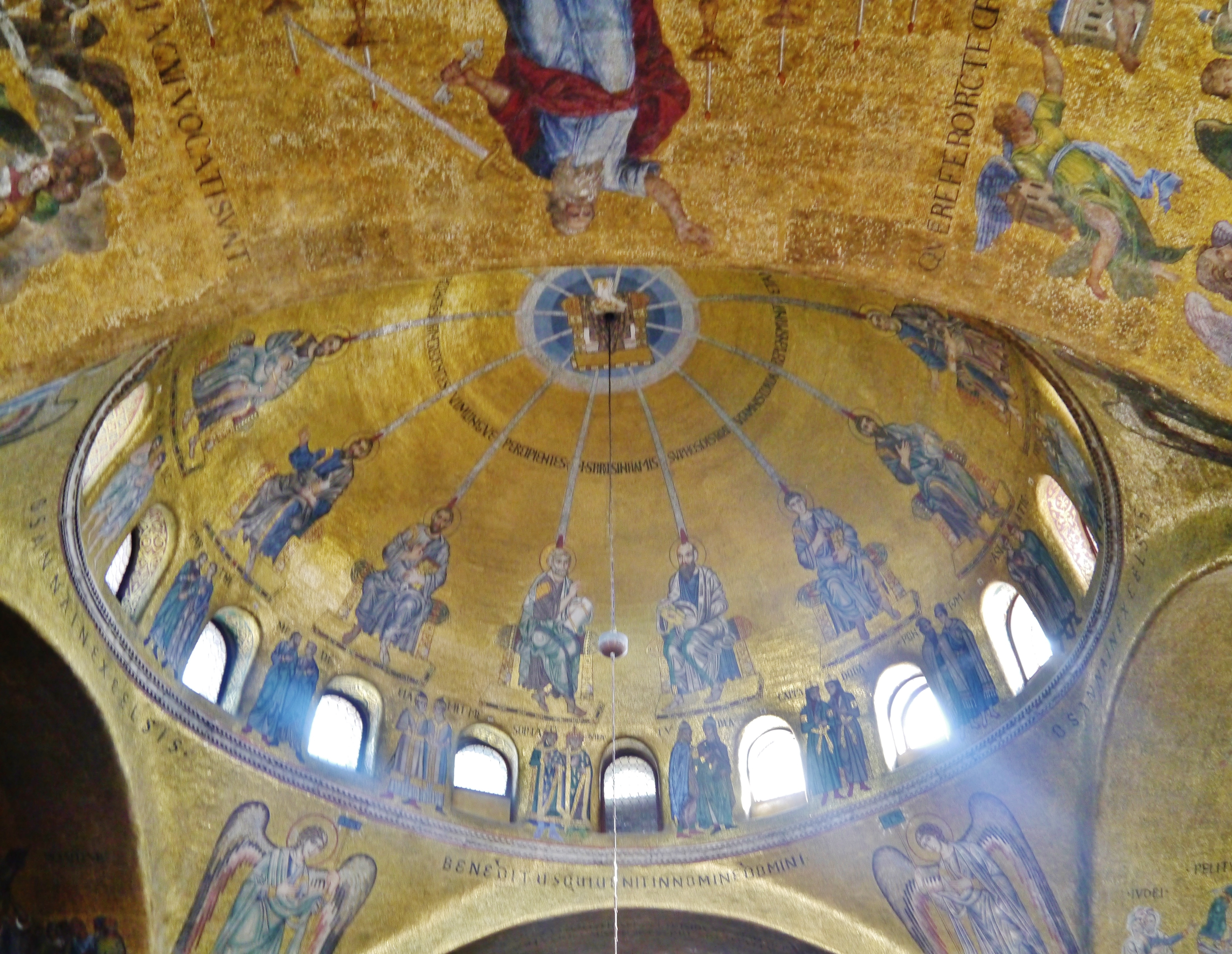
Basílica de Sant Marc, cúpula de Pentecosta

Venècia sempre ha estat una ciutat d'immigrants on han estat representades totes les regions d'Itàlia i la zona de l'Adriàtic. Testimonien això les parelles de personatges ubicades a la base de la cúpula de la Pentecosta de la basílica de Sant Marc estan personalitzades pel vestuari, el rostre, la pell i el color dels cabells de diferents regions del món, precisions específiques de Venècia. A finals del 'Quattrocento', l'activitat comercial i la immigració lligada a l'avenç cap a l'oest de l'Imperi turc hi van crear una de les poblacions més heterogènies d'Europa, cosa que va contribuir al caràcter cosmopolita de la cultura veneciana.
L'organització social de la República tenia un impacte significatiu als encàrrecs artístics. Es fomentava fortament el consens i es frenava la glorificació individual, en particular dels practicants i dels cittadini per evitar la gelosia i una competència poc fraternal. Només les capelles i els palaus familiars encara s'ajustaven als models preexistents. El sentit de participació en una empresa comuna animava la població. Aquesta era una de les raons per les quals els encàrrecs procedents del govern i de les scuole fossin més importants que en altres llocs. El compromís amb l'ordre establert també va accentuar el lloc que se li concedia a la tradició artística. Si les estructures van ser establertes per la cultura comercial dels practicants, els artesans i els artistes van ser els autors del canvi estètic, inserint el present en el passat en un palimpsest en constant evolució.

### Política artística
Des de molt aviat, la República de Venècia va organitzar políticament i econòmicament les professions artístiques posades al servei oficial de l'Estat. Comprenent la importància que tenia la pintura com a mitjà per formular la cultura i la ideologia de la ciutat en imatges eficaces, Venècia va instituir el càrrec de «pintor oficial de la República», el 'Pittore di Stato' des dels primers anys del Trecento , així com també existia un Arquitecte d'Estat i un Escultor d'Estat. En l'època del dogo Dandolo, el pintor oficial era Paolo Venziano, actor important en la definició de l'estil venecià del Trecento. En 1483, Giovanni Bellini és citat en documents oficials com Pictor nostri Domini, reemplaçant al seu germà Gentile, que havia estat enviat oficialment a Constantinoble per pintar el retrat del sultà Mehmed II.
El títol de “pintor oficial” comprenia avantatges econòmics considerables com una anualitat fixa i l'exempció d'impostos deguts a la corporació, però comportava càrregues precises que confirmaven el caràcter “polític” d'aquest càrrec: el pintor o el seu estudi havien de fer el retrat del dogo electe que després es col·locava en diversos llocs importants de la ciutat i del seu territori; havia de fer la «taula votiva» de l'elecció, en què sant Marc presentava la Verge al nou representant de la comunitat; i finalment havia d'executar l'escut amb les armes de la família del dogo i el “front de l'altar” a la tapisseria que el nou dogo havia d'oferir a la basílica de Sant Marc.
La continuïtat de l'escola veneciana, on el pintor participava estretament a la vida col·lectiva de la República, estava assegurada per aquest ús oficial i obligatori de la imatge pintada en les grans circumstàncies polítiques de la vida i de la ciutat. Aquesta estructura garantia l'arrelament de l'art a la ciutat, una relació viva que vinculava l'artista amb el sentiment col·lectiu de la comunitat, i va permetre a l'escola veneciana experimentar, en pocs anys, la mutació decisiva que el va fer prendre distància amb la tradició romana d'Orient que la caracteritzava fins aleshores.

## Primer Renaixement a Venècia

### Context històric del primer Renaixement

#### Primera meitat delseglexv

Mapa polític de la regió el 1402, que reflecteix el petit territori continental que dominava la República de Venècia.

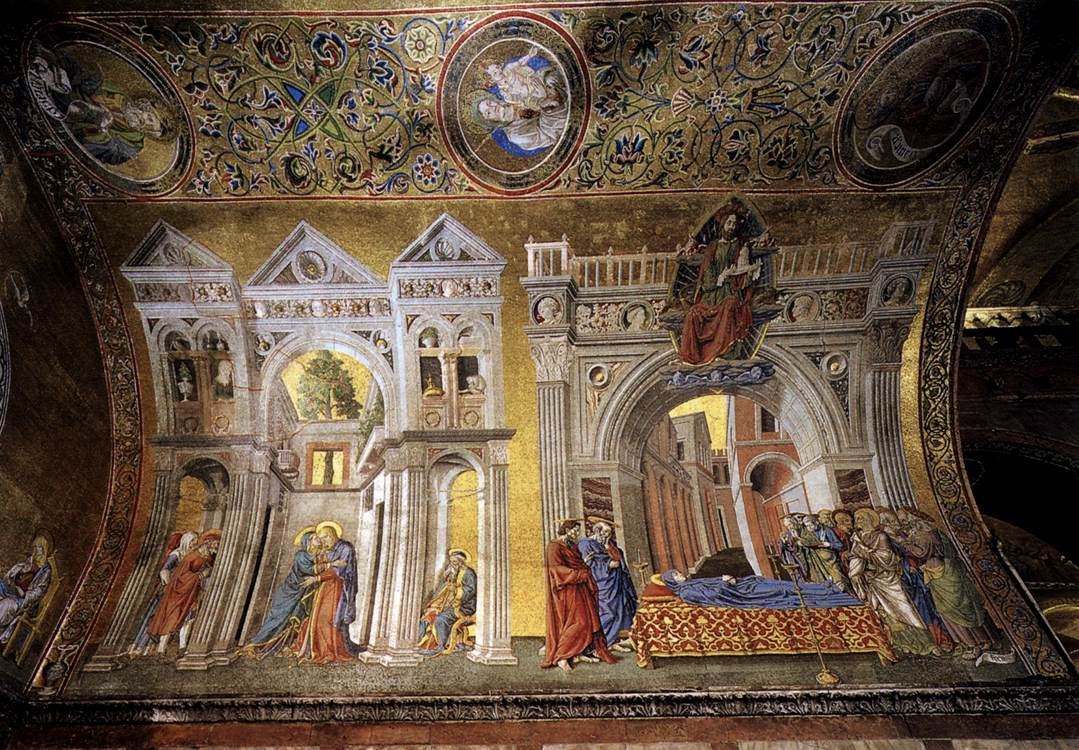
Andrea del Castagno, Dormitio Virginis et Visitation, basílica de Sant Marc (1443)

Després de la crisi econòmica de finals de l'edat mitjana, les famílies venecianes cautelosament van buscar obtenir formes d'ingressos més segures que el comerç, com les rendes de la terra. La República va començar llavors, un punt d'inflexió històric sense precedents, a expandir-se cap a l'interior, una regió esquitxada de ciutats amb un desenvolupament cultural notable, dominades per senyors locals. Inicialment, va conquistar terres cap als Alps ia les planes entre els rius Adige i Po fins a arribar a la frontera amb el ducat de Milà, on els enfrontaments amb els Visconti van ser nombrosos. Aviat la regió va quedar sota el domini dels venecians o dels milanesos. El 1405 Venècia ja posseïa les ciutats de Verona, Pàdua i gairebé tot el Vèneto. En els mars, el seu principal rival seguia sent la República de Gènova contra la qual Venècia va lliurar quatre guerres.
A principis del segle xv, el Vèneto era una de les regions italianes on l'estil [gòtic internacional] tenia més vitalitat, que a Venècia també s'havia inserit en la cultura romana d'Orient. Les estades repetides d'artistes com Gentile da Fabriano, Pisanello i Michelino da Besozzo donen testimoni de la vitalitat d'aquest estil. No obstant això, ja a la dècada de 1430 les ciutats venecianes, en particular Venècia i Pàdua, van inaugurar una sèrie d'intercanvis amb Florència i la Toscana, que van portar algunes innovacions a l'art renaixentista d'hora a través de l'estada d'importants artistes com Andrea del Castagno, Paolo Uccello i Filippo Lippi. Després de tot, l'humanisme paduà, que havia florit al voltant de la seva Universitat, ja tenia una llarga tradició que havia començat amb l'estada de Francesco Petrarca, amb un ambient ple d'erudits i antiquaris que intentaven reconstruir el món clàssic a través de l'estudi de troballes antigues.
Després que Donatello romangués a Pàdua entre 1443 i 1453, les novetats del Renaixement es van transmetre per tot el Vèneto. Al segle segle xvi, Venècia estava en l'apogeu del seu poder econòmic, centre del trànsit i el comerç a tot Europa, lloc de trobada entre el cristianisme, Llevant i Orient. Fins que les rutes comercials de l'Atlàntic i la competència dels armadors britànics i neerlandesos a la Mediterrània la van reemplaçar, Venècia també va ser el principal punt de connexió amb el nord d'Europa del comerç de mercaderies precioses de l'Est. Entre els segles segle xv i segle xvi la xarxa de relacions amb Flandes i el sud d'Alemanya va ser densa, i entre aquestes relacions van tenir especial rellevància les artístiques. Destaquen els viatges d'Albrecht Dürer. El seu paper va ser doble: agent del moviment renaixentista a la seva pròpia terra germànica i influent en particular de l'art del retrat a Vèneto. A partir del 1400 aquest diàleg es va aprofundir i enriquir amb intervencions artístiques no només de la zona nòrdica, sinó també de la Toscana. Un altre factor que va impulsar el moviment artístic va ser el desenvolupament de l'edició a Venècia. Venècia era una ciutat pròspera amb un govern estable i aviat es va convertir en un important centre de publicacions.
En pintura, escultura i arquitectura, els motius del gòtic tardà s'entremesclaven amb el substrat romà d'Orient: les subtileses lineals i cromàtiques del gòtic romanien molt properes a les sumptuoses abstraccions que eren el segell d'Orient. Els principals èxits de l'època van ser la basílica de Sant Marc i el palau Ducal on es va imposar un estil arquitectònic «venecià» veritablement propi, alliberat de les modes europees del moment, amb decoracions molt riques, ritmes calats i clarobscurs de puntes de pedra, que es reprendrà durant els segles següents. Els pintors més importants de l'època, com els ja esmentats Fabriano, Pisanello i potser Besozzo, van treballar en la decoració del palau dels dogos entre el 1409 i el 1414. Avui dia, gairebé totes les seves obres estan perdudes.
Els artistes «cortesos» van ser recolzats per una escola local sorgida des del segle xv amb Paolo Veneziano i alguns artistes florentins que treballaven en la construcció de la basílica de Sant Marc i en les altres esglésies de la dècada de 1420, entre ells Paolo Uccello, que va residir a la ciutat de 1425 a 1430, i Andrea del Castagno (1442-1443). No obstant això, no van inspirar els artistes locals i el seu exemple només el van reprendre artistes de la veïna ciutat de Pàdua, com Andrea Mantegna, que ja havia descobert les innovacions més avantguardistes gràcies a la seva proximitat a Donatello.

#### Segona meitat delseglexv
A la meitat del segle xx, l'expansió de la Sereníssima al continent es va intensificar creixent a costa de ciutats que eren independents de Venècia i de l'actual Lombardia oriental, com Pàdua, Vicenza i Verona. Això li va permetre compensar en part les seves pèrdues a l'estranger causades pels imperi otomà otomans, pèrdues que no van afectar en aquell moment el domini venecià sobre els mercats de l'Est: la ciutat va romandre durant molt de temps com l'entorn on convergien els trànsits del Nord i de l'Est, amb trobades i intercanvis a tots nivells. L'abundància econòmica assegurava importants encàrrecs artístics, tant en l'àmbit comunitari com privat, amb l'aparició de les primeres col·leccions il·lustrades i obertes a novetats, incloses les flamenques. Al llarg del Gran Canal florien els mercats i els magatzems estrangers.
L'especificitat i l'aïllament cultural de Venècia es van començar a esvair durant aquests anys, ja que la ciutat es va convertir en part de l'escenari italià, fomentant les relacions més estretes i contínues amb les altres regions de la península. Els joves patricis venecians apreciaven les novetats culturals i estudiaran a la Universitat de Pàdua, a l'escola de lògica i de filosofia del Rialto i a la de la cancelleria de Sant Marc, que estava florint particularment al mig del segle xv.
L'humanisme venecià es va revelar substancialment diferent del de Florència, amb un caràcter més concret. S'interessaven pels textos polítics i científics d'Aristòtil i de Plini el Vell en particular, més que en els textos literaris, a diferència de l'humanisme toscà. El Renaixement va arribar a Venècia principalment a través de Llombardia, per a l'arquitectura i l'escultura, i via Pàdua, per a la pintura. El progrés científic també va ser important allà, culminant amb la publicació de la Summa de Arithmetica, Geometria et Proportionalità de Luca Pacioli (1494), declarat a la Sereníssima poc després de 1470 per ensenyar matemàtiques.

### Pintura
Venècia, on encara regnava l'esplendor romana d'Orient i persistia la cultura figurativa del gòtic florit, va adoptar tardanament l'estil pictòric del Renaixement. Inicialment es va desenvolupar una reacció de defensa, fins i tot de sospita, davant dels nous estil, amb un cert rebuig de l'antic com a model exclusiu i l'absència, pròpia de la pintura veneciana, de temes mitològics i d'al·legories clàssiques. L'evolució de la pintura veneciana es va accelerar a partir de la dècada de 1460 quan els Bellini van prendre consciència de la necessitat d'una reforma. El moviment es va amplificar amb els encàrrecs del govern de la Sereníssima de grans pintures als tallers.
Els pintors venecians poques vegades es van allunyar de la seva ciutat, mentre que van ser molts els artistes d'altres països convidats a Venècia, on les seves obres eren admirades i estudiades. La decoració de caràcter sagrat romania al cor de la producció, mentre que els teleri, les teles de grans dimensions, eren prerrogativa de les poderoses scuole (confraries). La devoció privada també va donar lloc a l'encàrrec de petites pintures sobre fusta, fossin retrats o temes religiosos.
En pintura, els contactes amb el Renaixement paduà van augmentar i van ser més fructífers que els de Florència. A mitjan segle, els muranesos Giovanni d'Alemagna i Antonio Vivarini van treballar al costat d'Andrea Mantegna a la capella Ovetari; El mateix Mantegna va visitar Venècia, on es va casar el 1453 amb Nicolosia, una veneciana filla de Jacopo Bellini. Grans squarcioneschi com Carlo Crivelli, Marco Zoppo i Cosmè Tura residien a la ciutat on alguns van dirigir les seves botigues durant un temps.

#### Taller dels Vivarini

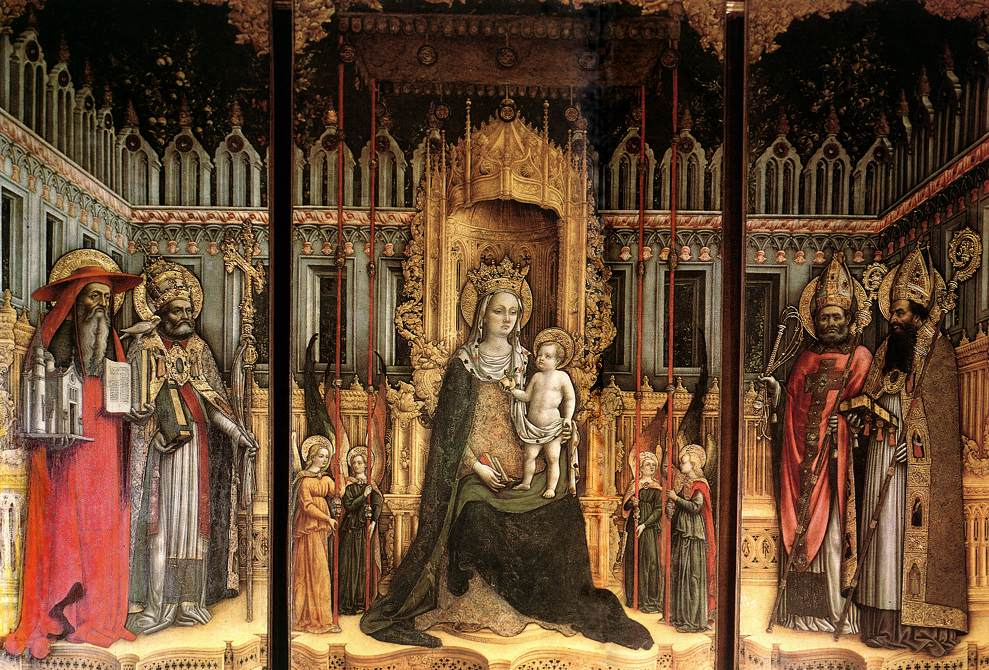
Antonio Vivarini i Giovanni d'Alemagna, Tríptic de l'Acadèmia (1446)

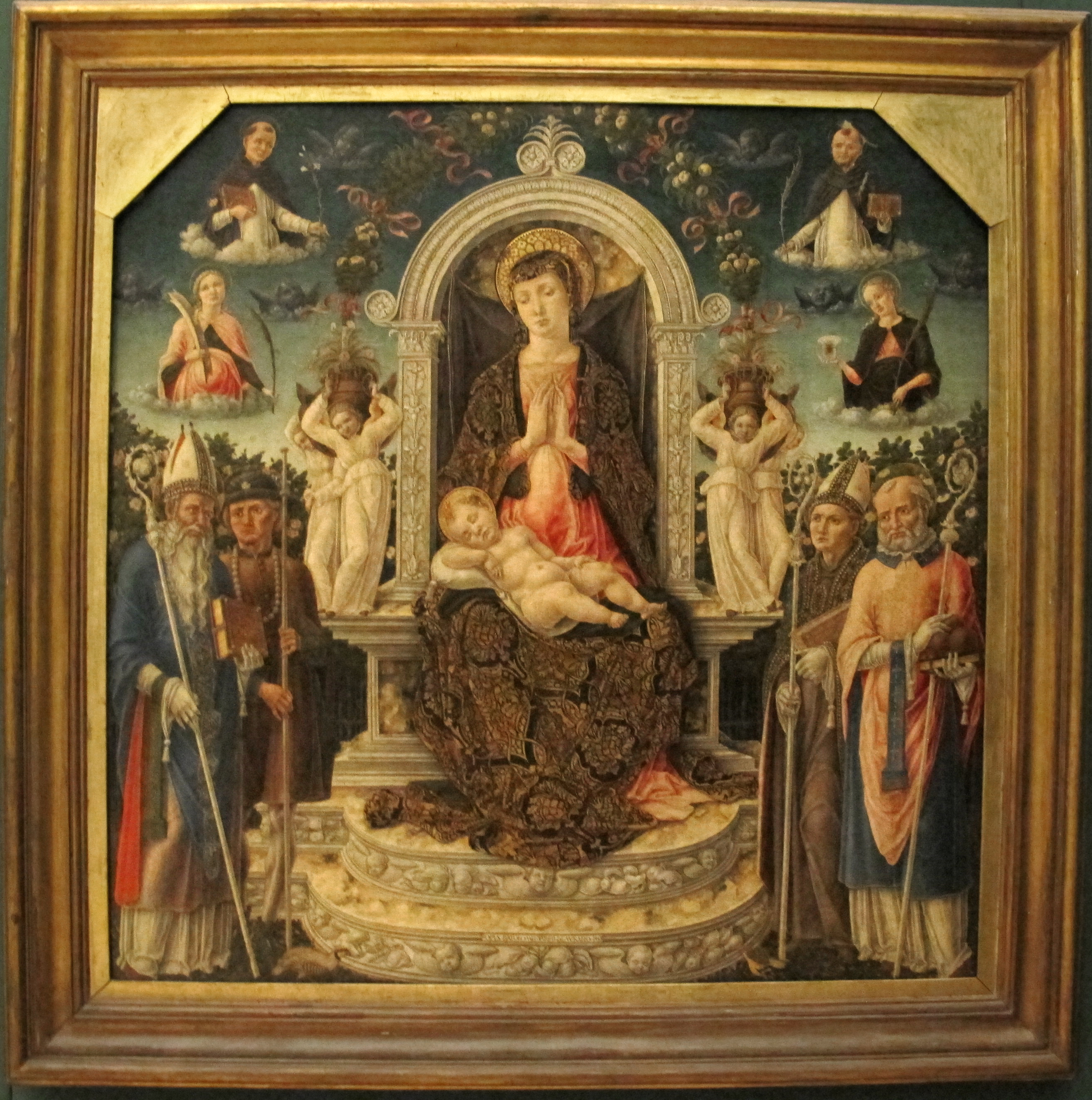
Bartolomeo Vivarini, Verge i el nen envoltats de sants (1465)

El taller dels Vivarini, ubicat a Murano, va ser creat per Antonio Vivarini (ca. 1402 - ca. 1484) qui va provar les novetats de l'època de forma intermitent i que va treballar freqüentment amb el seu cunyat Giovanni d'Alemagna. El seu germà menor Bartolomeo (ca. 1432-1499), que residia a Pàdua, va prendre el gir mantegnesc assimilant la novetat amb entusiasme, però també mostrant certes limitacions, com revela el Políptic de Ca 'Morosini  (1464), de personatges sòlids i línia seca, amb una atenció fixada en l'anatomia i en els cortinatges, així com en els perfils exacerbats, però en què manca una coherència constructiva perceptible en les diferents proporcions entre la Verge, en el centre, i els sants, als costats, i a l'absència d'unitat espacial dels fons. Bartolomeo Vivarini va concebre en 1465 la primera Sacra conversazione de la pintura veneciana, La Verge i el Nen Envoltats de Sants, en què les figures es van disposar per primera vegada en un únic espai clarament definit. Tot i això, el panell encara va conservar la seva sintaxi d'inspiració gòtica.
El fill d'Antonio, Alvise (c. 1446-1503), va assimilar els preceptes d'Antonello da Messina suavitzant les linealitats paduanes, però va ser incapaç d'igualar la seva màgia luminista. La Sacra conversazione de 1480, n'és un exemple amb una llum freda i de colors brillants, en particular gràcies als esmalts que realcen els contorns. Els compromisos entre innovació i tradició dels Vivarini -que s'esforçaven per defensar la transmissió d'una memòria visual que responia a les expectatives d'una clientela aferrada a les formes tradicionals més arcaiques, amb l'encàrrec d'obres de devoció— els van permetre una àmplia difusió, en particular a les zones menys cultivades i a les petites ciutats de província de l'interior.

Obres dels Vivarini
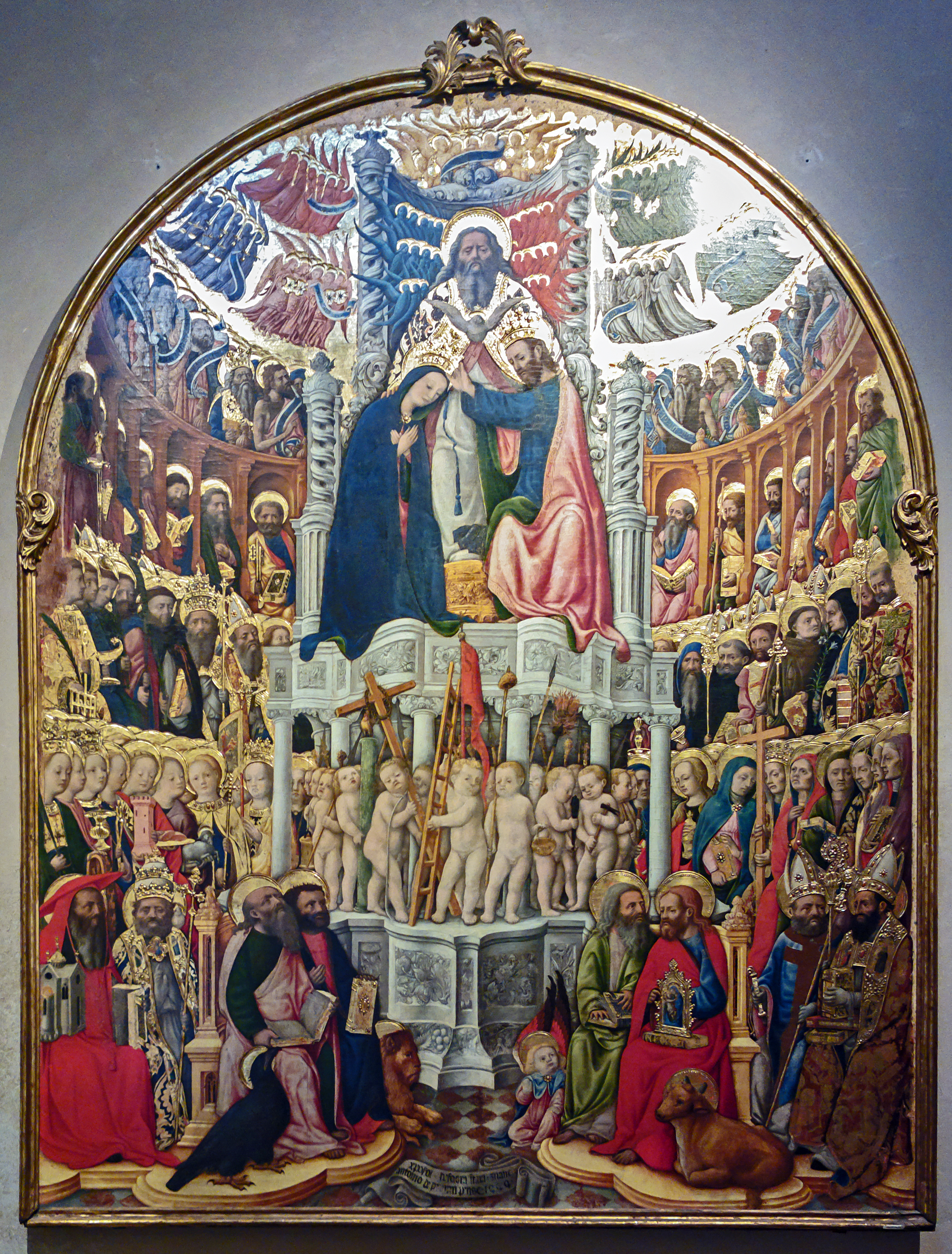
Antonio Vivarini i Giovanni d'Alemagna, Coronació de la Verge (1444, San Pantaleone, Venècia)
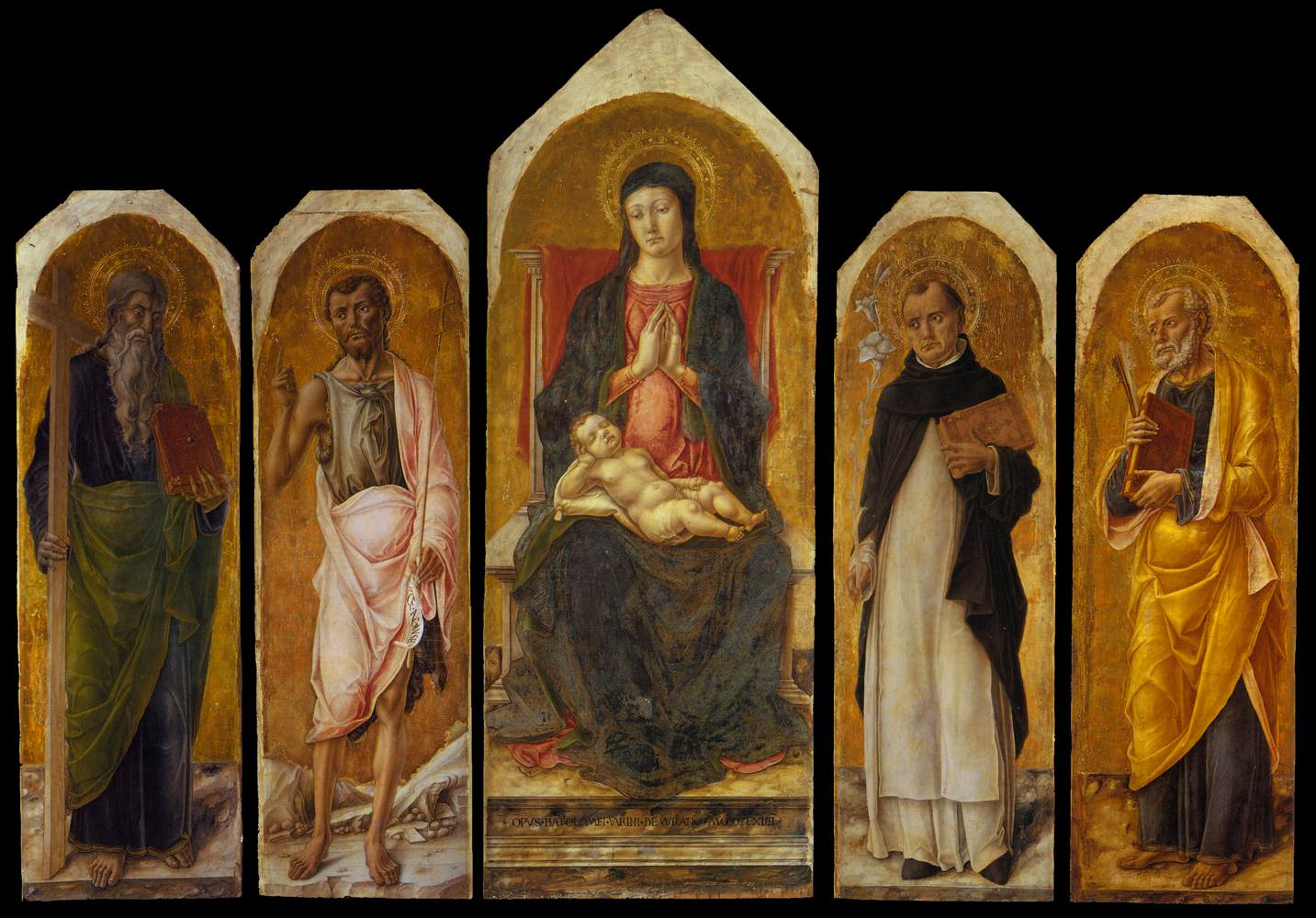
Bartolomeo Vivarini, Polyptyque de Ca' Morosini (1464)
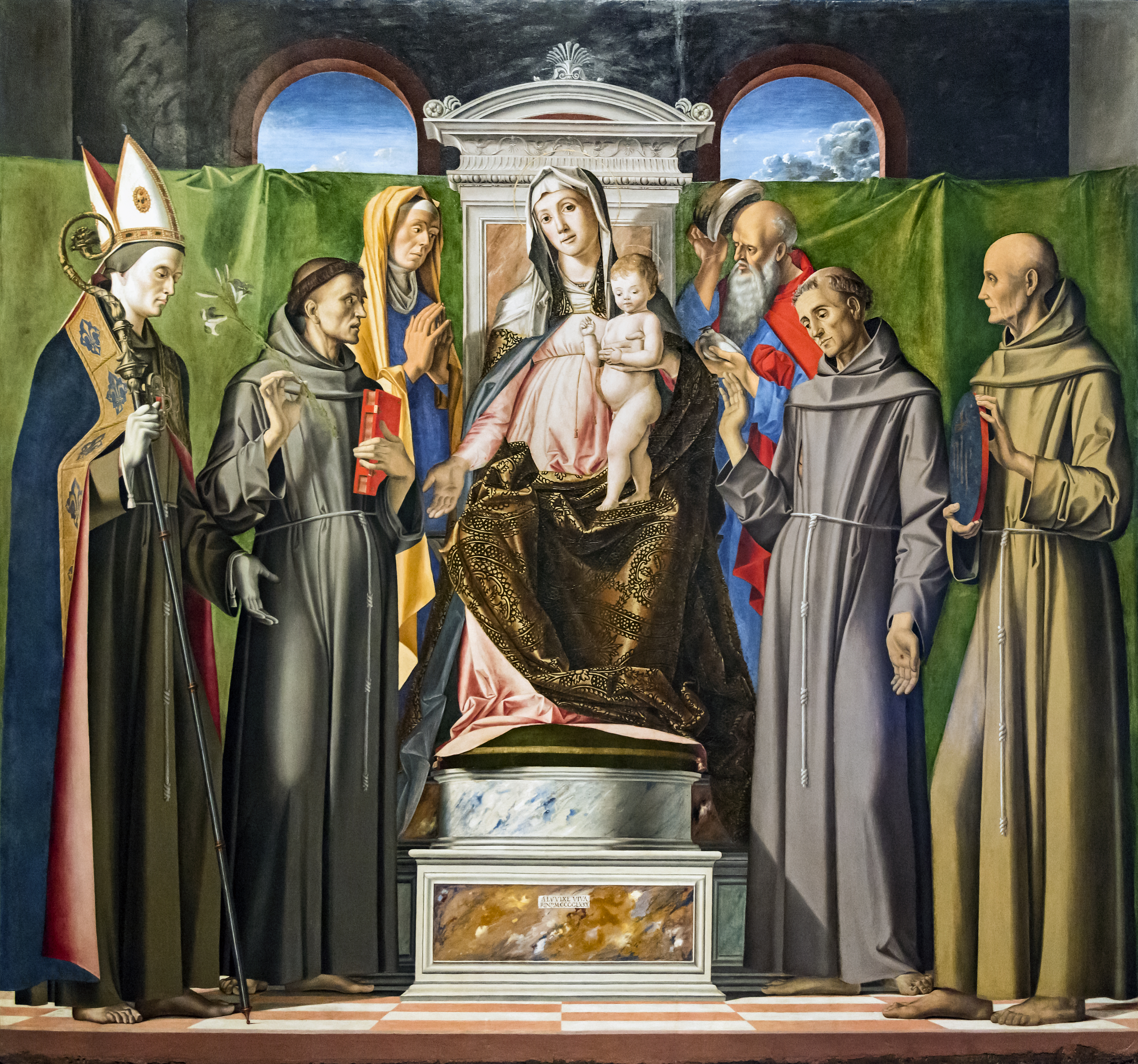
Alvise Vivarini, Sacra conversazione (1480)

#### Antonello da Messina

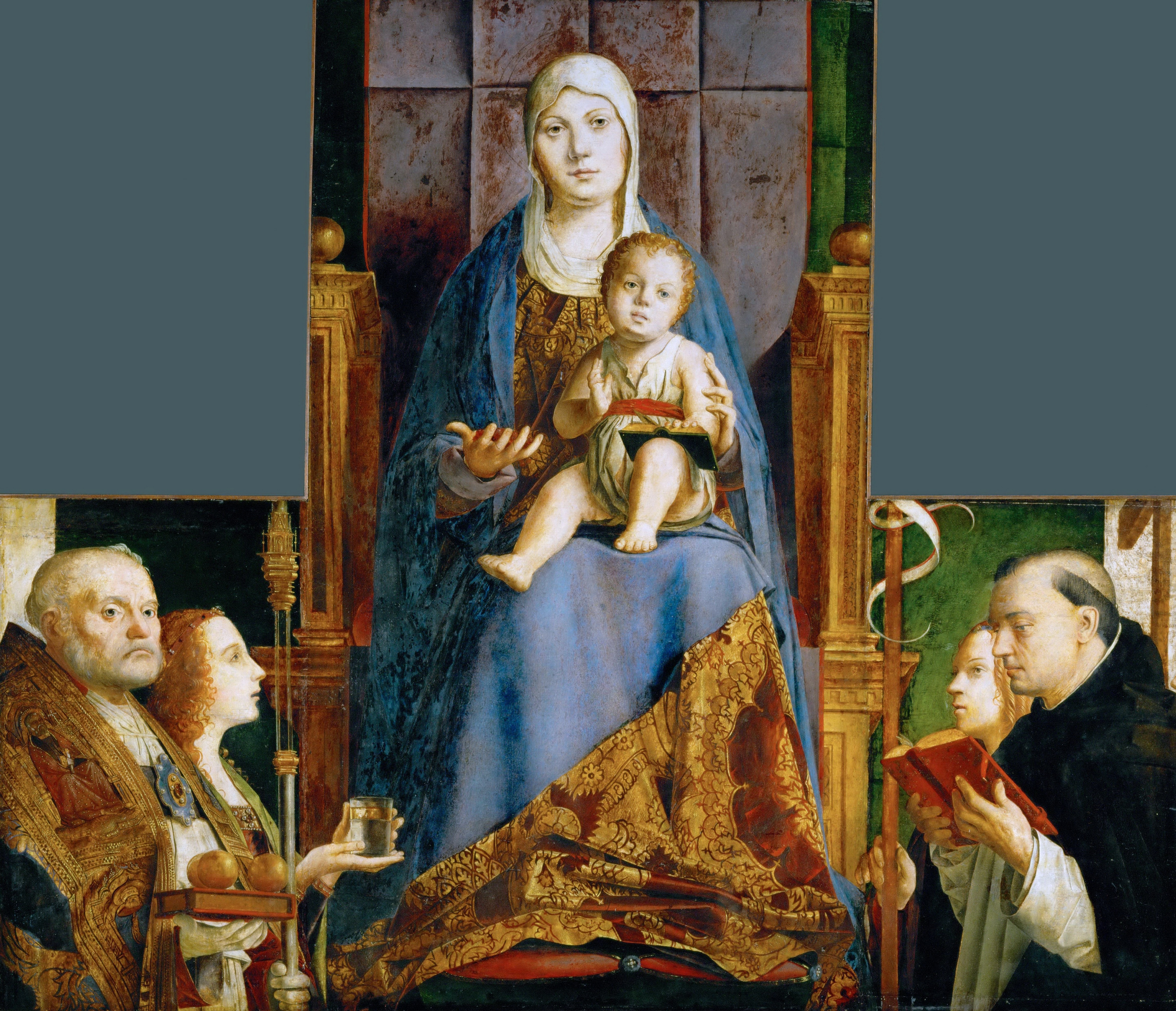
Antonello da Messina, Retaule de Sant Cassià

Les línies dures i forçades de Mantegna no van trigar a ser oblidades amb un major ús del color i una tècnica més suau, gràcies a una assimilació dels ensenyaments de Piero della Francesca, dels flamencs i, a principis de la dècada de 1470, de Antonello da Messina (ca. 1430-1479). El pintor sicilià va residir a Venècia des del 1474 fins al 1476, però no es descarta que tingués l'oportunitat de conèixer Bellini uns anys abans al centre d'Itàlia. Es troba la seva influència en la producció de Giovanni Bellini, com al Retaule de Pesaro (1475-1485), on va utilitzar com a fons una obertura sobre un paisatge que sembla extraordinàriament viu, emprat no com un simple teló de fons sinó com una presència on l'aire es barreja amb la llum. El domini de la perspectiva i la monumentalitat dels personatges també van contribuir a la perfecta harmonia entre arquitectura, personatges i paisatge.
L'ús de la pintura a l'oli, tècnica flamenca que els italians coneixien poc o malament, i que ell va difondre a Venècia, li va permetre barrejar allò proper i allò llunyà mitjançant efectes lluminosos específics. Aquesta introducció de la tècnica de l'oli va tenir un paper important en la definició de l'escola veneciana, la florida de la qual va seguir en arribar.
Antonello va desenvolupar llavors un estil singular que se situava entre la tradició del nord d'Europa, feta d'un ús particular de la llum gràcies a l'ús de la pintura a l'oli, i l'escola italiana, amb personatges monumentals inserits en un espai construït racionalment, com al Retaule de Sant Cassià (1475-1476), que va marcar una veritable frontera entre l'antiga i la nova cultura veneciana. Els sants hi van ser disposats l'un al costat de l'altre, en un semicercle al voltant del tron de la Mare de Déu, cosa que li va donar un alè monumental més gran al conjunt, però la llum daurada que impregnava els personatges va ser igualment innovadora. El virtuosisme de la perspectiva i les subtileses òptiques flamenques es van combinar aquí amb la geometria dels volums.

#### Taller dels Bellini

##### Jacopo Bellini

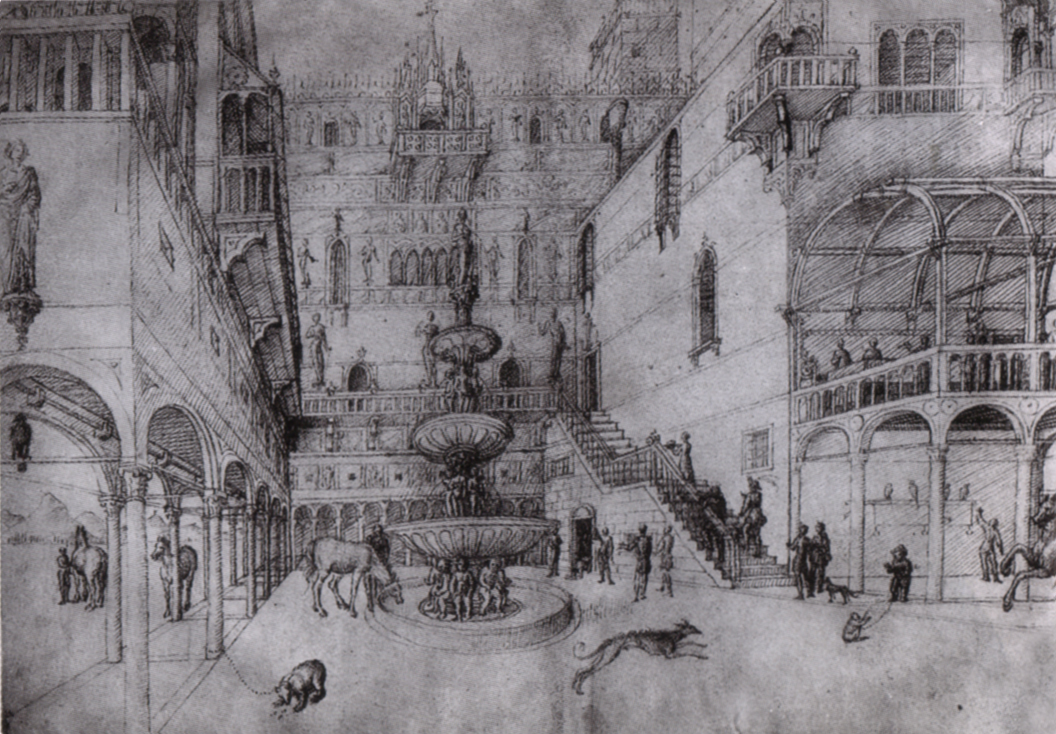
Jacopo Bellini, El banquet d'Herodes (ca. 1450)

Els clients més refinats es dirigien primer al taller de Jacopo Bellini (ca. 1400-1470) que va fer el gir al Renaixement a partir de mitjans de segle, aplicant la perspectiva a una sèrie de vistes fantàstiques recollides dels àlbums de models. Havia estat alumne de Gentile da Fabriano a Florència en 1423, però també va poder descobrir aquestes novetats a Ferrara, on potser coneixia a Leon Battista Alberti per mitjà de Masolino, o més probablement a Pàdua, on els pintors locals ja havien assimilat les lliçons de Donatello. Després de llegir l'obra Della Pittura d'Alberti va sentir una autèntica fascinació per l'arquitectura i va manifestar un gust cert per les decoracions antigues i per la investigació, com mostren els dos quaderns de dibuix que va deixar, conservats al Louvre i al Museu Britànic. Va pintar en 1453/1465 un dels primers cicles sobre llenç per a l'església de San Giovanni Evangelista, Storie di Gesù e di Maria, on va situar les escenes sagrades sobre fons arquitectònics, construïts segons les lleis de perspectiva albertina, que s'inscriuen en un entramat renaixentista que s'obre, ja no sobre l'habitual fons ricament decorat, sinó sobre un paisatge.

##### Gentile Bellini

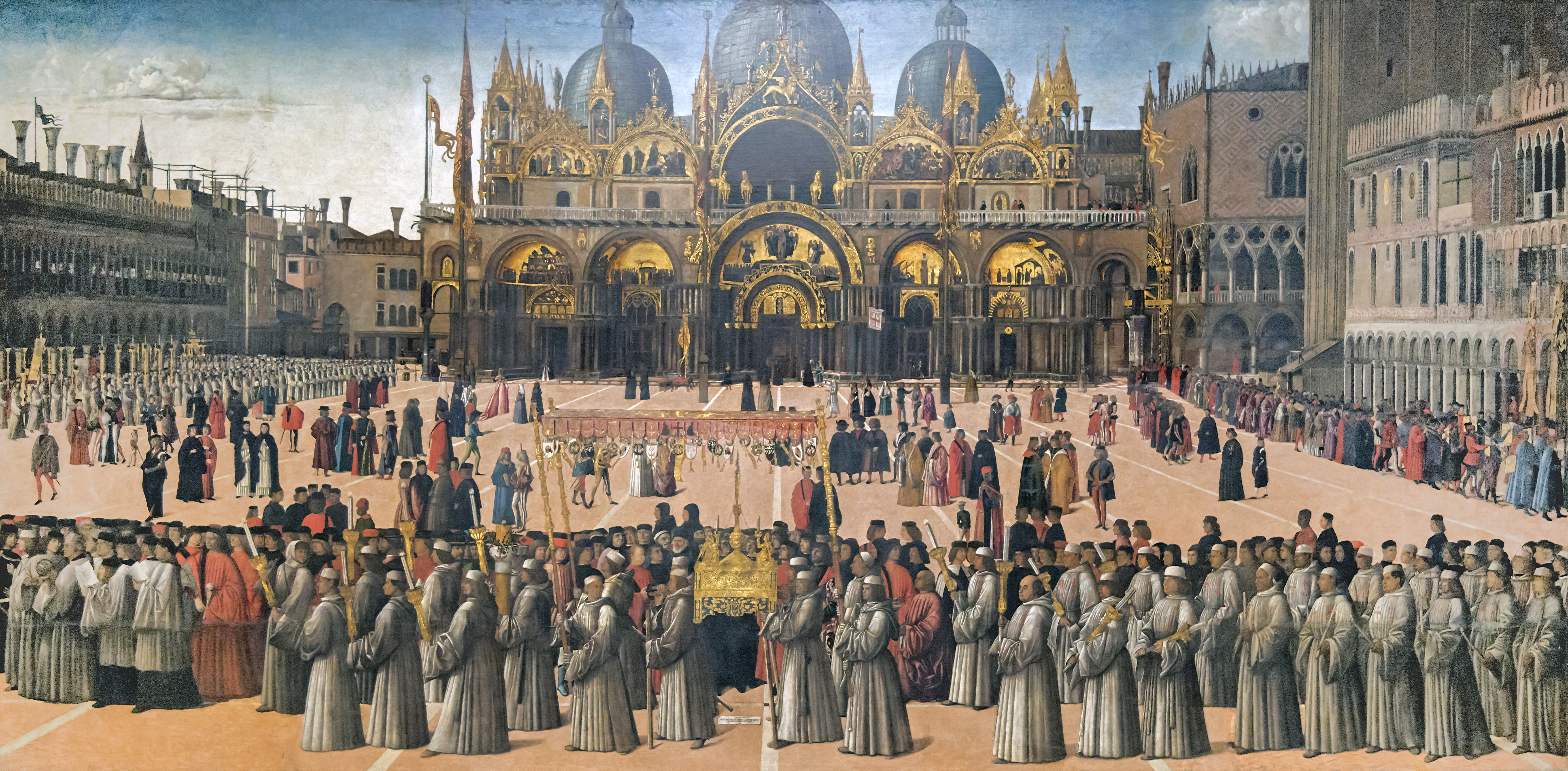
Gentile Bellini, Processó de la plaça Sant Marc (1496)

El veritable gir cap a la pintura renaixentista, no obstant això, va ser protagonitzat per dos fills de Jacopo, Gentile (1429-1507) i Giovanni (ca. 1433-1516) que, encara que de diferents maneres, van reprendre i van explotar plenament l'exemple d'Andrea Mantegna, el seu cunyat, i, després de 1474, d'Antonello da Messina. Aquest punt d'inflexió es remunta a la dècada de 1480, quan els Bellini van rebre l'encàrrec de refer la decoració de la sala del Gran Consell del palau dels Dogos, conjunt que en principi demanava la tècnica del fresc. Aquest s'utilitzava poc a Venècia, els pigments tenien dificultat per fixar-se correctament als revestiments de les parets a causa de la humitat permanent de la llacuna. A més, la important indústria veneciana de la vela permetia als pintors trobar fàcilment un suport tèxtil, així com una tècnica que els permetia cosir les grans peces de llenç per a les escenes narratives de gran mida. La pintura veneciana va poder evolucionar gràcies a la conjunció de l'oli com a mitjà i al llenç com a suport.
Gentile Bellini va pintar principalment teleri, grans llenços que decoraven els edificis públics i les scuole, les poderoses confraries venecianes que reunien els ciutadans que exercien la mateixa professió o pertanyien a la mateixa comunitat estrangera. La seva pintura va romandre lligada al gust pel feèric i pel gòtic internacional gòtic tardà, i estava desproveïda d'espacialitat. A la Processó a la plaça de Sant Marc (1496), el centre no estava definit i la perspectiva només es va utilitzar en determinades parts. La mirada es troba així vagant entre els diferents grups de personatges i els monuments del fons. L'atenció de l'artista es va centrar principalment en la narració oportuna de l'esdeveniment, amb personatges prou grans per permetre-li fer retrats precisos i aturar-se en la descripció de gestos i de disfresses. La seva anàlisi objectiva i quasi cristal·litzada el va convertir en un retratista molt cotitzat, sent fins i tot enviat a Constantinoble per representar el sultà Mehmed II.

##### Giovanni Bellini

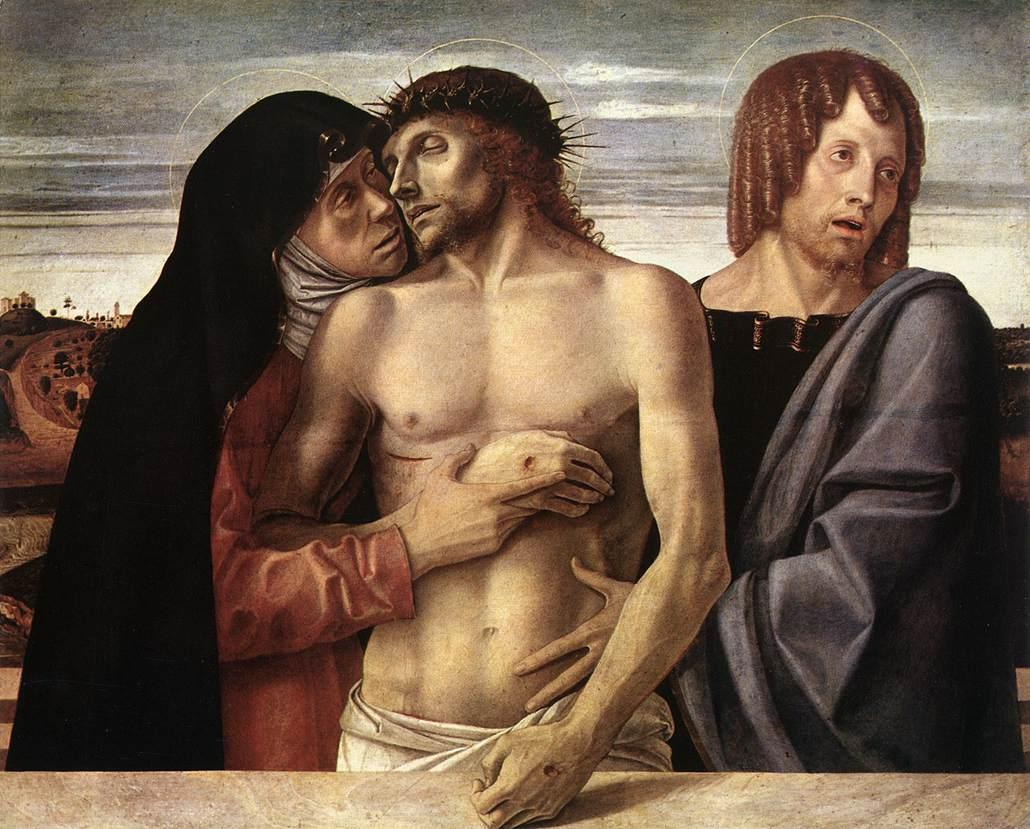
Giovanni Bellini, Pietà de Brera (ca. 1455-1460)

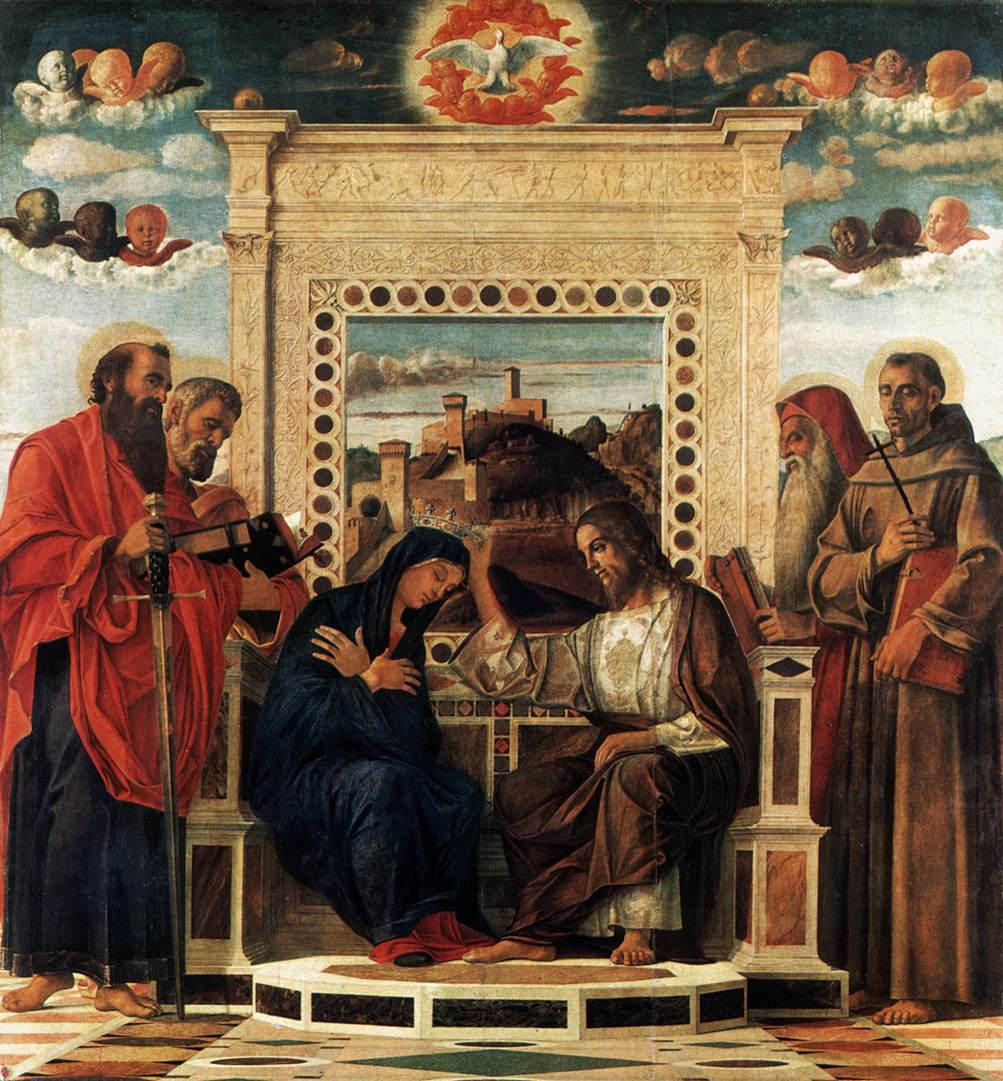
Giovanni Bellini, panell central del Retaule de Pesaro (ca. 1475-1485)

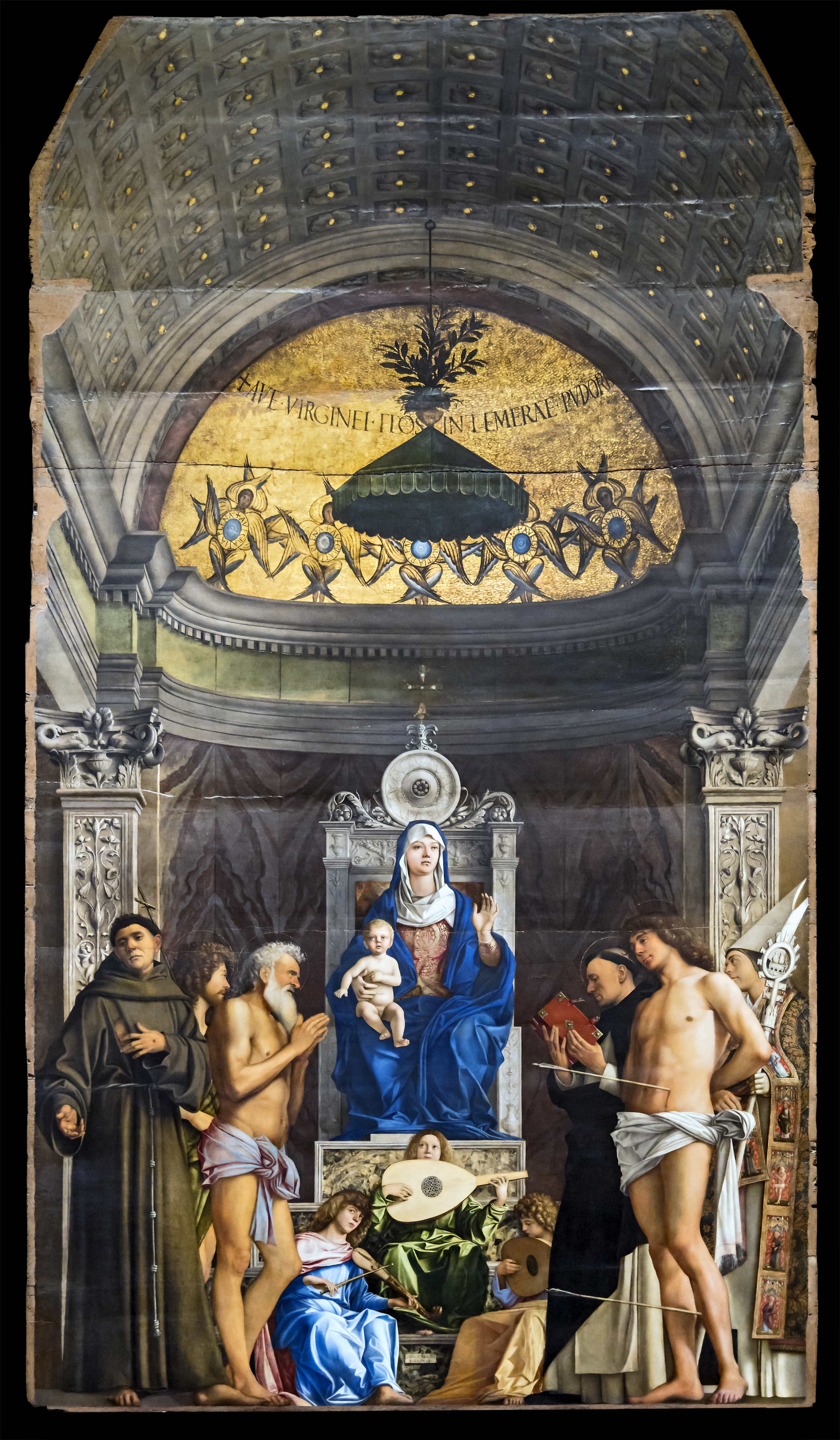
Giovanni Bellini, Retaule de San Giobbe (1487)

Giovanni Bellini (ca. 1433-1516), un altre fill de Jacopo, va ser el pintor venecià més important de la seva generació. El seu estil es va alliberar ràpidament de l'estil gòtic tardà gràcies al precedent d'Andrea Mantegna. Igual que els seus compatriotes, admirava la pintura flamenca pel seu realisme, la seva llum i la seva profunditat en perspectiva, encara que l'herència romana d'Orient encara es percep a les seves primeres obres. Destaca entre elles La Transfiguració del Museu Correr, en què la línia és seca i incisiva i el reflex dels sòls és emfatitzat en perspectiva per una visió «des de baix» del grup superior, que representa Crist entre els profetes. L'èmfasi posat a la llum i al color, que suavitzen el paisatge i submergeixen l'escena miraculosa en una suau atmosfera vespertina, derivada de la pintura flamenca, la converteix en una obra original. Les actituds dels seus personatges són aleshores cada cop més naturals i flexibles, en harmonia amb la filosofia del nou credo humanista.
Al realisme sovint cru de Mantegna, Giovanni preferia la suavitat i una cromaticitat de transparència lluminosa que serà el seu segell distintiu. Va renovar la composició del quadre d'altar col·locant els personatges en perspectives precises i obrint l'espai a paisatges de gran frescor, i situant l'escena pietosa en un món natural. Les Verges i els sants tenen majestat i humilitat, amb gran dolçor d'expressió, compassió o tendresa en la tranquil·litat meditativa o expectant. A la Pietà de la Pinacoteca de Brera, els grafismes segueixen presents, especialment als cabells pintats un a un o a la vena palpitant del braç de Crist, però la llum es barreja amb els colors, suavitzant la representació gràcies a un ús particular de la tempera amb traços molt fins propers. El patetisme intens del grup remet a les pintures de Rogier van der Weyden. L'expedient de parapet que talla les figures en dues, apropant-les a l'espectador, encara remet als exemples flamencs.
Al cel clar, que es torna més brillant a mesura que s'acosta a l'horitzó com l'alba, hi figuren grups de querubins i de serafins, mentre el colom de l'Esperit Sant vola al centre. El paisatge sembla extraordinàriament viu: no una simple decoració, sinó una presència on l'aire i la llum semblen circular lliurement. A això va contribuir l'ús de pintura a l'oli, que va permetre barrejar el que és proper i llunyà gràcies a efectes especials de llum.
A mitjan dècada de 1470, la composició del retaule de la Coronació de la Verge de Pesaro, un oli sobre fusta, va constituir una veritable revolució: la representació, d'un gran naturalisme, associa esdeveniment natural, veritat històrica de l'arquitectura, gestualitat sagrada i sobrenatural, rigorosa geometria del paviment, amb les figures dels protagonistes immersos en la llum i l'aire.
Aquest concepte es va desenvolupar en L'èxtasi de Sant Francesc (ca. 1480), on el pintor va substituir el tradicional crucifix que envia els estigmes al sant per una llum divina, procedent de la part superior esquerra del quadre, que inunda Francesc llançant ombres profundes darrere seu. Francesc d'Assís està representat al centre, longilini i envoltat de naturalesa. La concepció de la relació entre l'home i el paisatge s'oposa aquí en molts aspectes a la de l'humanisme florentí: l'home no és el centre de l'univers, sinó una part amb el que viu en harmonia. Expressa una permeabilitat entre el món humà i el món natural transmesa pel vent diví que anima tots dos.
El 1487, amb el Retaule de San Giobbe, Bellini va signar un canvi decisiu com a reacció a l'arribada d'Antonello da Massina i el seu Retaule de Sant Cassià. La seva «Sacra conversazione» ocupa un sol panell i on a Piero della Francesca l'absis tenia un rigor matemàtic, filosòfic i humanista, a Bellini, l'essencial serà l'amplitud de la construcció que glorifica la Verge gràcies a un tron harmoniós dominat per un mosaic vèneto-romà d'Orient. La distribució dels personatges, sempre simètrica, està subtilment diferenciada i animada, especialment gràcies a l'acceleració cap al centre inferior dels vermells i dels contrastos de colors. El grup d'àngels dona testimoni de la bogeria veneciana per la música i els concerts, més que no pas de l'harmonia pròpiament celestial. Bellini va fundar llavors un classicisme digne del dels pintors d'Umbría, en què Giorgione aprofundiria més tard.
Des del final del segle xx, la representació del paisatge en harmonia amb l'home es va convertir en una característica essencial de la pintura veneciana que va conèixer un desenvolupament constant fins a les primeres dècades del segle següent. Bellini va seguir sent el protagonista d'aquesta evolució, com es pot constatar en obres com La Transfiguració de Nàpols (1490-1495), visible al museu de Capodimonte, on es desenvolupa l'escena sagrada en una representació del camp venecià, amb una llum càlida i intensa.

Obres de Giovanni Bellini
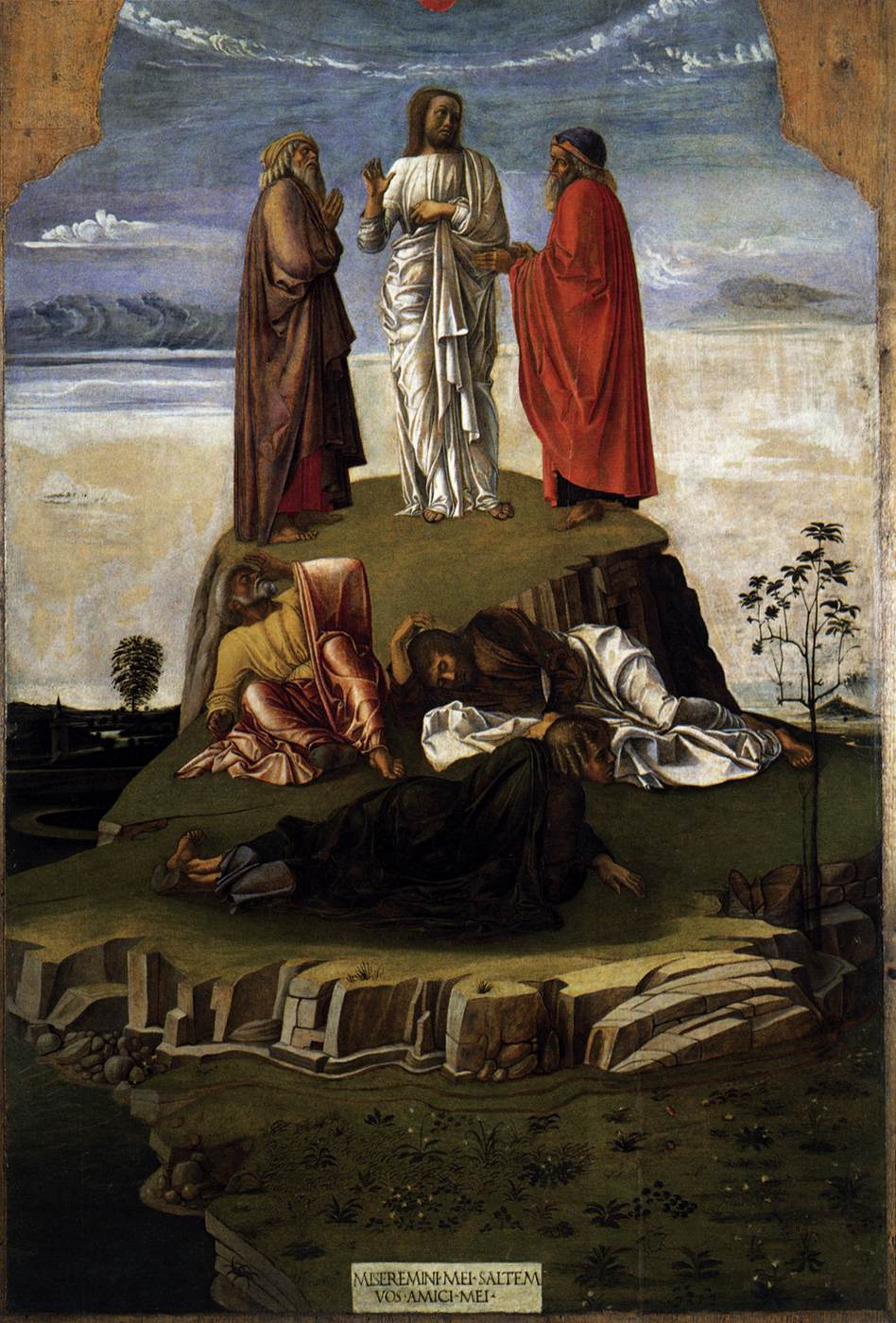
La Transfiguració (1455-1460)
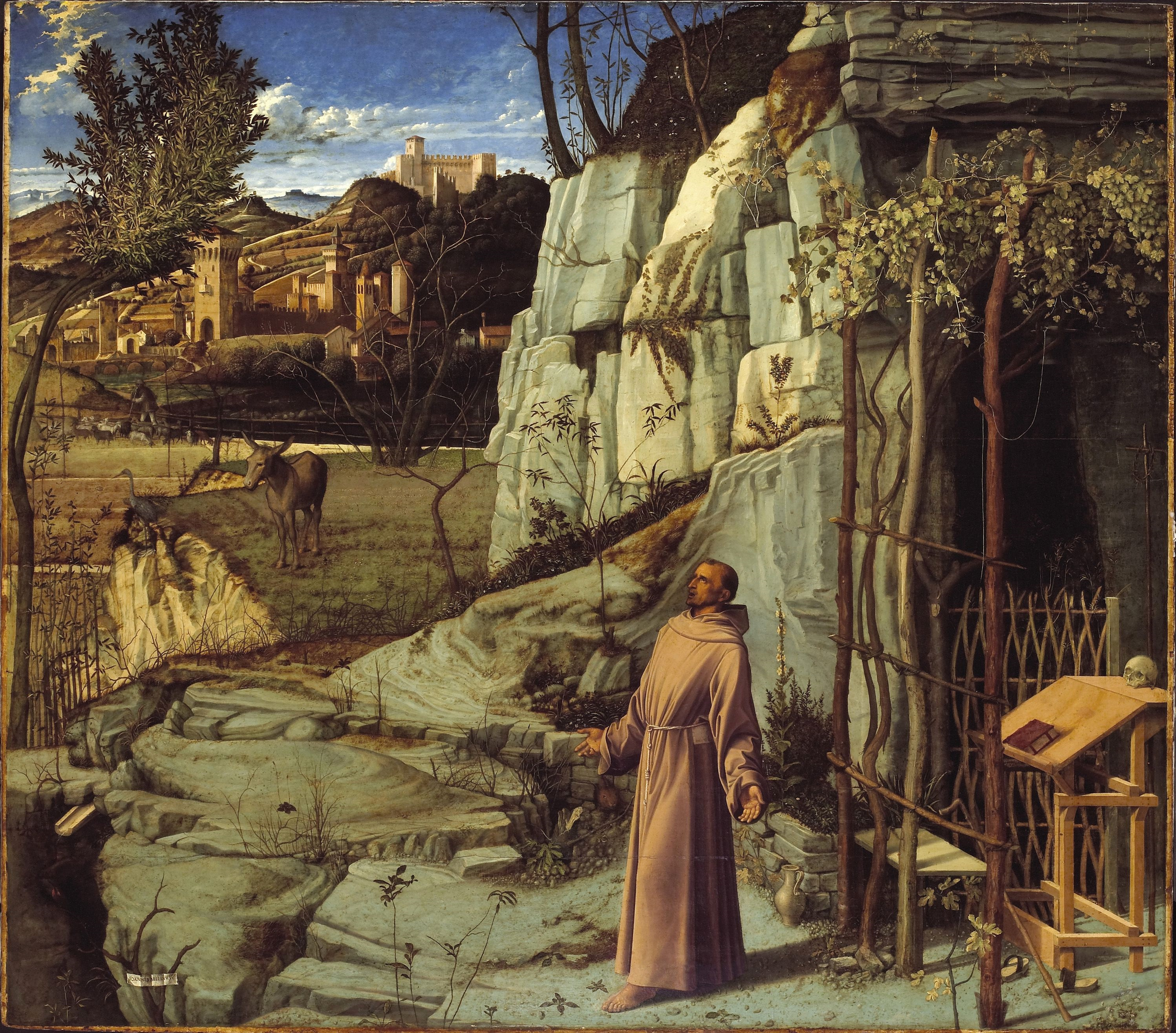
L'èxtasi de Sant Francesc (ca. 1480)
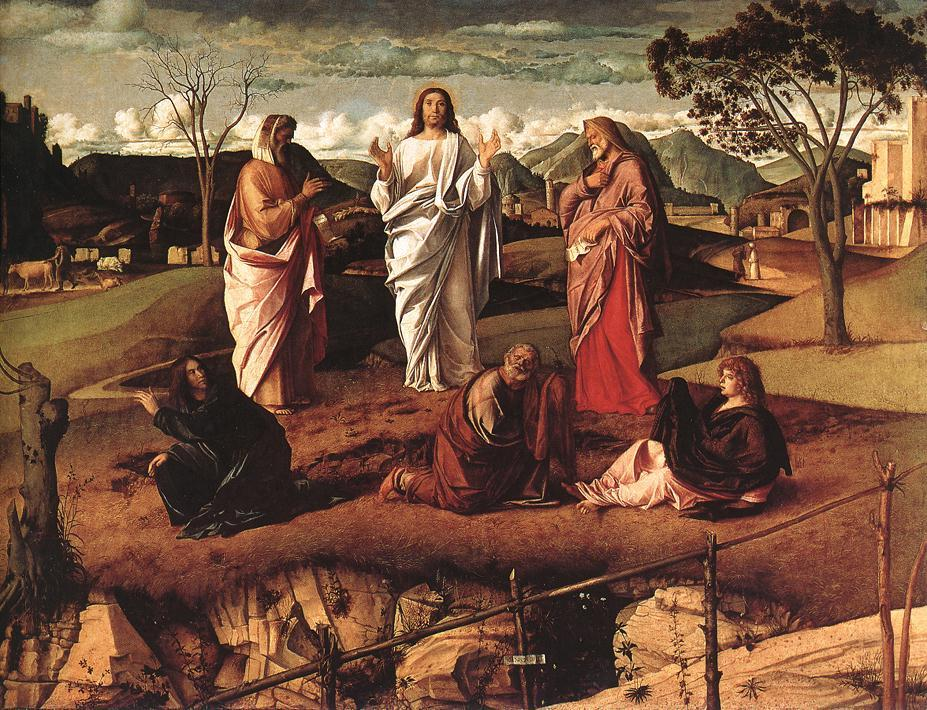
La Transfiguració de Nàpols (1490-1495)

#### Cima da Conegliano

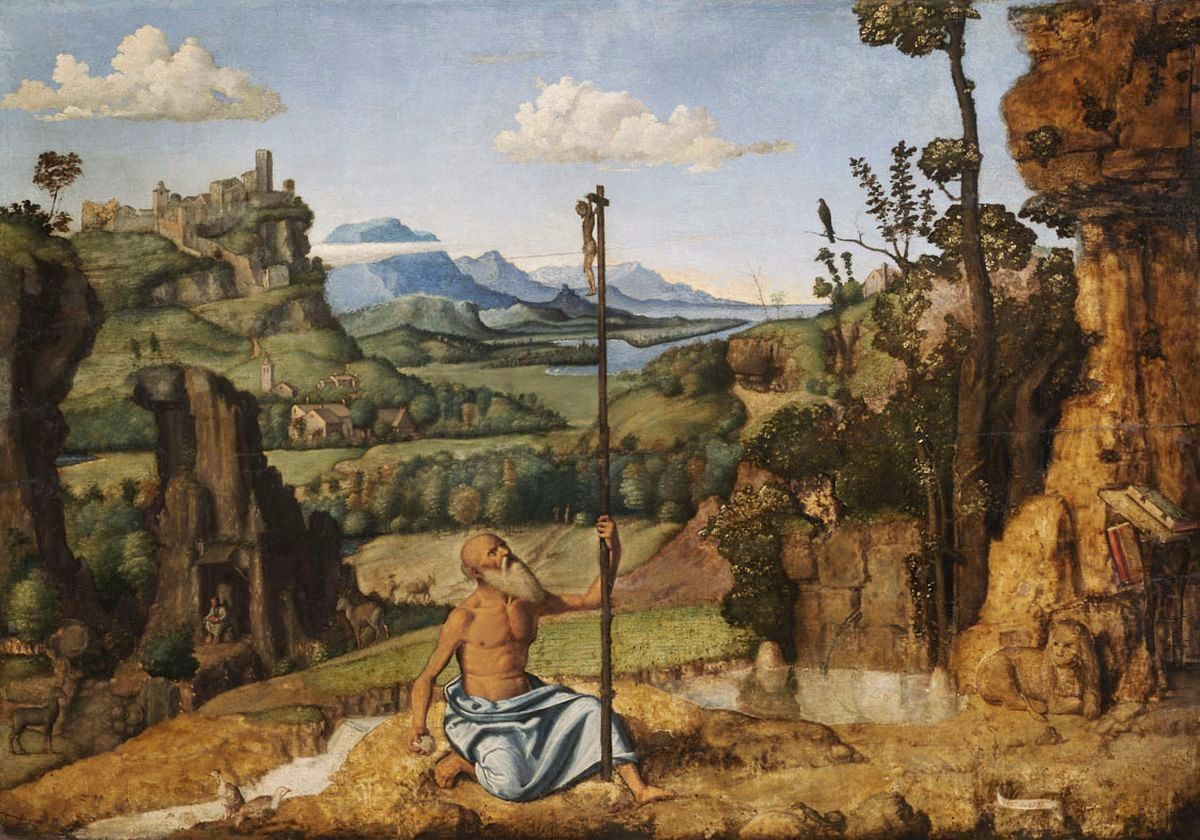
Cima da Conegliano, San San Girolamo penitente nel deserto (1495) (Museu de Belles Arts de Budapest)

Giovanni Battista Cima, conegut amb el nom de Cima da Conegliano (1459-1517), va ser el principal deixeble de Bellini, artista igualment sensible i original que es va instal·lar a Venècia el 1486. Cima es va dedicar a la pintura devocional de la que va ser l'indiscutible mestre al llarg de l'última dècada del segle xv. Va contribuir llavors a l'immens èxit de dos temes oferts a la devoció privada dels quals ell i el seu taller són considerats els millors artesans: la representació imbuïda d'humanitat i dolçor de la Verge i el Nen, que li oferia l'oportunitat de produir tota una sèrie de variacions i d'exercicis sobre el tema d'allò diví i humà; i el de Sant Jerònim, més especialment destinat a estudiosos i orientat a la meditació sobre la naturalesa del pecat. Als seus retaules, la disposició espacial està clarament definida, amb personatges monumentals immersos en una llum cristal·lina que accentua un sentiment generalitzat de pau en uns paisatges d'acord amb la calma de les figures que reflecteixen la «tranquil·litat de l'ànima».
Seguint Antonello da Messina, de qui va rebre la lliçó per intermediació de les pintures d'Alvise Vivarini i l'escultura de Tullio Lombardo, Cima va adoptar un punt de vista rebaixat on l'home governa l'espai i la pintura, i esdevé la mesura harmònica d'aquest mateix espai, en una descripció límpida de la realitat obtinguda mitjançant un dibuix sòlid i precís. Va explotar la brillantor de la imprimació i va aprofundir en la tècnica del vidriat, a la recerca d'una concordança de tonalitats que pretenien vincular el primer pla amb el paisatge llunyà.
Cima va traduir en colors la cultura del protoclassicisme que fins aleshores només s'havia expressat en l'escultura i l'arquitectura, encarnant l'adhesió de la pintura a la norma neohel·lènica de Tullio Lombardo. Durant la seva maduresa, va accentuar certes característiques del seu art, fent atenció al detall monumental, introduint elements figuratius en la decoració arquitectònica i fent més viu el cos humà a través de la intensitat de la mirada.

#### Vittore Carpaccio

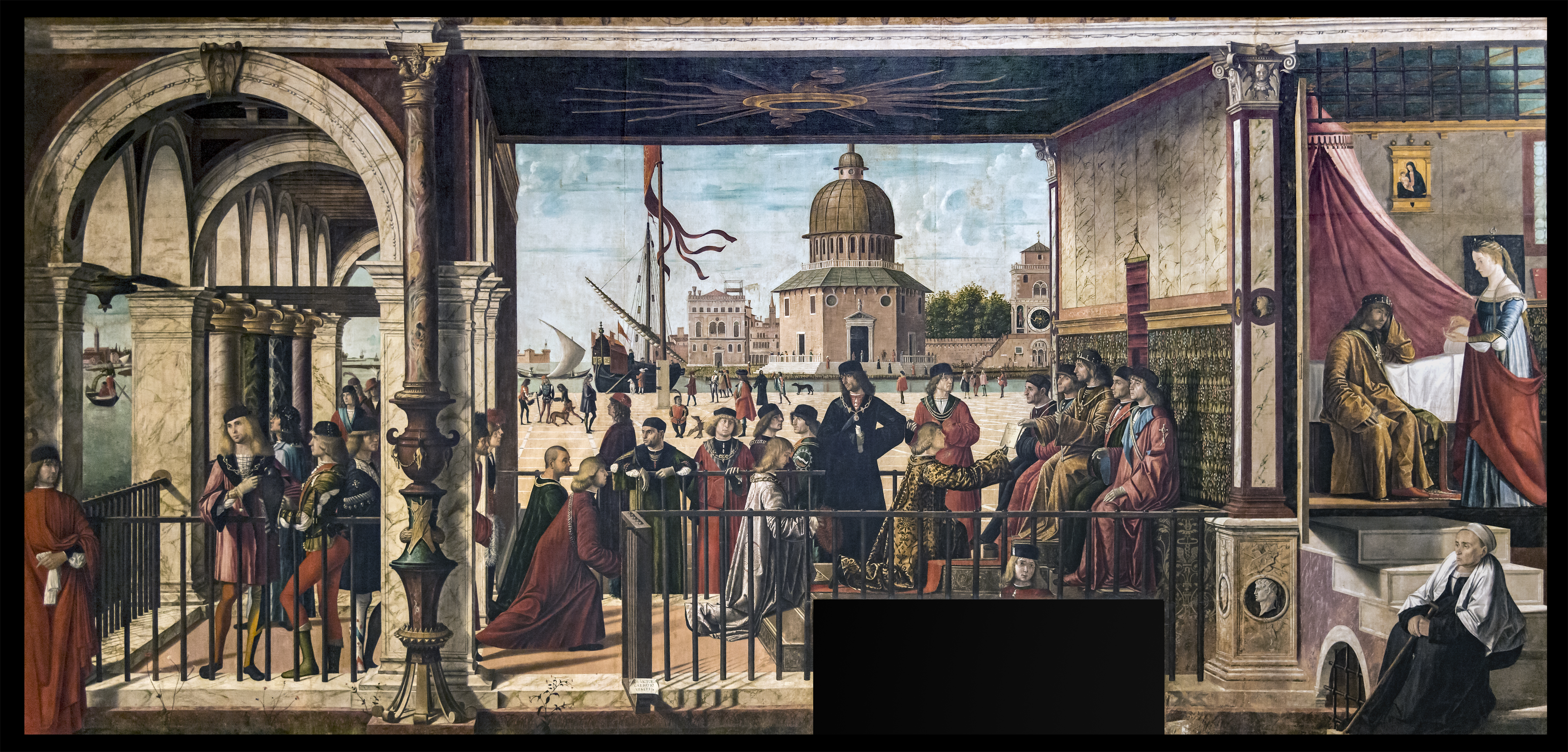
Carpaccio, L'arribada dels ambaixadors anglesos (ca. 1495)

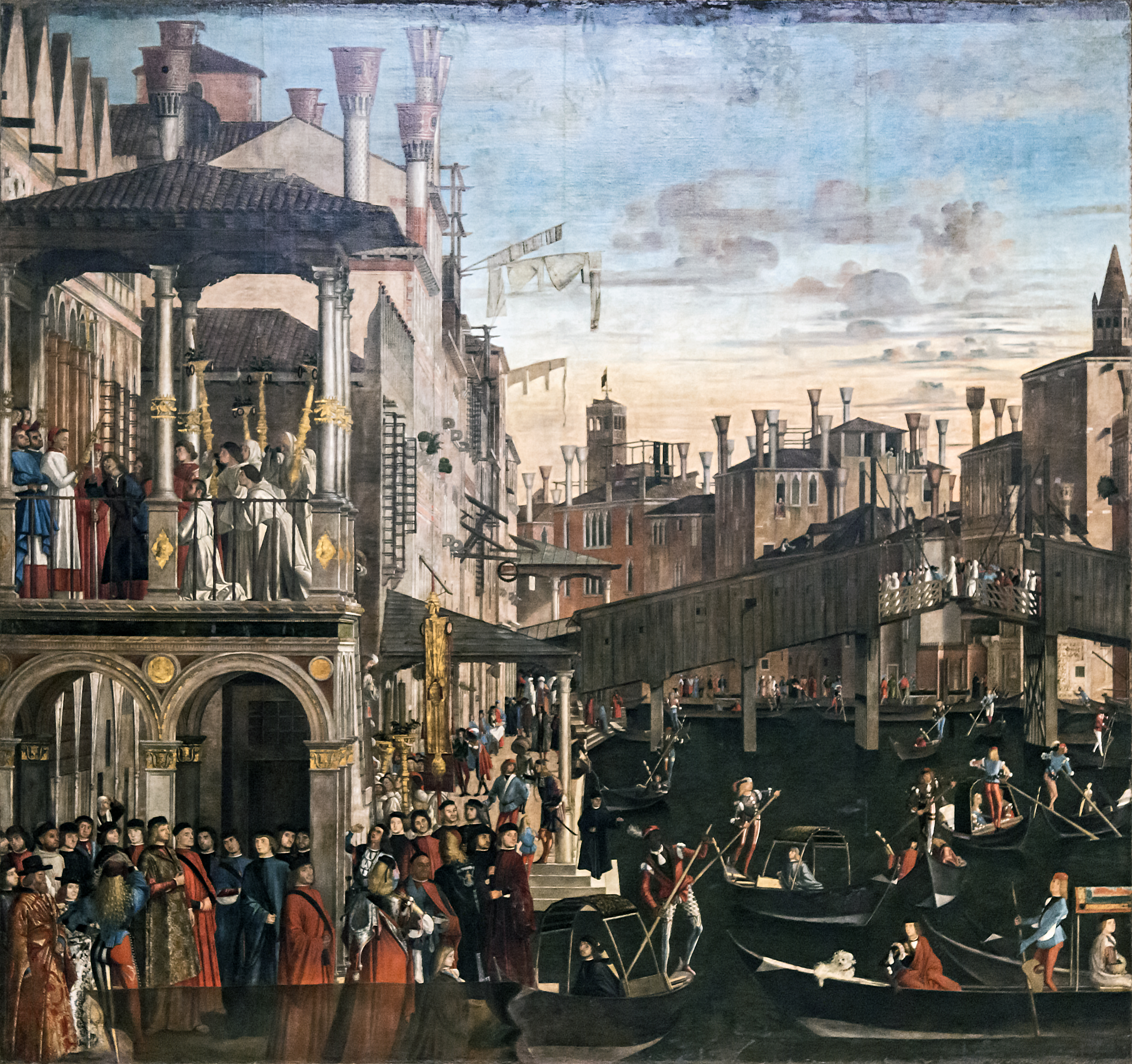
Carpaccio, Miracle de la Creu al Rialto (ca.1496)

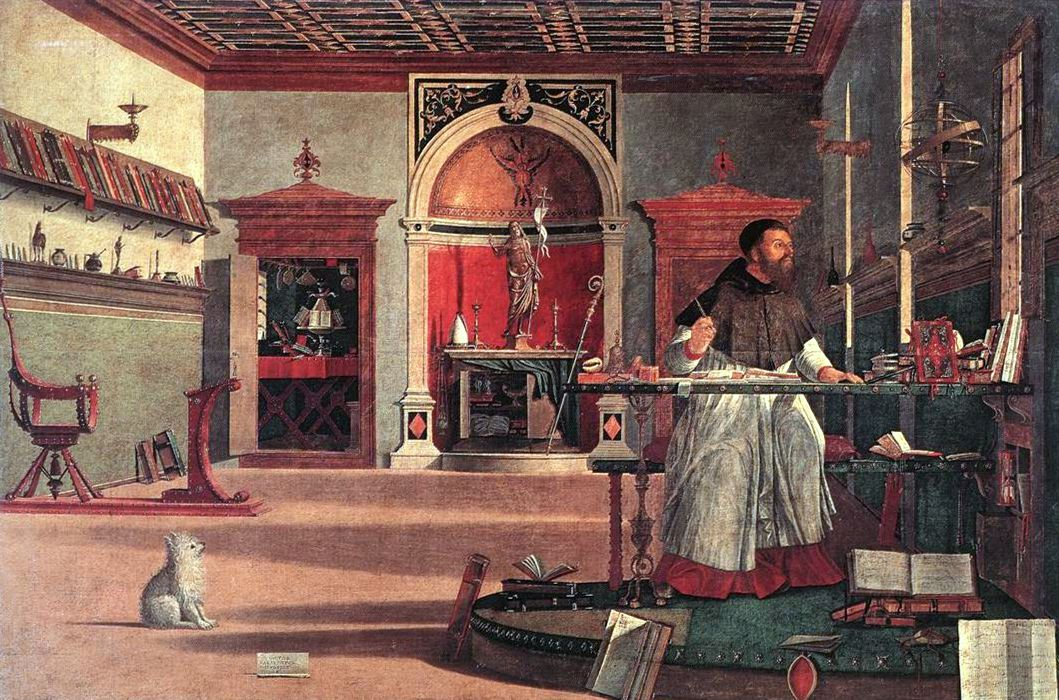
Carpaccio, La visió de Sant Agustí (1502)

Un tipus particular de pintura narrativa es desenvolupava a Venècia alhora, vinculat als grans cicles del teleri, diferent d'altres ciutats italianes per la riquesa d'elements descriptius i evocadors. Estaven destinats principalment a decorar les parets de les grans estances. Les teles estaven sovint disposades com a llargs frisos per cobrir parets senceres i el seu apogeu, amb l'elaboració d'esquemes narratius més originals, va coincidir amb l'última dècada del segle xx, quan una decoració d'aquest tipus va ser encarregada per a la sala de l′Albergo de l'Scuola Grande de San Marco, obra col·lectiva de diversos artistes, com Gentile i Giovanni Bellini, per a l'Scuola Grande di San Giovanni Evangelista, també una obra de diverses mans, i per a l'Scuola di Sant'Orsola, aquesta última obra signada únicament per Vittore Carpaccio (ca. 1465 -1525/1526), un venecià que ja s'havia distingit en el Miracle de la Creu de Rialto per a l'Scuola di San Giovanni.
Carpaccio va crear immensos llenços amb nombrosos episodis on, especialment en el seu primer període, la representació primava sobre la narrativa, seguint així l'exemple de Gentile Bellini. A les seves obres, la construcció de la perspectiva era rigorosa i la llum permetia connectar la proximitat molt propera i la distància extrema en una mateixa llum suau i daurada que fa la sensació que l'aire circula a l'atmosfera.
A La llegenda de Santa Úrsula, va reunir diversos episodis diferents (com a L'arribada dels ambaixadors anglesos, 1496-1498) que se succeeixen en un primer pla que es converteix així en un veritable escenari. La figura del «grescador», personatge en primer pla que mira l'espectador, animant la representació, també és una de les seves característiques, un recordatori del caràcter del narrador del teatre renaixentista. Els fons estan ocupats per vistes molt àmplies de ciutats, de mars i de campinyes, que són imaginaris però que reprenen elements extrets de la realitat, fent-los familiars a un ull acostumat a veure Venècia i l'interior venecià.
En el cicle destinat a l'Scuola di San Giorgio degli Schiavoni que va dissenyar íntegrament, l'artista va simplificar l'estructura narrativa dels llenços, centrant-se cada vegada en un únic episodi, cosa que subratllava el seu poder evocador i fascinant. A l'espectacular Sant Jordi i el Drac (1502), els personatges es disposen en un arc dinàmic que accentua la violència entre el sant i la criatura. Alguns detalls recorden el perill que representa la bèstia, com les restes macabres que embruten el terra, mentre que altres estan relacionats amb astúcies de perspectiva, com la curta filera de palmeres a prop de la ciutat, o l'arc de roques que emmarca un veler. A Sant Jeroni i el lleó al convent (1502), el pintor insisteix en la descripció irònica dels germans que fugen en veure l'animal, mentre que als Funerals de Sant Jeroni insisteix en un entorn rural a l'ambient de meditació i tristesa. L'obra mestra de l'artista és La Visió de Sant Agustí, on el sant humanista està representat al seu estudi ple de llibres i objectes propis del treball intel·lectual, amb una suau difusió de llum que simbolitza l'aparició miraculosa de sant Jeroni al bisbe d'Hipona.
En els anys següents, la producció de Carpaccio va quedar ancorada als patrons del segle xv. Va ser incapaç de renovar-se i adaptar-se a les revolucions decretades per la següent generació d'artistes venecians, perdent el suport dels cercles més cultes i refinats de la ciutat, encara que el seu art continués sent profundament «venecià». La limitació històrica de Carpaccio va radicar, fonamentalment, en la mateixa finalitat que assignava a la pintura: la imitació de la natura que, malgrat el complex significat que prenia l'expressió des del Quattrocento, ja no podia ser suficient per als artistes o per a un ambient culte que exigia de la pintura un altre ordre de revelacions i plaers. Després de dedicar-se a la decoració de 'scuole' menors, es va retirar a la província on el seu estil, ja desfasat, encara trobava admiradors.

### Escultura

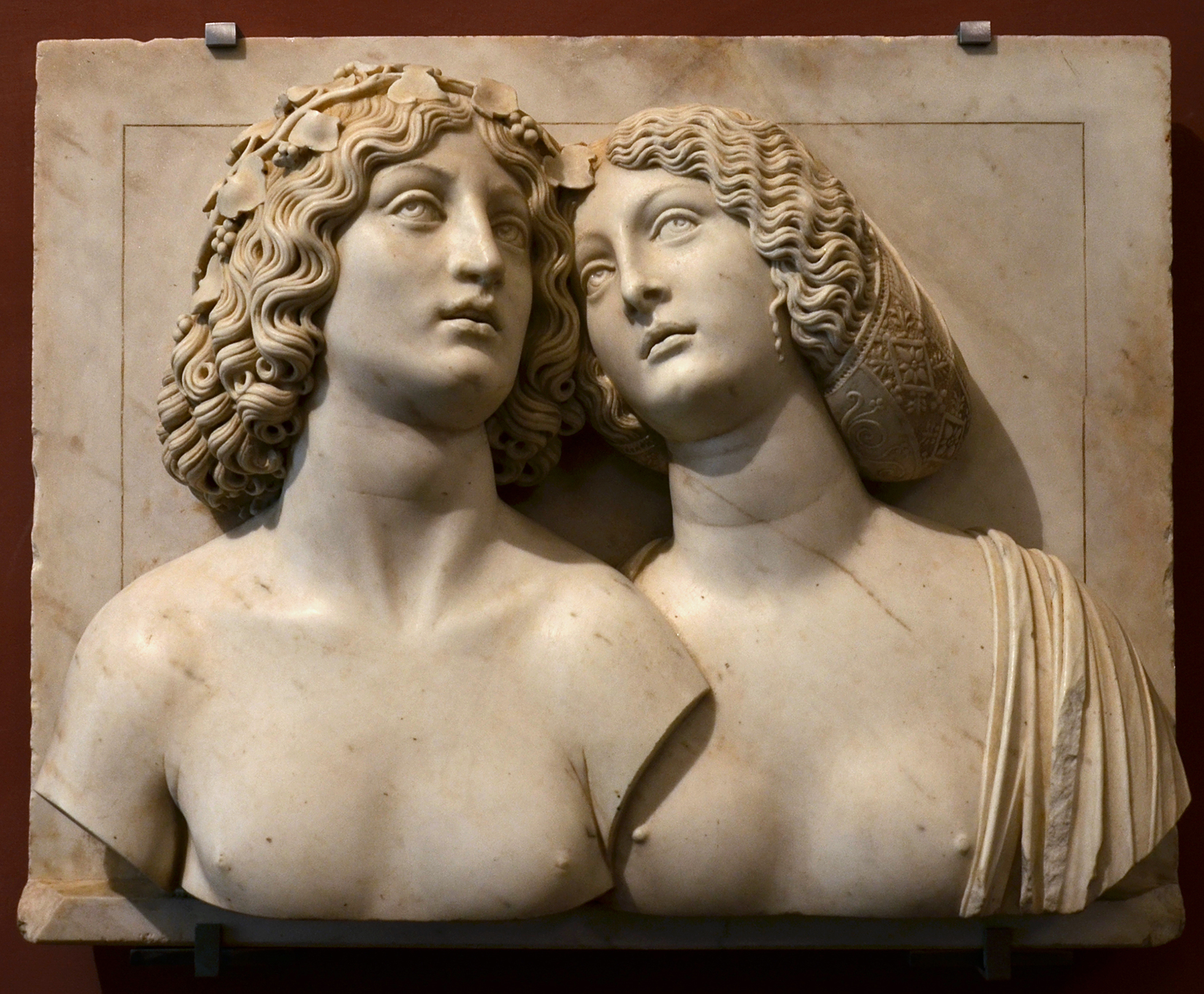
Tullio Lombardo, Baco i Ariadna, ca. 1505)

A la segona meitat del segle xv, els escultors actius a Venècia eren majoritàriament arquitectes o familiars d'aquests que participaven a les seves obres i que es formaven als seus tallers. Aquest era el cas, per exemple, dels dos fills de Pietro Lombardo, Tullio (1455-1532) i Antonio (1458-1516), que van rebre encàrrecs de grandiosos monuments funeraris destinats als dogos, estàtues i escultures. La producció d'escultures del període no va ser homogènia i anava des del realisme vigorós i expressiu d'Antonio Rizzo (estàtues d′Adam i d′Eva a l'Arc Foscari) fins al classicisme del mateix Tullio Llombard (Baco i Ariadna, ca. 1505).
El taller de Tullio Lombardo va rebre l'encàrrec de diversos monuments funeraris d'estat: el Monument funerari del dogo Pietro Mocenigo (c. 1477-1480) presenta una sèrie d'estàtues i relleus que fan referència al capità del mar per a celebrar la seva victòria, encara que modesta, contra els otomans al mar Egeu. El monument s'erigeix com un triomf, recordant alguns mites simbòlics de l'antiguitat, com els treballs d'Hèrcules.
El Monument funerari del dogo Andrea Vendramin (1493-1499), l'estructura arquitectònica del qual es va inspirar en l'arc de Constantí, va ser àmpliament copiat en els anys següents. El difunt està representat al centre, ficat al llit sobre el sarcòfag decorat amb personificacions hel·lenístiques de la Virtut. En el luneto, el dogo està representat en un baix relleu mentre adora a la Verge que sembla una deessa de l'antiguitat clàssica. El pedestal, on hi ha una elegant inscripció a Majúscules quadrades romanes, és ric en relleus simbòlics en un estil que imita a l'antiguitat, fins i tot encara que representin figures bíbliques com Judit. Originalment, les estàtues antigues es trobaven als nínxols laterals —ara al Bode-Museum (Paggi reggiscud), el Museu Metropolità (Adan) i en el Palazzo Vendramin Calergi (Eva)—, reemplaçades segles després per les obres d'altres artistes.

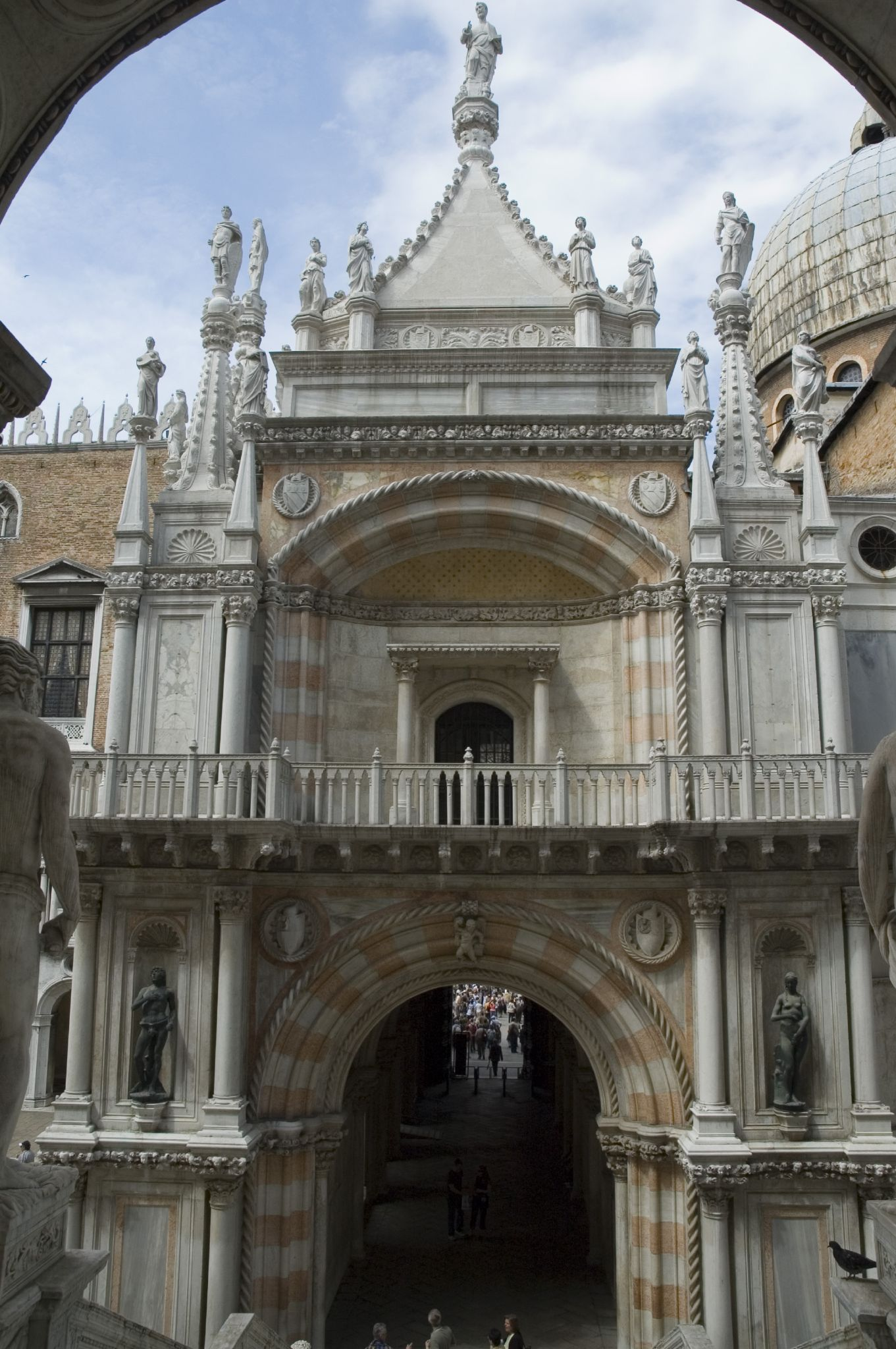
Antonio Rizzo, Arco Foscari (1483-1498)
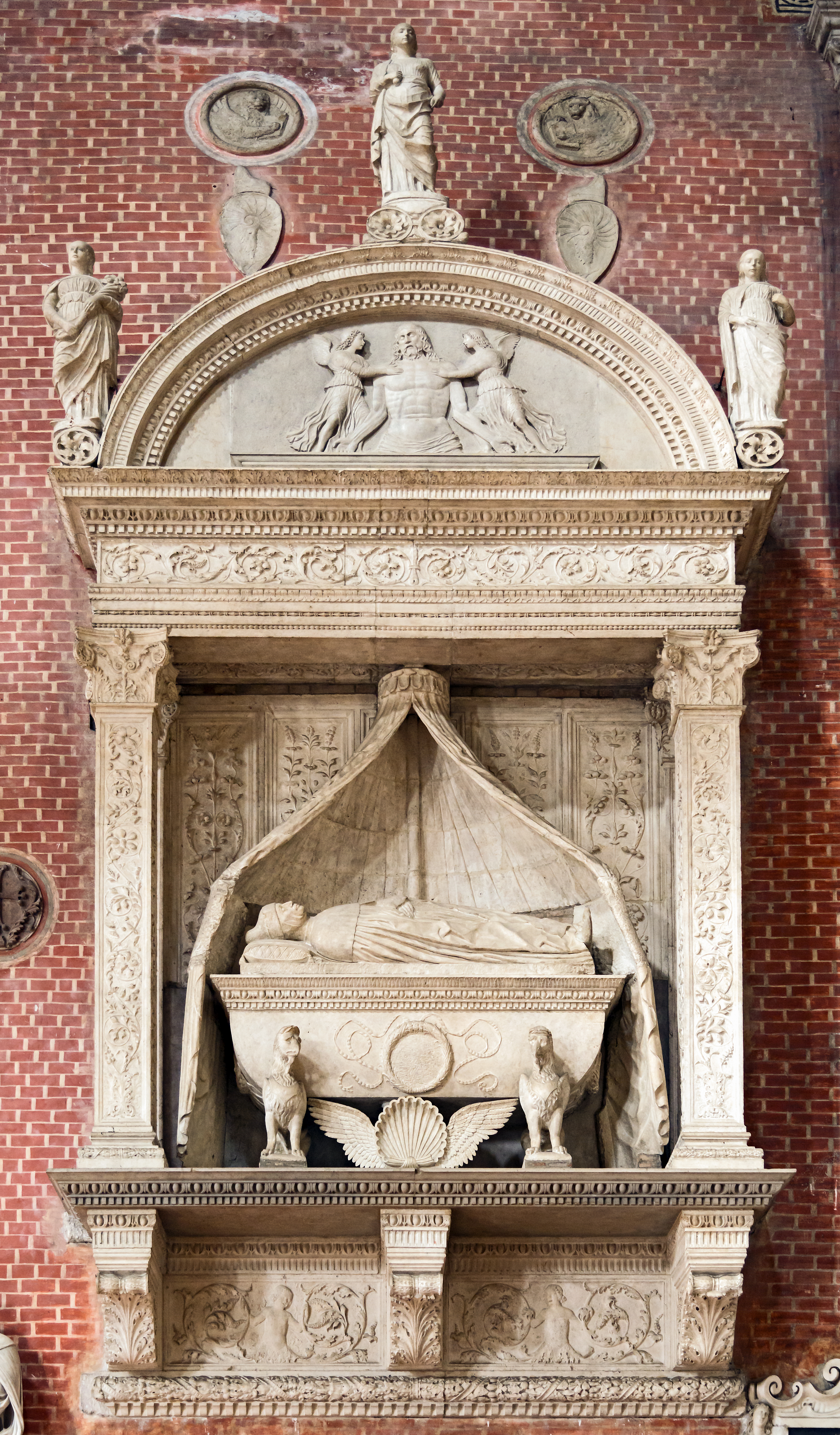
Pietro Lombardo, Monument funerari del dogo Pasquale Malipiero (m. 1462)
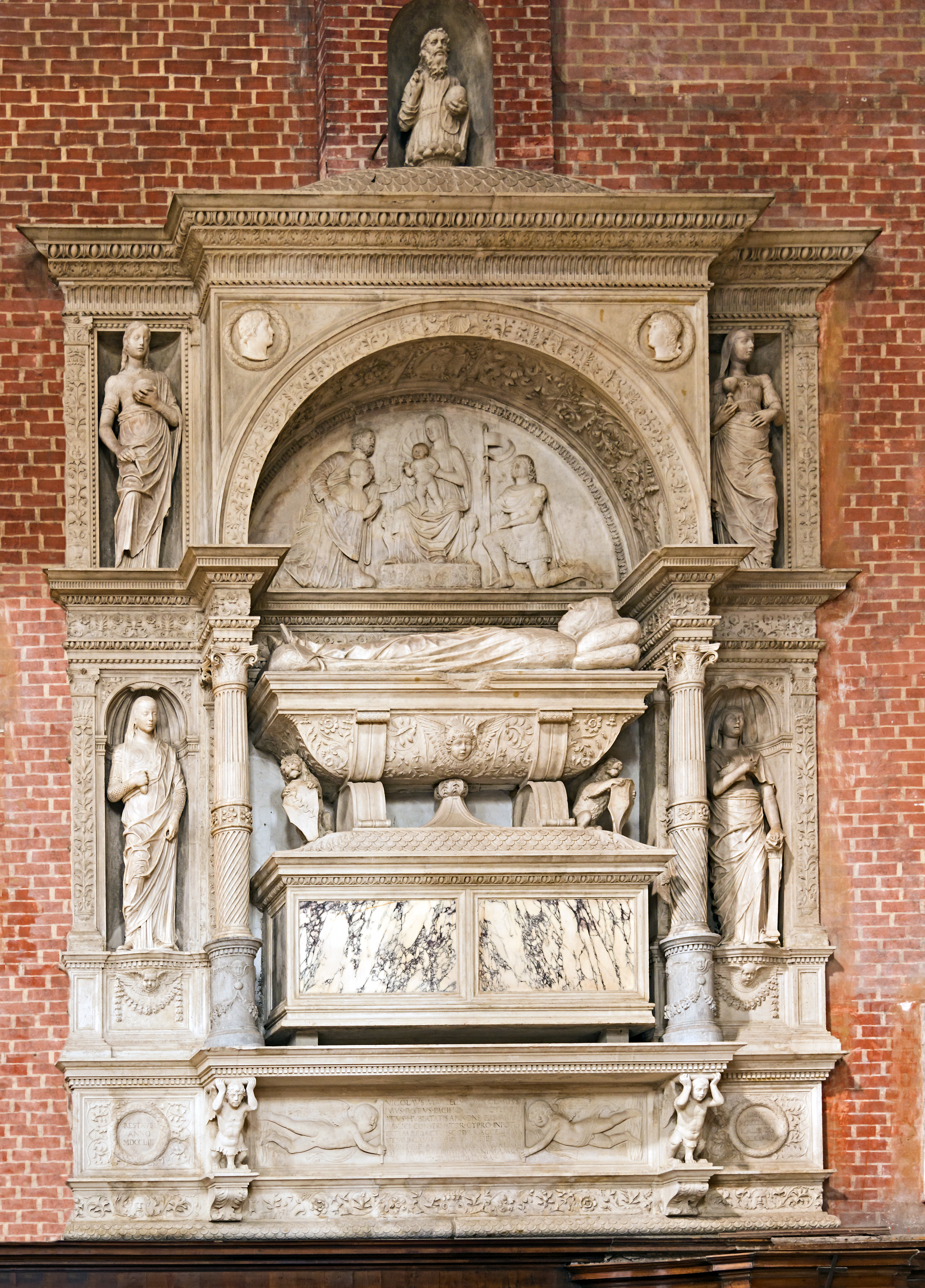
Pietro i Tullio Lombardo,Monument funerari del dogo Nicolo Marcello (m. 1474)
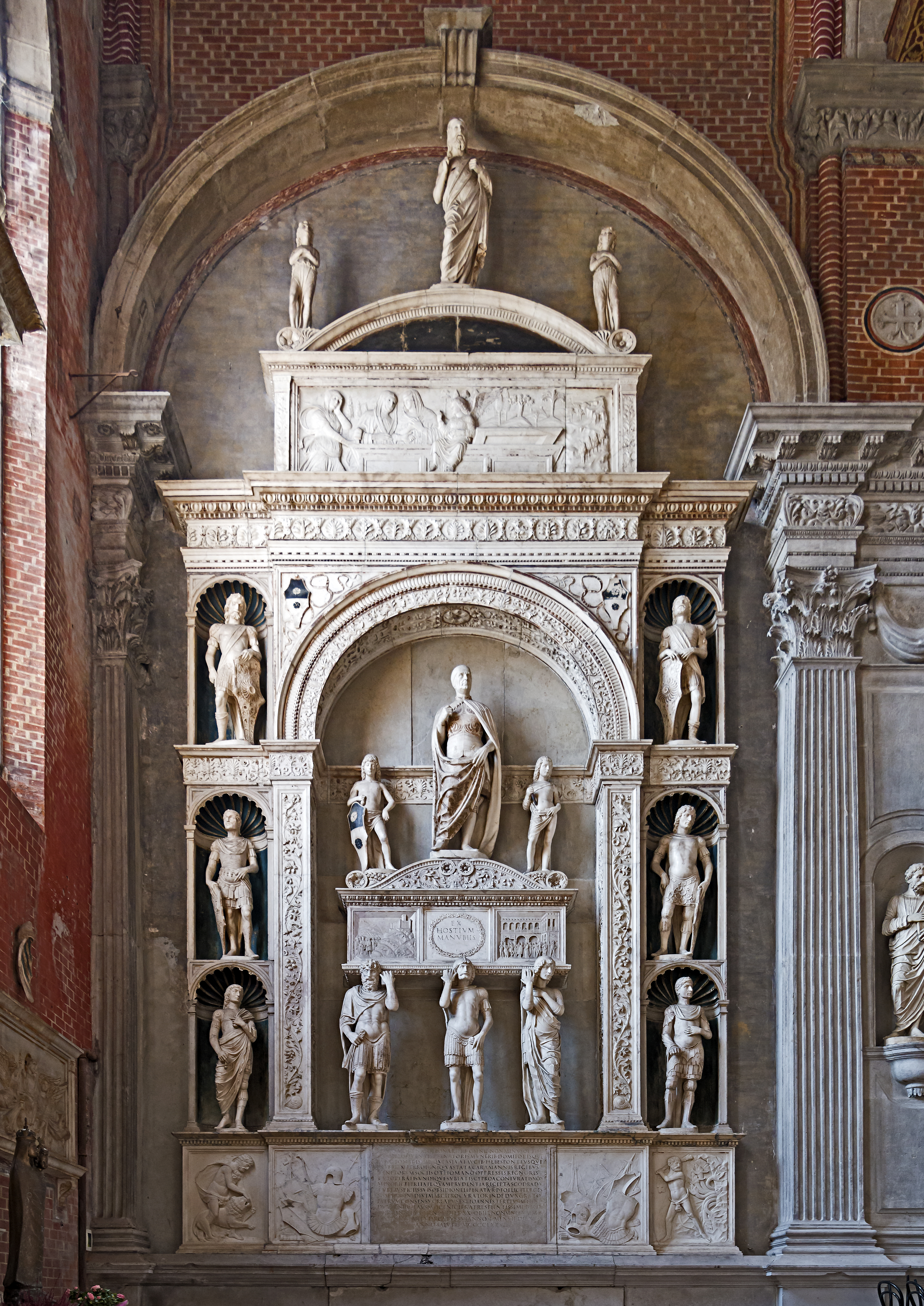
Pietro Lombardo, Monument funerari del dogo Pietro Mocenigo (ca. 1477-1480), a la basílica de Sant Joan i Sant Pau
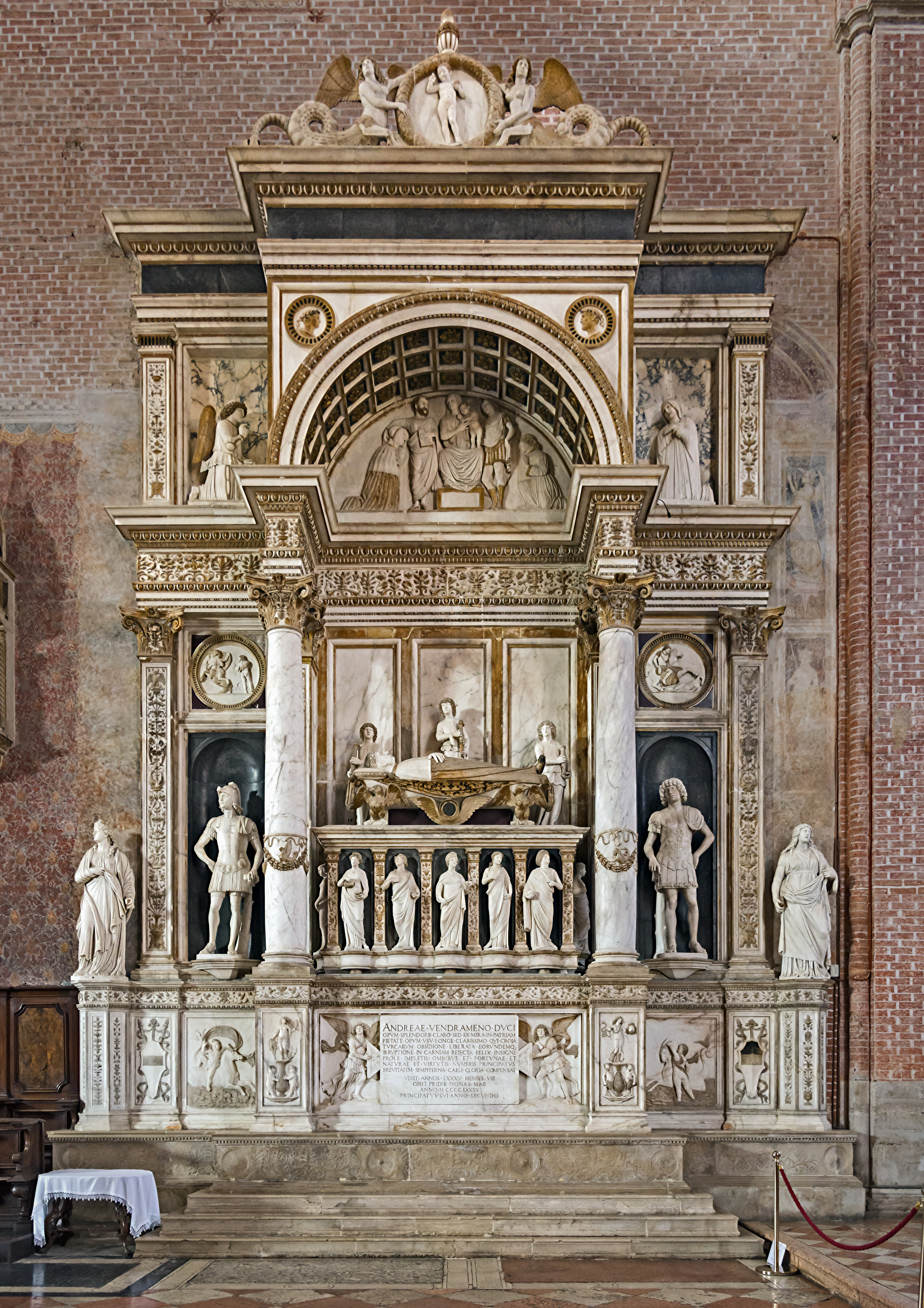
Pietro Lombardo, Monument funerari del dogo Andrea Vendramin (1493-1499)

## Alt Renaixement a Venècia

Mapa polític de la regió el 1494, que mostra l'avenç continental de la República de Venècia.

### Context de l'Alt Renaixement
A principis del segle xvi, Venècia controlava un territori dividit entre els Domini di Terraferma, de l'Adda al Isonzo, i els Stato da màr que s'estenien a Ístria, a Dalmàcia, a les Illes Jòniques, a Creta, a les Cíclades i a part de les Espòrades i de Xipre. La ciutat esdevingué un dels centres artístics més importants d'Itàlia, principalment gràcies al comerç i al mercantilisme, així com a la riquesa del seu imperi, un dels més diversificats d'Europa. La política general es va orientar aleshores cap a la conversió d'un imperi marítim en una potència continental integrant-se a l'equilibri polític entre els estats italians. Venècia va patir una greu crisi en 1510 quan va ser atacada pel papa Juli II i la Lliga de Cambrai després de seriosos enfrontaments amb els otomans a la Mediterrània oriental. Però la situació es va invertir completament després d'un canvi d'aliança per part del papa i gràcies a la fidelitat de part de les poblacions que ella controlava.
La majoria dels encàrrecs quedaven a les mans de l'Estat i de l'Església. Els particulars van tenir un paper menor que a Florència o a Perusa, per exemple. La imatge era sovint un instrument al servei de la República. Res va portar aquesta última a viure l'ideal republicà com encara ho feia Florència el 1500, i la ciutat no pretenia, com Roma, fundar sobre l'Antiguitat una autoritat universal.
El pensament venecià està íntimament lligat a la Universitat de Pàdua i al seu aristotelisme que començava a anar més enllà de la tradició romana d'Orient. La primacia atorgada a l'experiència sobre la idea també s'adaptava bé a l'estat d'ànim dels comerciants venecians. Però, sobretot, aquest aristotelisme proporcionava la base teòrica des d'on el pensament venecià rebutjava les polaritats irreconciliables entre Idea i Reial, o entre Natura i Història. Segons Giulio Carlo Argan, l'experiència i l'existència, concebudes com a síntesi de contraris, van constituir sens dubte una contribució veneciana essencial a la història del pensament del Cinquecento. Les seves conseqüències sobre la pràctica pictòrica van ser capitals, les angoixes i els qüestionaments espirituals van agafar altres camins. El neoplatonisme, la filosofia optimista que animava el mite del Renaixement, també hi era present, però a l'atmosfera veneciana va canviar de caràcter i es va tornar més mundà i sensual. Era gairebé una filosofia de l'art de viure, més que no pas l'instrument d'una veritable visió intel·lectual del cosmos. La concepció amorosa del neoplatonisme va triomfar a Venècia, marcant la pintura i distingint així determinades obres de Ticià d'obres miquelangelesques, o fins i tot giorgionesques.
Des d'un punt de vista cultural, la ciutat es va imposar com a centre d'estudis humanistes, principalment gràcies a les impremtes que publicaven els textos clàssics. A això es va sumar un gran interès pels estudis arqueològics, les dades científiques i sobretot la botànica. Un dels debats que va animar l'escena cultural veneciana de l'època va ser el de la possibilitat de conciliar la «vida contemplativa», entesa com una activitat especulativa filosòfica i religiosa a dur a terme en solitud, desvinculada dels esdeveniments del món, i la vida activa, entesa com un servei a la comunitat per a la consecució de l'honor. Si els grans humanistes venecians de finals del segle xiv havien intentat demostrar la possibilitat d'una reconciliació entre els dos oposats, al començament del nou segle, les dues tendències semblaven ja totalment irreconciliables. La pràctica «contemplativa» dels intel·lectuals venecians va afavorir la difusió de formes particulars de col·leccionismes, com les d'antiguitats, de pedres precioses, de monedes, de relleus, de còdexs, d'incunables i de pintures, totes lligades a les inclinacions culturals i al caràcter del col·leccionista. La col·lecció del cardenal Domenico Grimani és un dels exemples més famosos.
La relativa llibertat que l'oligarquia de la Sereníssima garantia als seus ciutadans i visitants era la millor entre les que podien oferir les corts italianes, i de fet durant aquests anys va ser un refugi freqüentat pels que es van veure envoltats dels perillosos jocs de poder dels seus propis estats. Venècia va acollir llavors alguns dels genis italians i estrangers més il·lustres. Entre aquests convidats més famosos, es van trobar Miquel Àngel o els exiliats del Saqueig de Roma, inclòs Jacopo Sansovino que es va instal·lar a la ciutat i va portar allí les innovacions arquitectòniques desenvolupades al centre d'Itàlia.

### Pintura
Al segle xvi, la pintura veneciana acabava d'afirmar-se en un univers original, on regnaven la llum, el color i la sensualitat, que havia d'estar connectat amb la situació llacunar de la ciutat. Guanyava el seu prestigi participant activament en el joc cultural en curs, és a dir, prenent partit als múltiples debats del Renaixement. L'apogeu de la pintura veneciana al segle xvi està lligat amb l'existència de personalitats artístiques excepcionals, però l'aparició de genis, la forma que van prendre les seves manifestacions, també van estar íntimament lligades al grup social, més que a la classe social, que feia servir imatges «genials». En comparació amb la producció contemporània a Itàlia, la pintura veneciana de la dècada del 1530 presentava una originalitat degut tant a la relativa facilitat d'accés al contingut de la representació com al caràcter més lliure i enèrgic de les seves imatges. A principis de la dècada de 1540, els contactes amb el manierisme van ser més determinants: Francesco Salviati va estar a Venècia en 1539-1540, Vasari especialment en 1541-1542, i els gravats van difondre allí l'intel·lectualisme exacerbat del Parmesano, posant al mateix nivell les grans obres romanes de la dècada de 1510 i la posterior producció di maniera.
A partir del 1560, Ticià representa una certa forma de tradició veneciana, relativament conservadora. La modernitat s'encarnava llavors, per una banda, per Tintoretto i la seva dinamització gegantina de la maniera, i per altra banda, per Veronese i el seu art «clar». Tots dos es van inspirar en el manierisme del centre d'Itàlia, van dissenyar grans cicles decoratius, van exaltar oficialment les glòries de Venècia i no van poder sotmetre's al conformisme de la Contrareforma. Tintoretto, l'estil del qual va dominar a la ciutat a finals de segle, es va dedicar a l'exaltació de l'esperit religiós que va portar Venècia a la guerra contra els turcs ia la victòria, mentre que Veronese encarnava l'altre component essencial de l'esperit venecià: l'obertura intel·lectual . i la forma de vida civil d'una societat lliure i culturalment avançada.
Al voltant de 1500, Venècia va inventar la pintura de cavallet, dissenyada per al plaer dels patricis cultivats, de la qual La tempesta de Giorgione n'és un exemple.

#### Dürer a Venècia

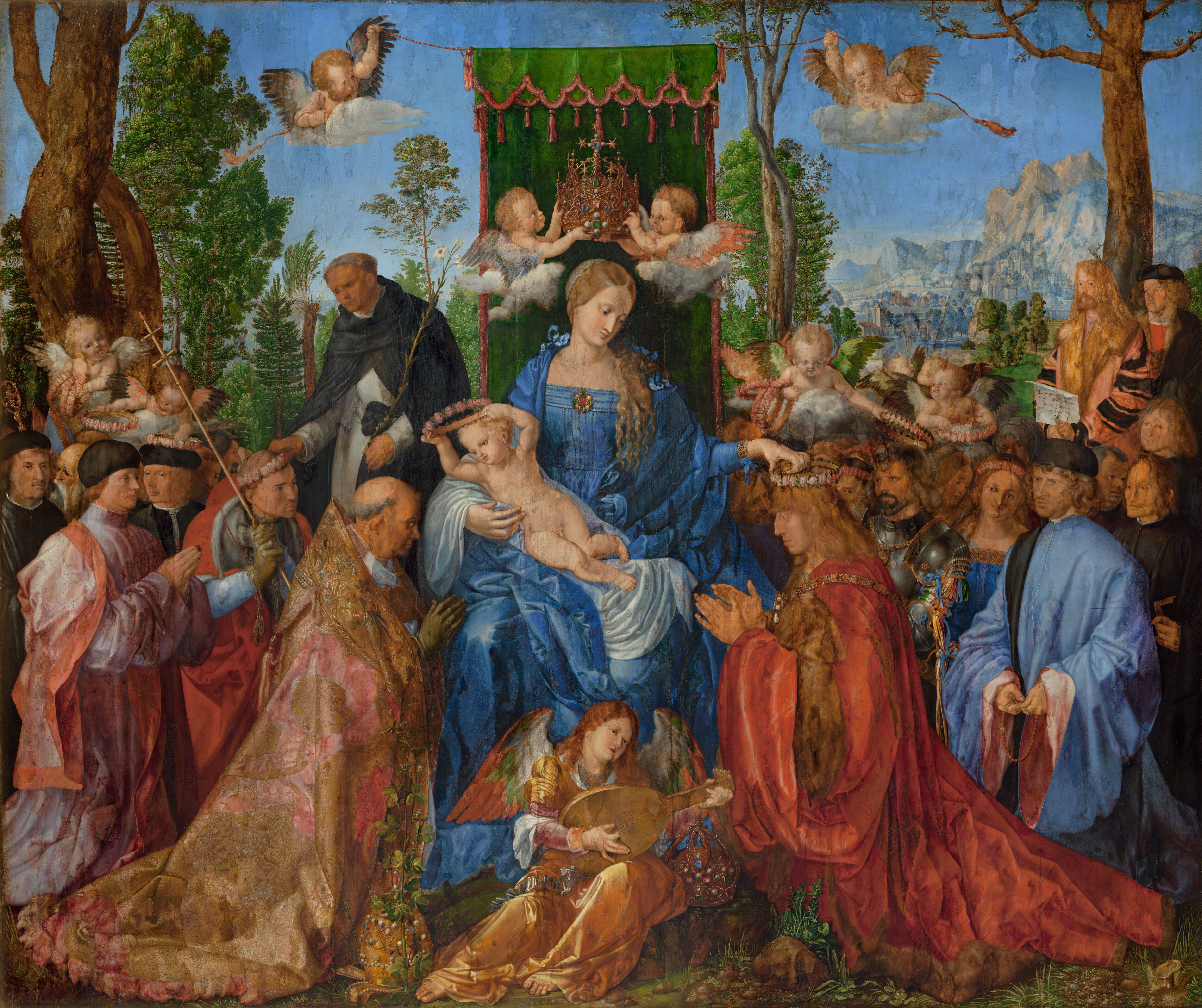
Albert Dürer, La Verge de la festa del Rosari (1506)

En 1505, i fins a principis de 1507, el pintor alemany més important de l'època, Albert Dürer va visitar la ciutat de Venècia per segona vegada, havent estat ja allí en 1494-1495. En aquell moment la seva fama ja estava molt estesa gràcies a una sèrie de gravats distribuïts per tot Europa. Els comerciants de la Fondaco dei Tedeschi li van encarregar llavors un retaule per a la seva església del Rialto, església de Sant Bartolomeu.
Al camp de la pintura, el mestre alemany va assimilar les regles de l'art venecià de l'època, com el rigor de la composició piramidal amb el tron de Maria al cim, la monumentalitat del conjunt i l'esplendor cromàtica, així com la representació precisa de detalls i fesomies, la intensificació gestual i la concatenació dinàmica entre els personatges. La seva obra, i en particular la La Verge de la festa del Rosari, recorda la tranquil·la monumentalitat de Giovanni Bellini, amb un homenatge explícit a l'àngel músic al centre. Tot i l'admiració general i la seva ressonància, la pintura de Dürer va tenir poca influència en els artistes venecians, a diferència dels seus gravats. Si les obres creades o deixades a la ciutat de la llacuna no són identificables amb certesa, moltes pistes i cites, iconogràfiques i estilístiques, confirmen que la seva estada no va passar desapercebuda, contribuint al naixement del tonalisme, resultant del sfumato i de la perspectiva aèria.

#### Artistes llombards a Venècia

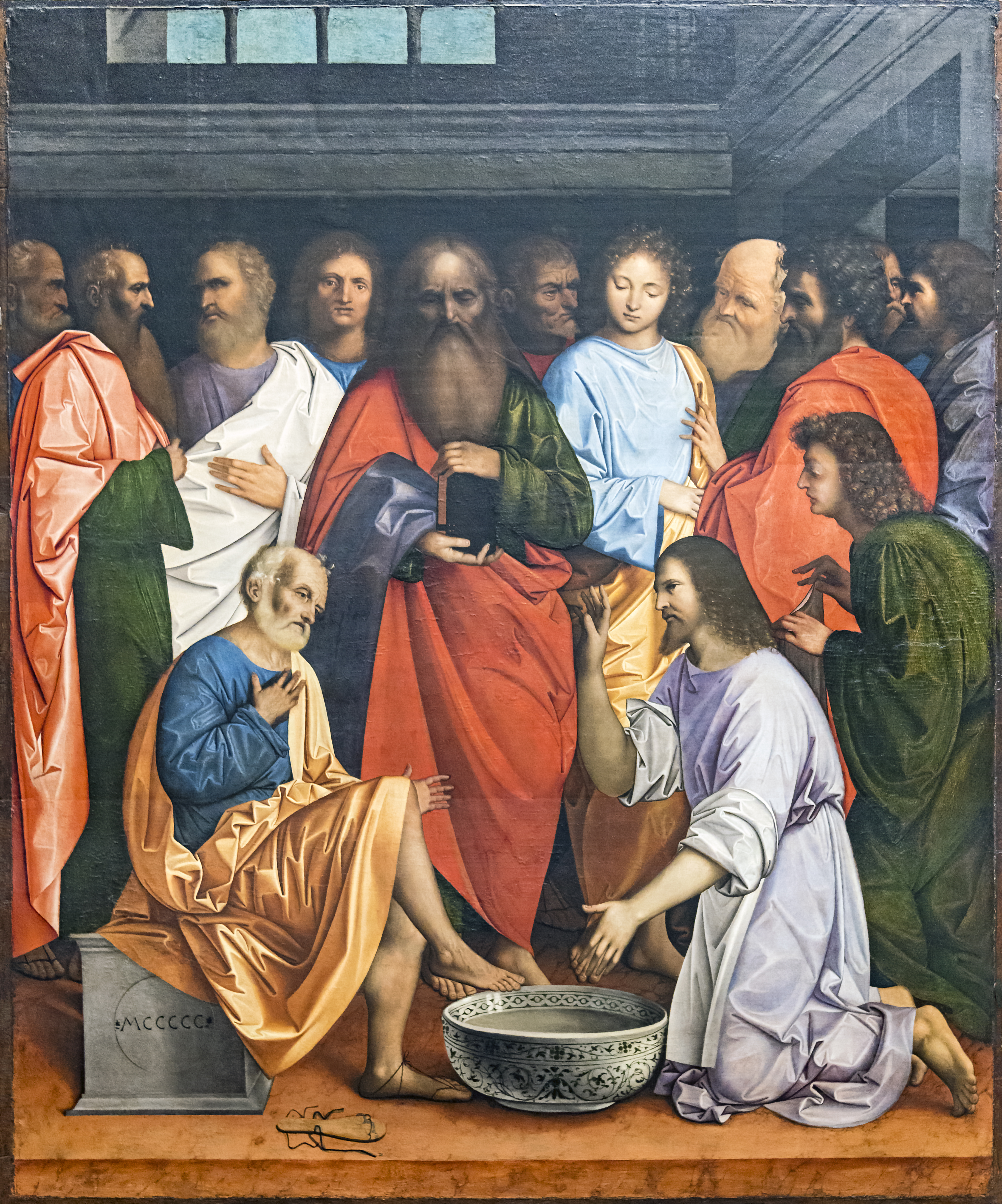
Giovanni Agostino da Lodi, Rentat de peus (1500)

La presència i influència dels artistes llombards anomenats els Leonardeschi en els anys que van seguir, estan més documentades. A Venècia, la nació llombarda es reunia a la Scuola dei Lombardi, situada en un edifici construït a la fi del segle xv a la basílica dei Frari. Allí predominaven en nombre els escultors i picapedrers, inclosos els de la família Lombardo. Des del final del segle xv, no obstant això, alguns pintors estaven presents i ben integrats, entre d'altres Andrea Solario, germà de l'escultor Cristofor, autor de petits treballs sobre temes sagrats, i Giovanni Agostino da Lodi, considerat el primer divulgador de les idees de Leonardo a Venècia i autor del Retaule dels Barquers de l'Església de San Pietro Martire a Murano.
Després van arribar Francesco Napoletano que va morir a Venècia en 1501, i Marco d'Oggiono, antic col·laborador de Leonardo que va executar una sèrie de pintures per a la Scuola dei Lombardi, ara perdudes, i que certament va contribuir a la difusió de les visions de Leonardo entre els artistes de la Serenissima, en particular a Giorgione.

#### Giorgione

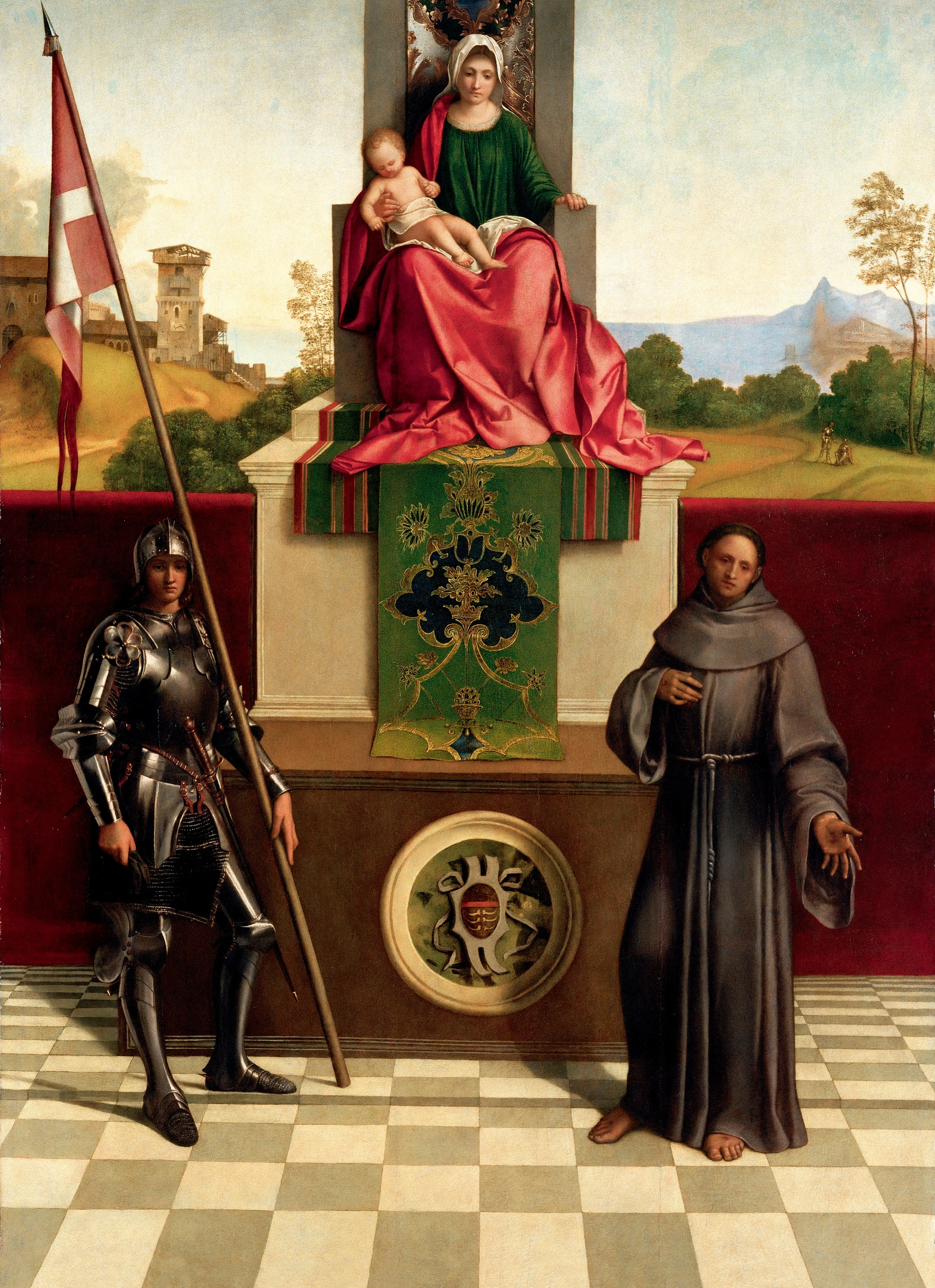
Giorgione, Retaule de Castelfranco (ca. 1502)

Giorgione llegó, pel que sembla, a Venècia al voltant de 1503-1504, on va ser alumne de Giovanni Bellini al mateix temps que Ticià, que també l'influirà. Va provocar una profunda renovació del llenguatge pictòric de la llacuna en poc més de deu anys d'activitat, introduint quatre aspectes nous a l'art venecià: el tema laic, de petites dimensions, per a particulars i col·leccionistes, així com Bellini havia creat petites obres religioses no destinades a una església; el clarobscur, amb la progressió d'una extrema delicadesa i de paleta molt evocadora; el nu; els paisatges pintats per ells mateixos. Va alliberar la pintura-narrativa del seu paper de celebració militar o religiosa amb funció documental, que havien practicat Gentile Bellini i Carpaccio, i que després va caure en desús. Amb ell, els temes profans es van multiplicar, es va concedir una atenció apassionada a la vida, al nu, al paisatge, que ja no era essencialment sagrat com a Giovanni Bellini, sinó secularitzat i laic. Giorgione basava la construcció i la unitat de la pintura ja no en la certesa mesurable de la perspectiva, lineal o acolorida, sinó en la coherència, irrefutable i intangible, de la «llum». A la seva paleta, el blanc, que es convertia en llum vibrant i condensació lluminosa, va tenir un paper nou i decisiu.
Personatge misteriós en molts aspectes i de què es disposa de molt poca informació biogràfica contrastada, va ser un artista perfectament integrat en el cercle dels intel·lectuals aristocràtics, per als quals va crear retrats i sobretot petites obres de complexos significats al·legòrics, avui encara només parcialment desxifrats. Les seves simpaties humanistes van ser nombroses. Se'l coneix per participar en les refinades celebracions dels patricis o en les de la reina de Xipre, Caterina Cornaro, en el seu retir d'Asolo, freqüentat entre altres per Bembo, i on es consagra a la poesia, a la música, a la filosofia i a l'amor. Aquests cercles humanistes elaboraven la versió veneciana del neoplatonisme florentí. L'atmosfera sembla haver estat d'una relativa preciositat en què se somiava amb l'Arcàdia, on s'evocava una edat d'or mística i present, transposició refinada i gairebé superficial de l'optimisme i de la fe messiànica renaixent. Poeta, músic, home de món, amant perfecte tenia totes les característiques de l'home del nou segle.
Inspirant-se en els models de Leonardo, va desenvolupar un estil suau i càlid on el color era mestre: sovint estès directament sobre el suport sense un dibuix preparatori precís, creava variacions de llum mitjançant «taques» de color que definien el volum dels personatges, produint aquest resultat particular en què els personatges semblen indissolublement barrejats amb el paisatge. La inspiració del moment començava a prendre el relleu de l'estudi preparatori.
Una redacció cromàtica delicada en què l'atmosfera i l'harmonia entre els personatges i l'entorn eren valorats, apareixia ja a les obres atribuïdes a la seva primera etapa, com la Sagrada Família Benson o l'Adoració dels pastors Allendale. El Retaule de Castelfranco (c. 1502) mostra una simplificació estructural innovadora: Giorgione situa la Sacra conversazione, sempre disposada en forma piramidal, en un context rural més que arquitectònic (com en la tradició de Giovanni Bellini) i sense tenir en compte el rigor de la perspectiva (com es pot veure en la relació entre la profunditat del tron i el sòl en escaquer que manca de nitidesa). Però sobretot, les figures dels sants laterals van ser modelades amb suaus transicions d'ombra i llum, sobre un fons amb un parapet vermell que divideix la composició en dues meitats, una de terrenal i una altra de «celestial». El domini de la perspectiva aèria ja és perfecte, els objectes més distants estan il·luminats per l'efecte de la boira natural. Giorgione va introduir aquí un nou tipus de «lògica pictòrica» que era una lògica de suggestió, d'al·lusió, una «lògica de l'imaginari» que operava a la imatge, que l'empenyia a inventar allò que es convertirà en un dels temes més ganduls i més vivaços de la pintura occidental, la dona nua en un paisatge.

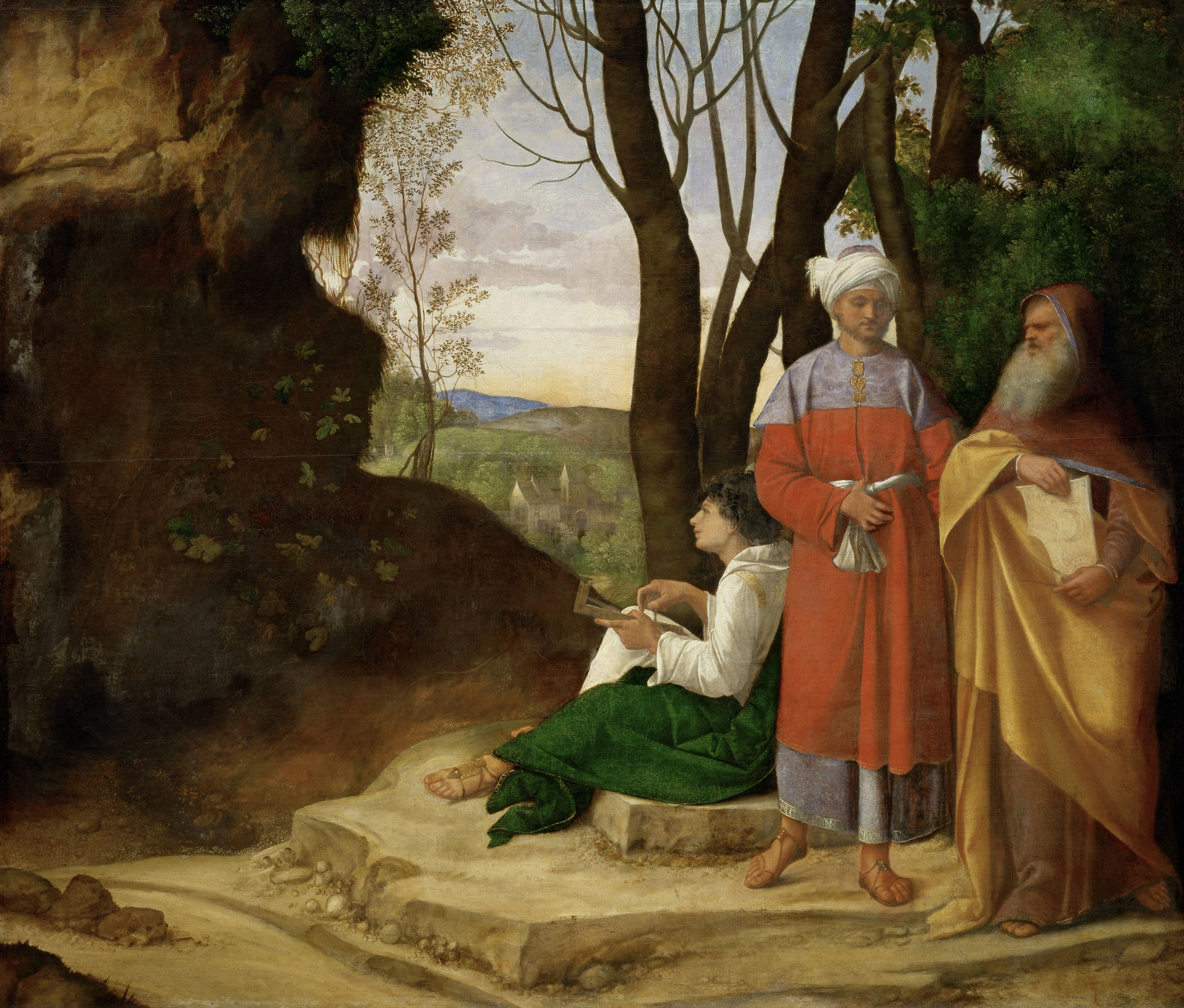
Els tres filòsofs (ca. 1504-1505)

A Els tres filòsofs (ca. 1504-1505) es van fusionar molts elements al·legòrics, potser en referència a una representació dels Mags com a «reis savis». El sol es pon i dona a l'obra una llum càlida i suau que accentua la sensació de suspensió i de misteri en què l'aparició de l'estrella (potser la resplendor a la cova) guia la recerca cognitiva dels Mags. Els colors són hàbilment borrosos, vívids en primer pla, apagats al fons. La tempesta, exemple de paisatge en què s'integren perfectament les figures al·lusives, és igualment complexa, rica en significats que se superposen.
Obres d'aquesta complexitat van néixer en un context de relacions molt estretes entre client i artista que compartien una mateixa cultura, com mostra una carta de Taddeo Albano a Isabel d'Este en què l'agent es declarava incapaç de poder adquirir una obra de Giorgione per a la marquesa perquè els propietaris no les haurien venut «pour prætio personne» havent-hi «fet que volguessin gaudir-la per a ells».
La Venus adormida va ser l'obra mestra de l'últim període de Giorgione, una recuperació iconogràfica de l'antiguitat que va tenir un èxit considerable més enllà de Venècia, en què la deessa adormida, de límpida i ideal bellesa, es descobreix de subtils acords rítmics amb el paisatge que la domina. Anunciava a les dones de Ticià, donant a la carn femenina una resplendor i una frescor úniques, gràcies al suau empastament que fa la impressió d'un ésser epidermis viva. La Venus adormida va signar l'entrada de l'erotisme a la pintura culta. No és casualitat que Giorgione fos un dels iniciadors: la seva activitat com a pintor està íntimament lligada a la cort d'Asolo i a l'humanisme sentimental que envoltava l'exiliada reina de Xipre, convertida en pensionista de la Sereníssima.
Cap a 1508, Giorgione va rebre l'únic encàrrec públic del qual queden empremtes, el fresc de la façana exterior de la Fondaco dei Tedeschi, fet en col·laboració amb Ticià. Del cicle només en queda la figura d'un Nu molt degradat. En altres obres de l'artista que daten d'aquest període, són visibles múltiples referències simbòliques i un intens naturalisme, com al Retrat d'una dona gran (c. 1506).
Giorgione va exercir una forta influència sobre Bellini, però també en la següent generació: Palma, Sebastiano del Piombo, Ticià, Giovanni Gerolamo Savoldo, Paris Bordone i Dosso Dossi van emprendre el camí que ell havia traçat.

Obres de Giorgione
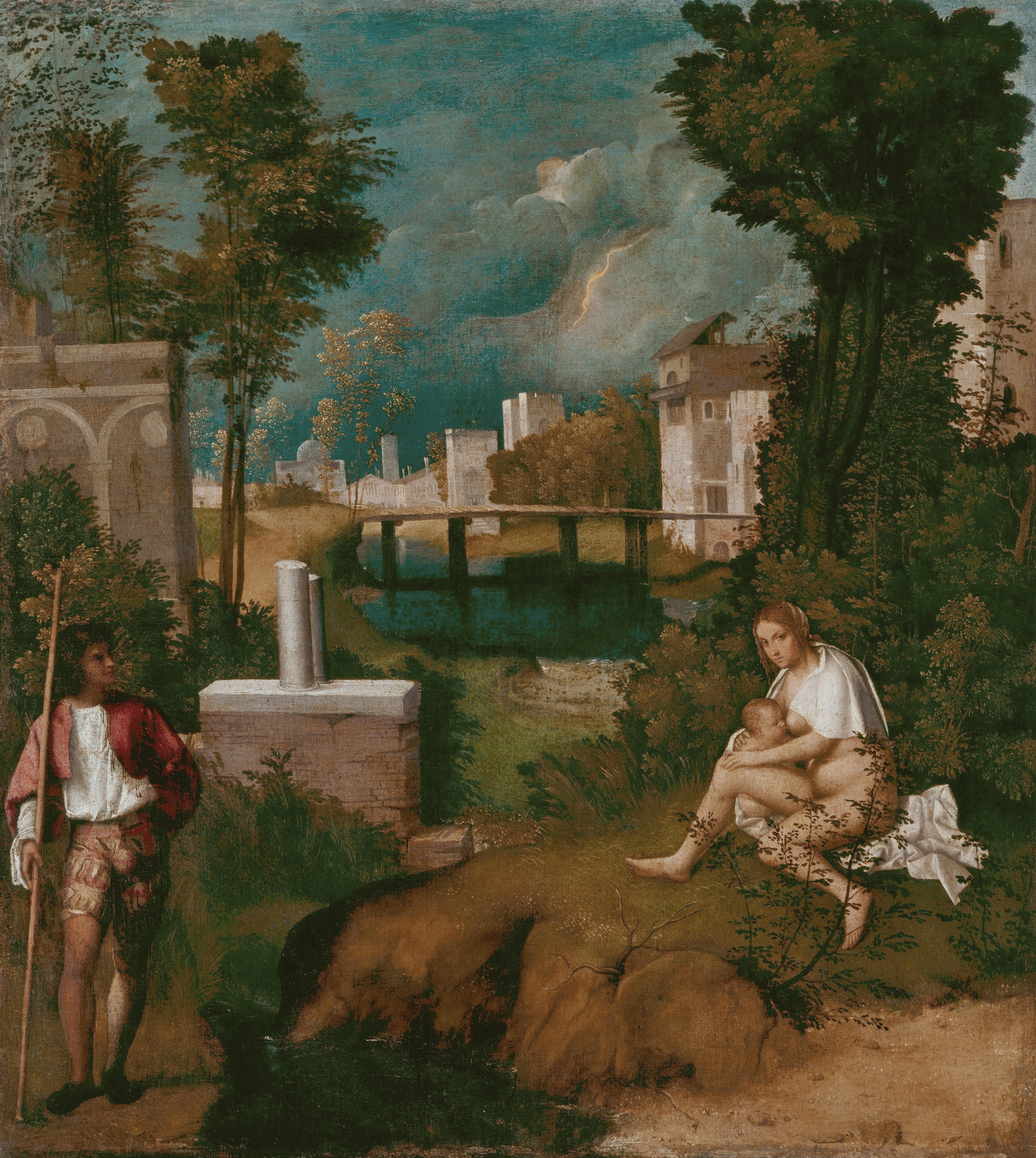
La tempesta (ca. 1505-1508)
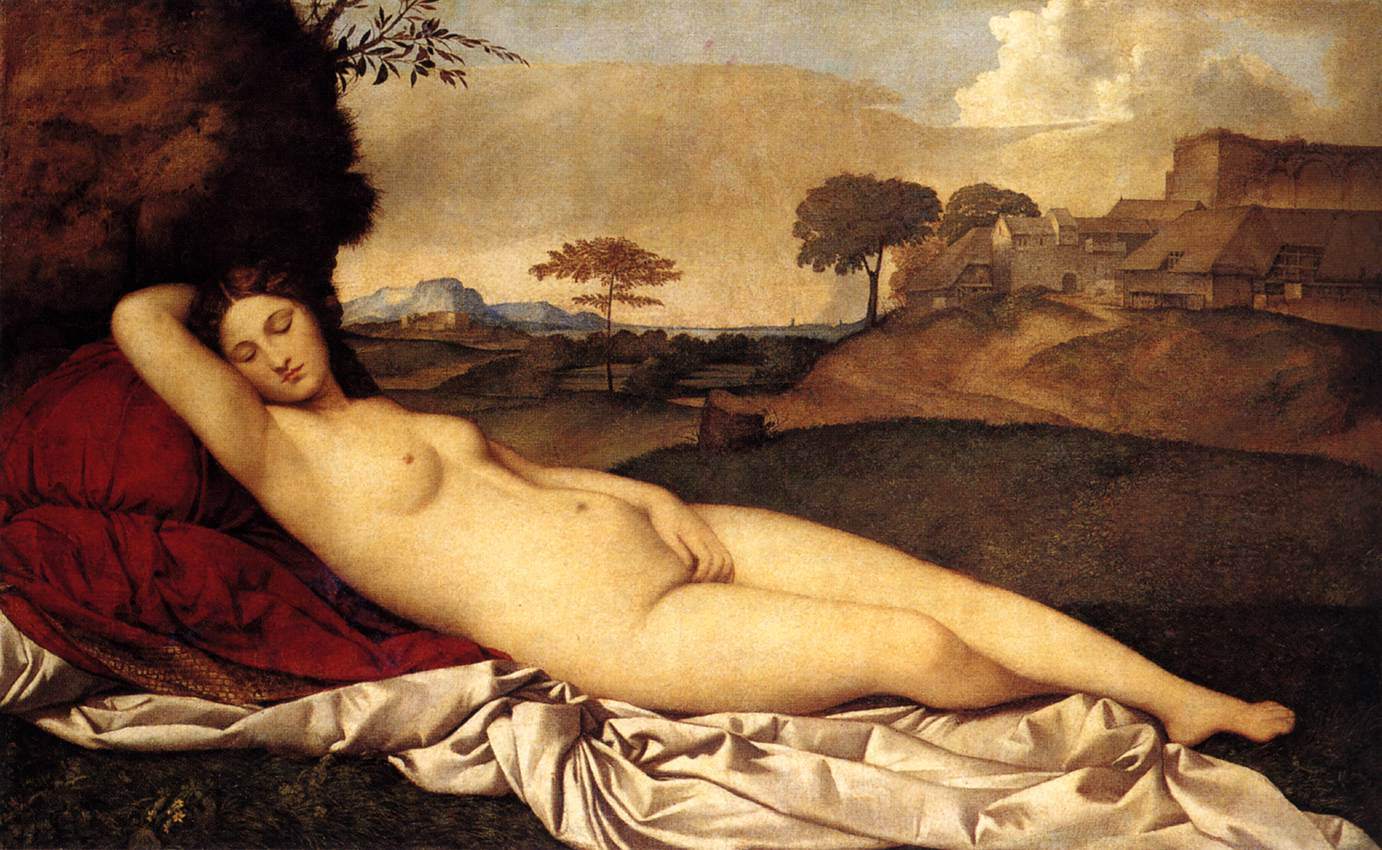
Venus adormida (ca. 1507-1510)
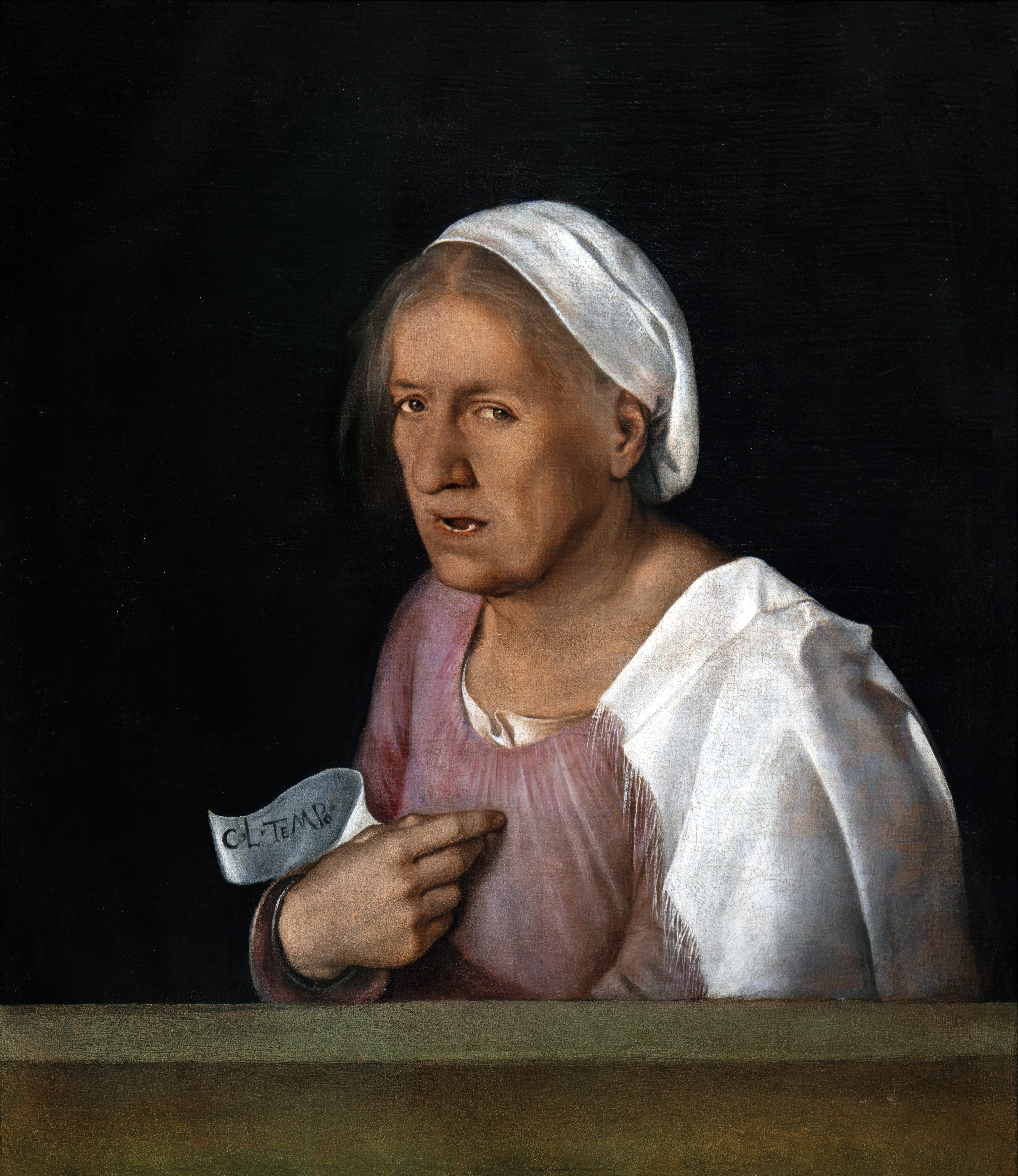
Retrat d'una dona gran (ca. 1506)

#### Activitat tardana de Giovanni Bellini

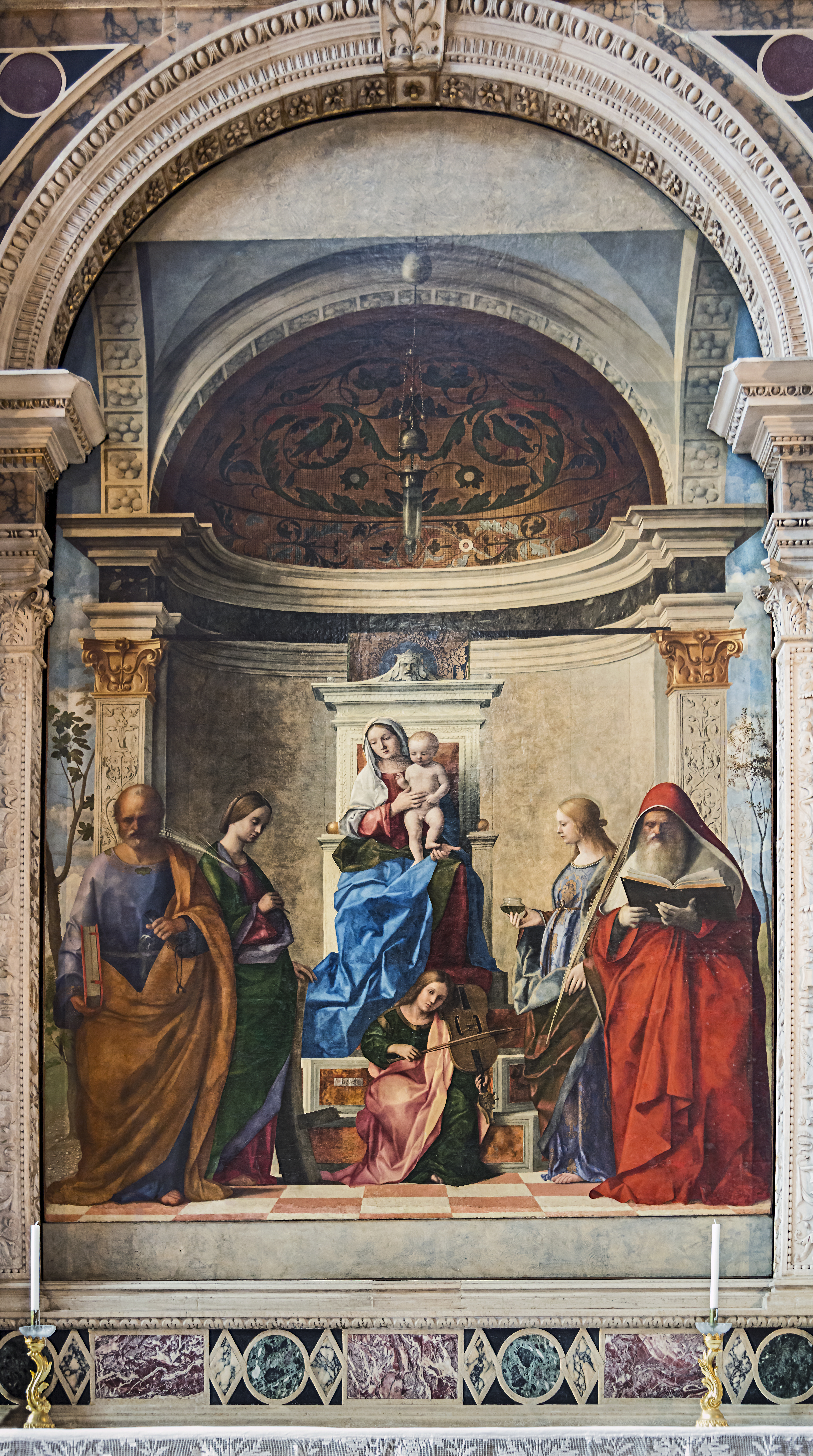
Retaule de San Zaccaria (1505)

L'exemple de Giorgione va accelerar el procés en curs des de les dues darreres dècades del segle xv de la representació de la profunditat de l'espai mitjançant un efecte de modulació de l'aire i de la llum, en què els personatges s'inserien amb una calma natural. Entre els protagonistes d'aquestes modificacions es trobava Giovanni Bellini, ja vell, amb obres com el El baptisme de Crist i la Madonna del Prato, però va ser realment amb obres posteriors, com el Retaule de Sant Zaccaria, on va revelar la seva assimilació i apropiació de la tècnica tonalista de Giorgione. En aquesta obra, l'estructura arquitectònica s'obre als laterals a la vista clara del paisatge que deixen entrar una llum clara i càlida, destacant la intensa concentració dels personatges, així com la riquesa cromàtica de les seves vestimentes.
Es va fer un pas més en la fusió entre els elements del paisatge i els personatges amb el retaule de Sant Jeroni llegint amb Sant Cristòfol i Sant Lluís de Tolosa per a l'església de San Giovanni Grisostomo que incorporava ja les idees de joves mestres com Il Giorgione (Retaule de Castelfranco) o fins i tot de Sebastiano del Piombo (Retaule de Sant Joan Crisòstom).
El seu renom, que ara sobrepassava les fronteres de l'estat venecià, li va permetre rebre nombroses sol·licituds de particulars sobre temes rars vinculats amb la literatura i el classicisme. En una carta de Pietro Bembo a Isabel d'Est (1505), el mestre ancià deia estar plenament involucrat en les noves relacions culturals en què l'artista participava llavors en l'elaboració temàtica i iconogràfica del tema sol·licitat pel client.
Amb una notable sensibilitat i una sorprenent obertura mental, Bellini va reaccionar a les invencions d'Il Giorgione i de Ticià. El festí dels déus és una de les seves últimes obres mestres que fa entreveure la sèrie de decoracions pictòriques de la sala d'Alabastre de Alfonso I d'Este. A L'embriaguesa de Noé, el vell mestre va reprendre el tema bíblic animat per l'atmosfera de les bacanals, tema recentment de moda a Venècia. Aquestes dues pintures mostren clarament la intenció d'atorgar a la textura de la matèria un paper significatiu i fins i tot emocional, fins aleshores desconegut, mentre que les aparences eren més suggerides que no pas descrites amb precisió. El treball del pintor i la irreductible especificitat del material pictòric van crear la imatge dotant-la d'un nou poder de suggestió. Un any abans de la seva mort el 1515, va signar la Jove despullada al mirall d'un classicisme límpid, en què el cos de la dona es modela delicadament entre la penombra de l'interior i la llum que emana de la finestra oberta sobre un vast paisatge.

Obres de Giovanni Bellini
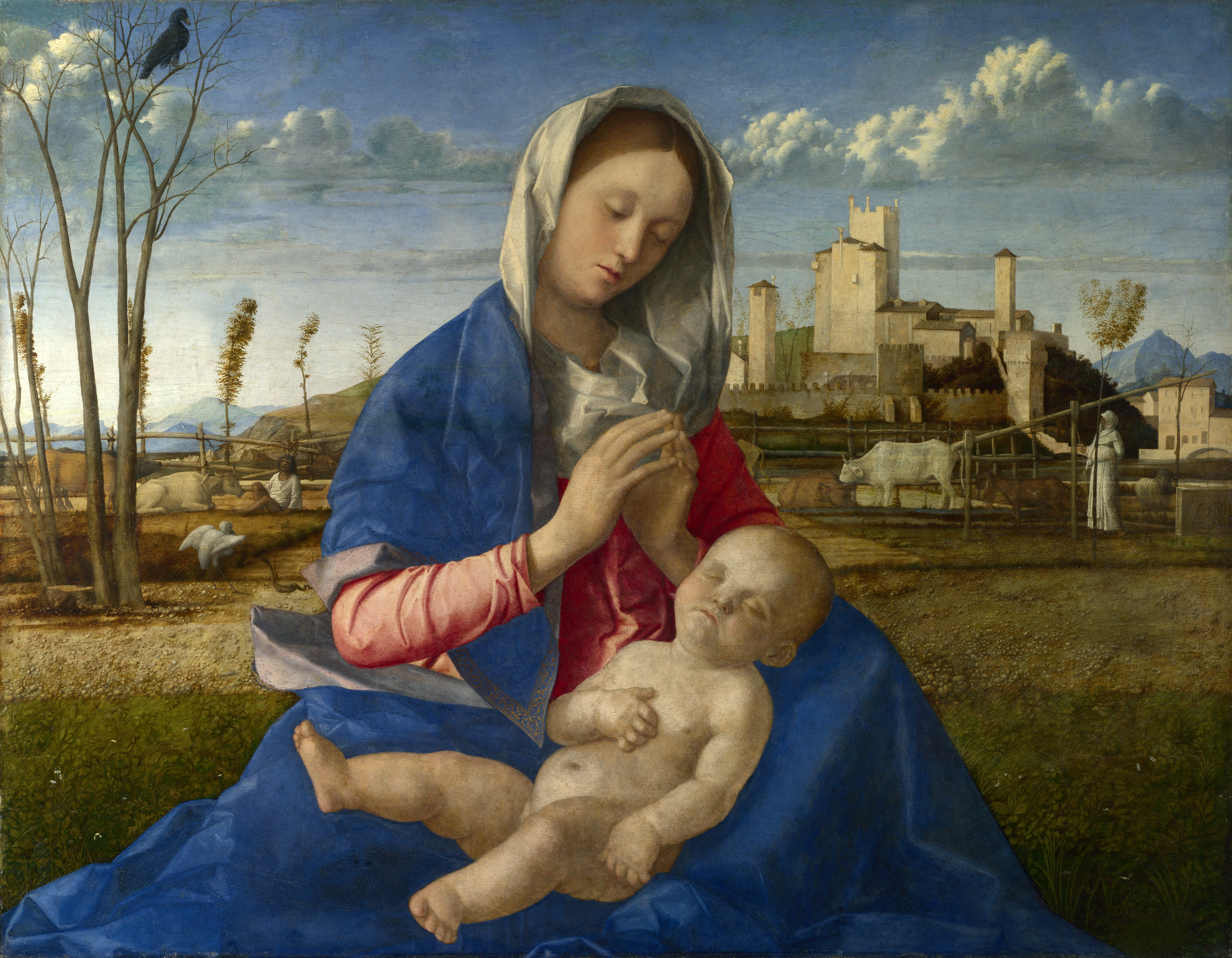
Madonna del Prato (ca. 1505).
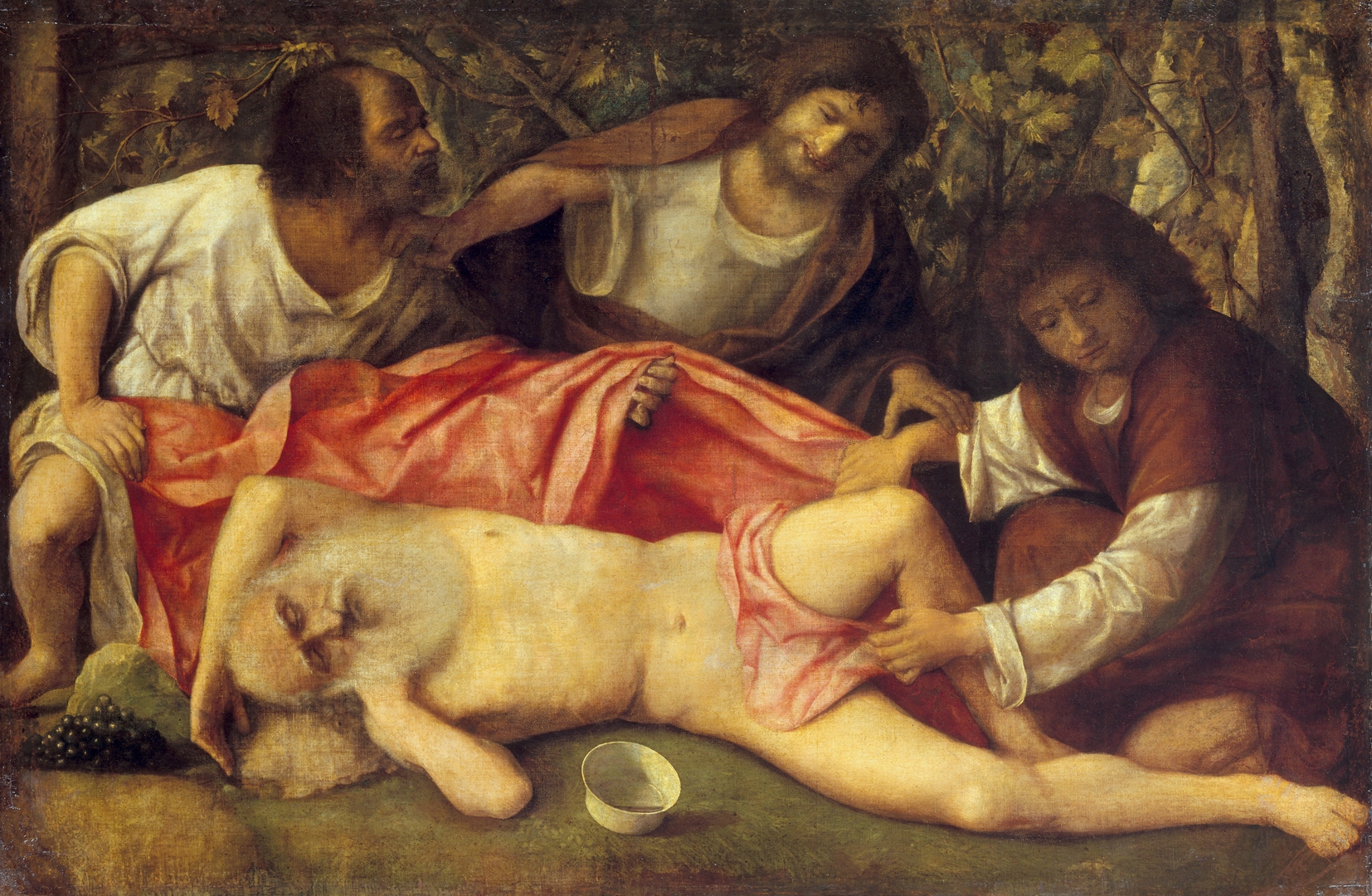
L'embriaguesa de Noé (ca.1515)
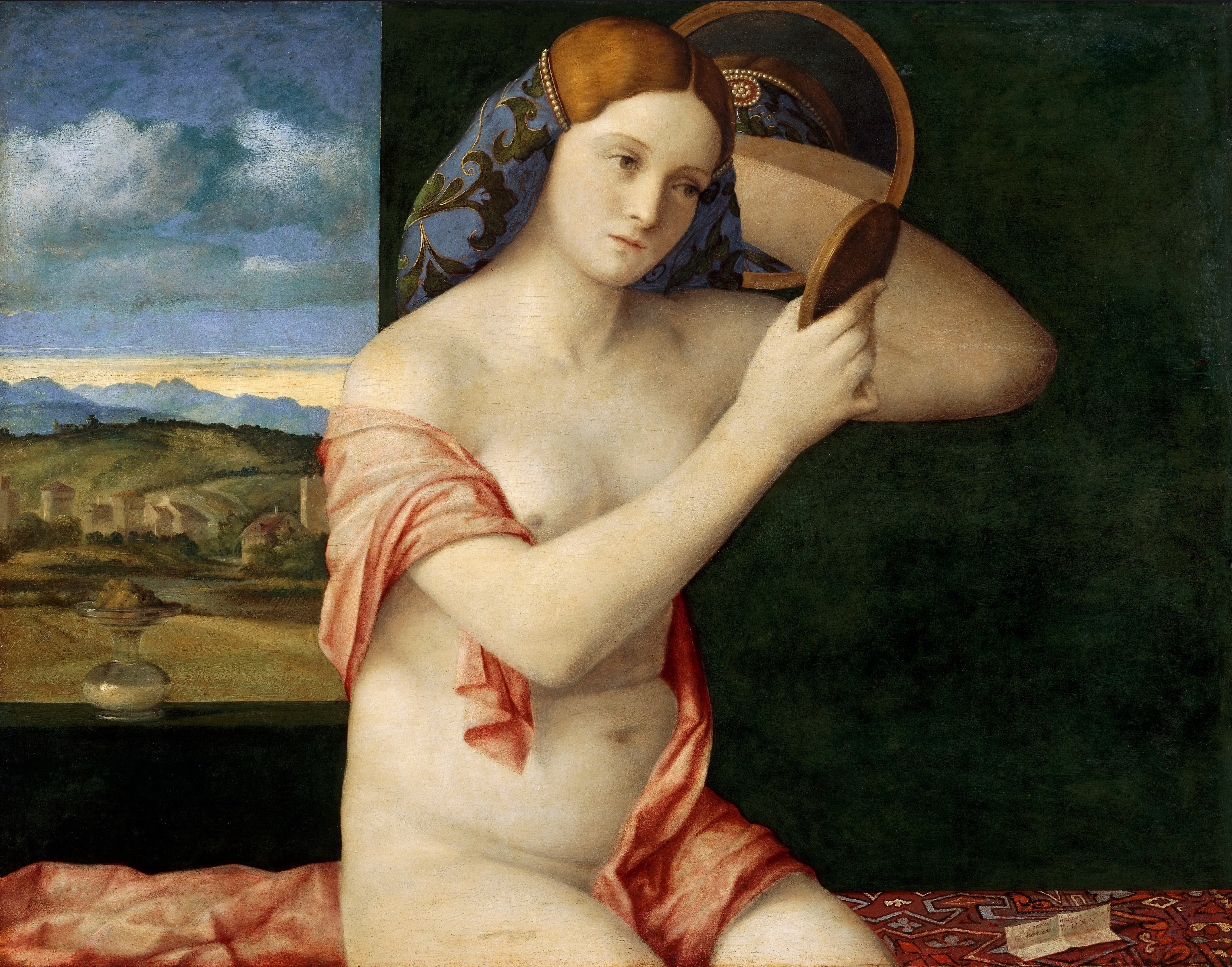
Jove despullada al mirall (1515)
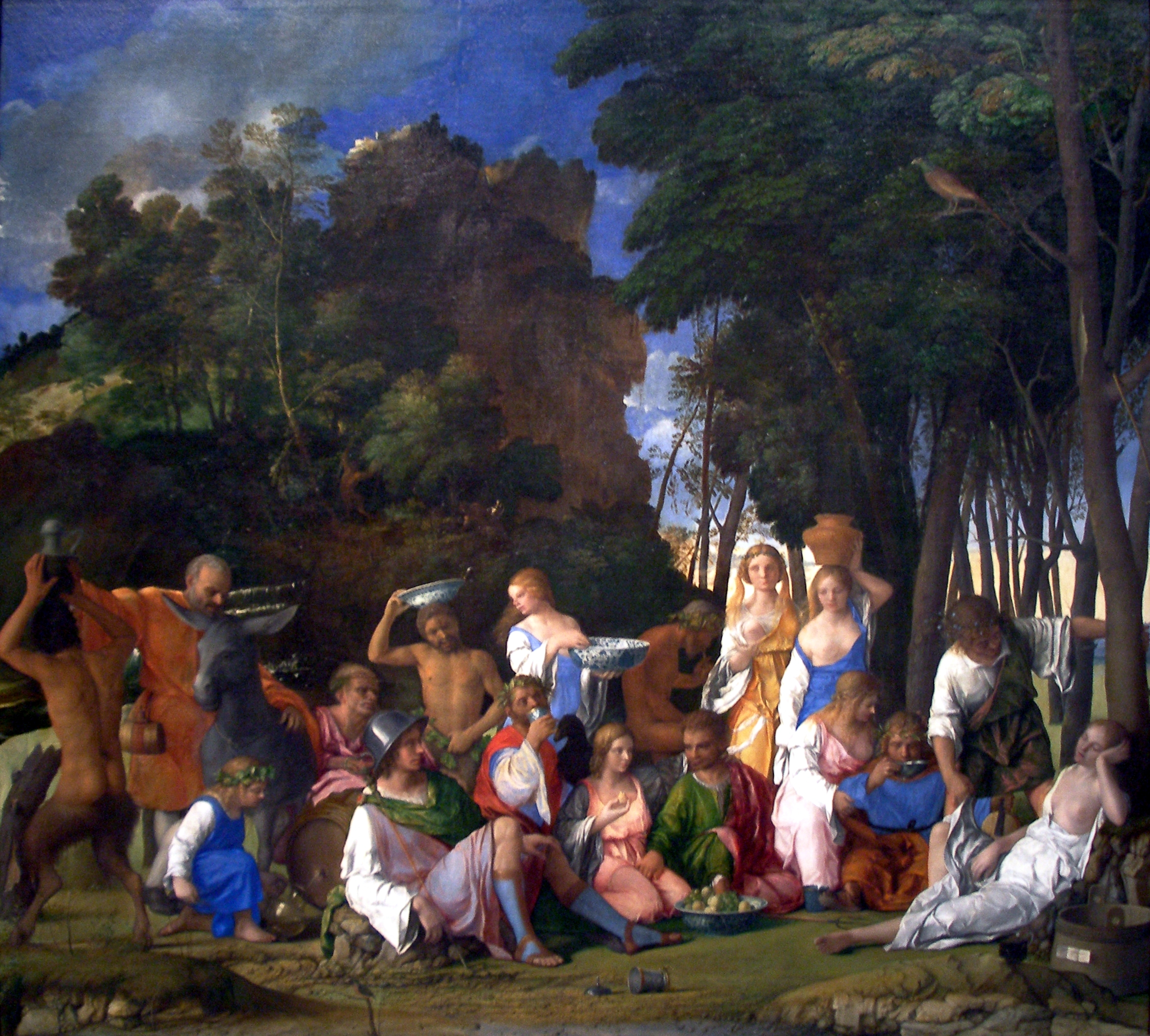
El festí dels déus (1514)

#### Inicis de Sebastiano del Piombo

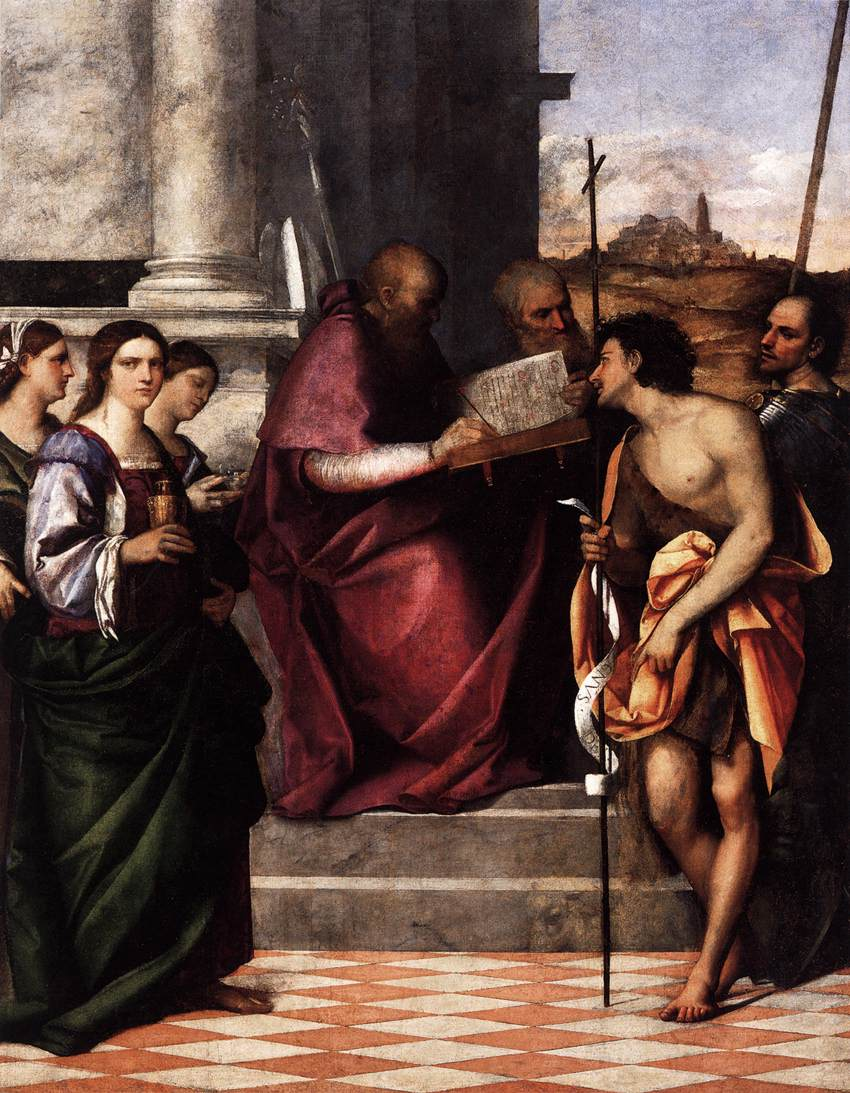
Sebastiano del Piombo, Retaule de San Giovanni Crisóstomo (1510-1511)

L'exemple de Giorgione va ser fonamental en el seu moment per a un altre jove artista, Sebastiano Luciani, conegut més tard com a Sebastiano del Piombo (1485-1547). Els seus inicis pictòrics van tenir lloc entre 1506 i 1507, amb obres inspirades en Il Giorgione, però presentant una major preeminència plàstica i monumental, com les portes de l'orgue amb sants de l'església de Sant Bartomeu al Rialto, o el Retaule de San Giovanni Crisòstom. Aquest darrer presentava una atrevida composició asimètrica, amb el fons dividit entre una part arquitectònica i una obertura a un paisatge, segons un esquema que després serà reutilitzat amb èxit (com La Verge de Pesaro de Ticià).

#### Inicis de Lorenzo Lotto

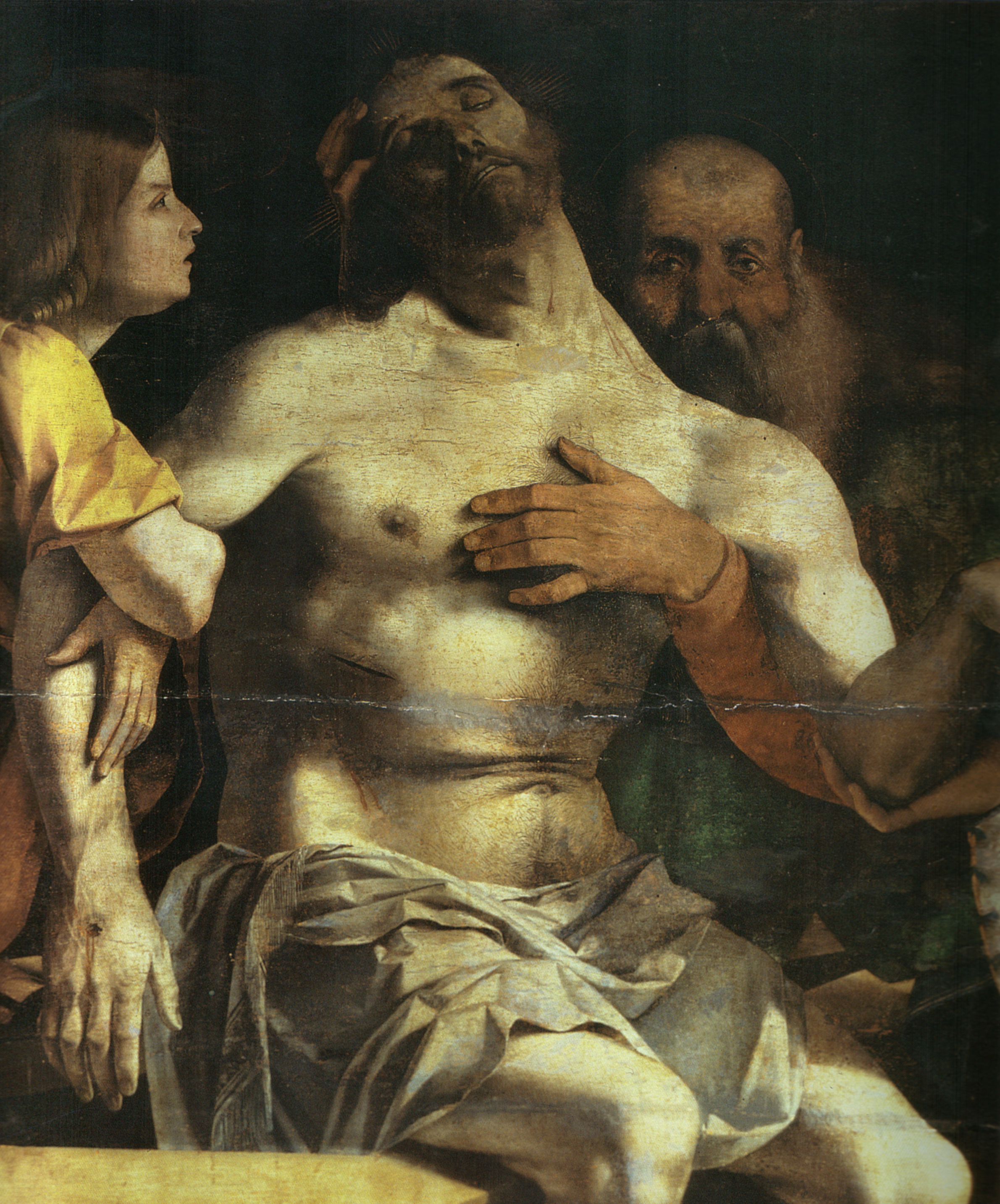
Lorenzo Lotto, Pietà de Recanati (detall, 1506-1508)

Les primeres experiències de Lorenzo Lotto (1480-1556), actiu almenys des de 1503, són més originals. Aquest any, era a Treviso, on va pintar un retrat del margreu Bernardo de Rossi que es caracteritza per una estructura plàstica sòlida i una definició fisonomista precisa, que es fa ressò dels suggeriments psicològics d'Antonello da Messina i de l'agudesa de l'art nòrdic.
A poc a poc, el seu llenguatge comença a allunyar-se de la cultura del moment per convertir-se en una mena d'inquietud que es manifesta tant a les seves eleccions formals com als continguts. Per exemple, el Retaule de Santa Cristina al Tiverone apareix com una reposició del Retaule de Sant Zaccaria de Bellini, però se'n distingeix per un ritme més atapeït que porta els personatges a entreteixir mirades i gestos amb actituds agitades i confuses, abandonant tota contemplació serena i silenciosa. La llum és freda i incident, lluny de l'atmosfera càlida i envoltant dels tonalistes.
L'artista acompanya aquestes resistències als principis dominants d'una obertura cap a un realisme més agut en la representació dels detalls, un sentiment més patètic i una atracció per la representació d'una naturalesa inquieta i misteriosa, pròpia d'artistes nòrdics com els de l'escola del Danubi. Obres com el Matrimoni místic de Santa Catalina, el Sant Jeroni Penitent o el Políptic de Recanati en són exemples.

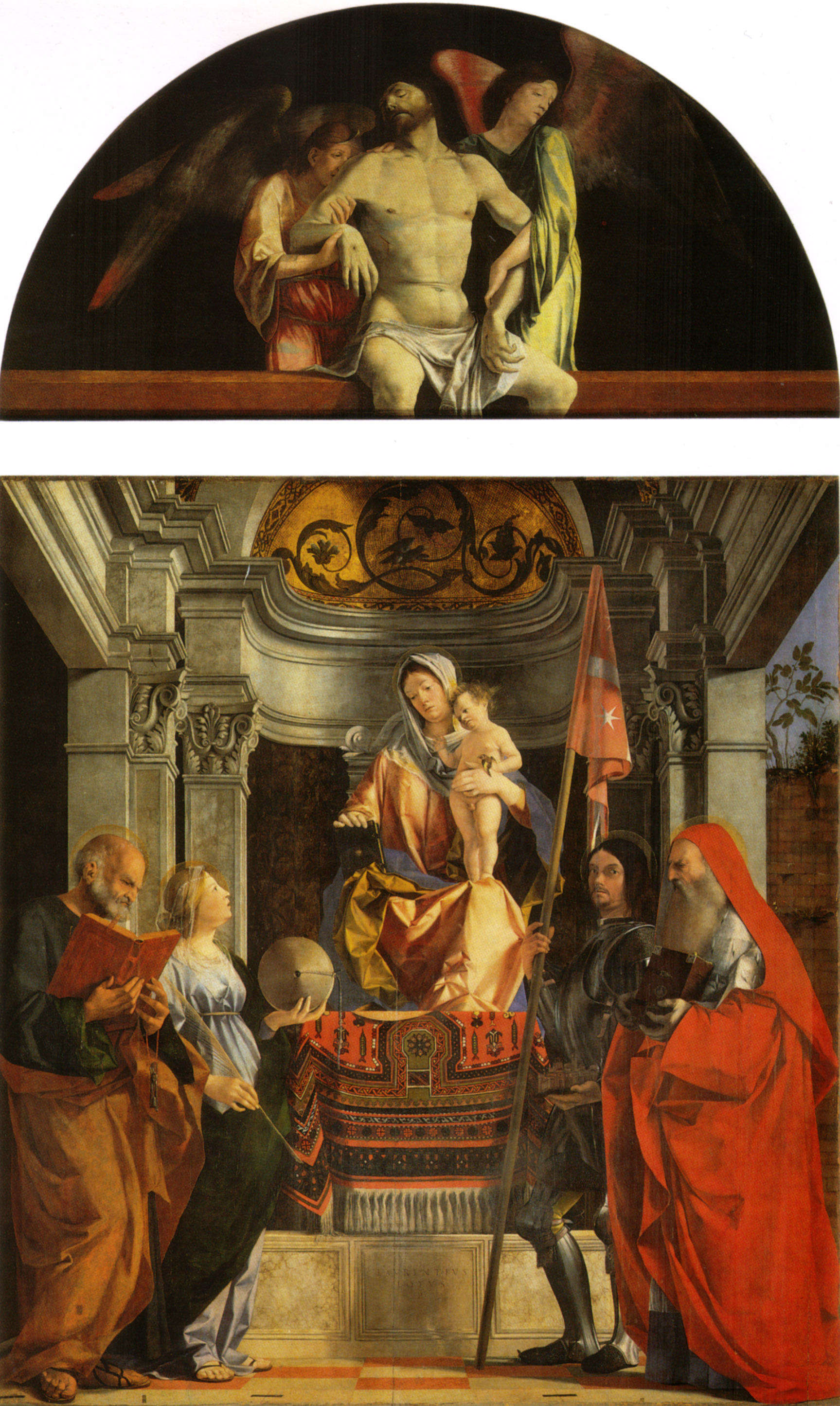
Retaule de Santa Cristina al Tiverone (ca. 1504-1506)
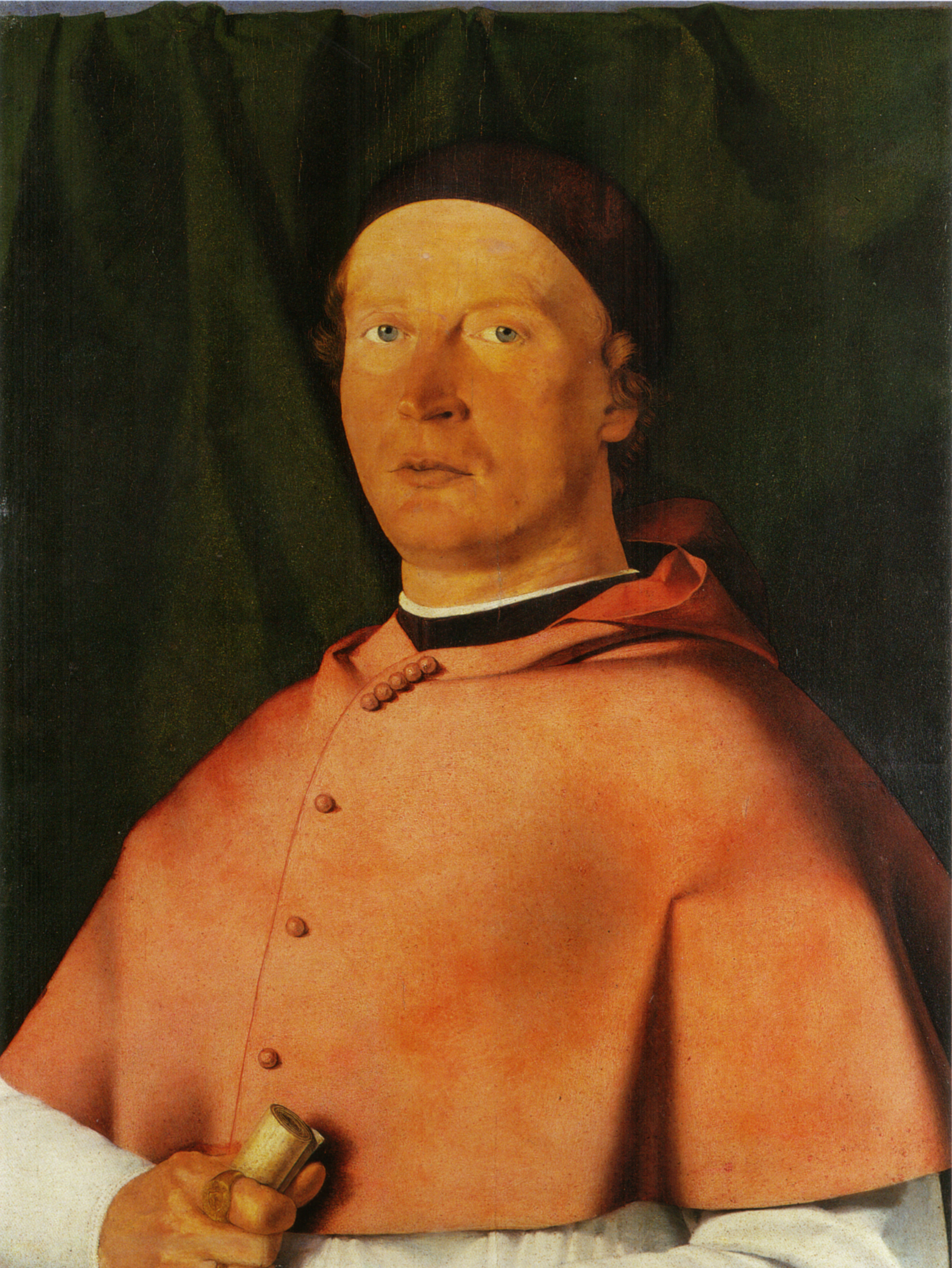
Retrat del bisbe Bernardo de 'Rossi (1505
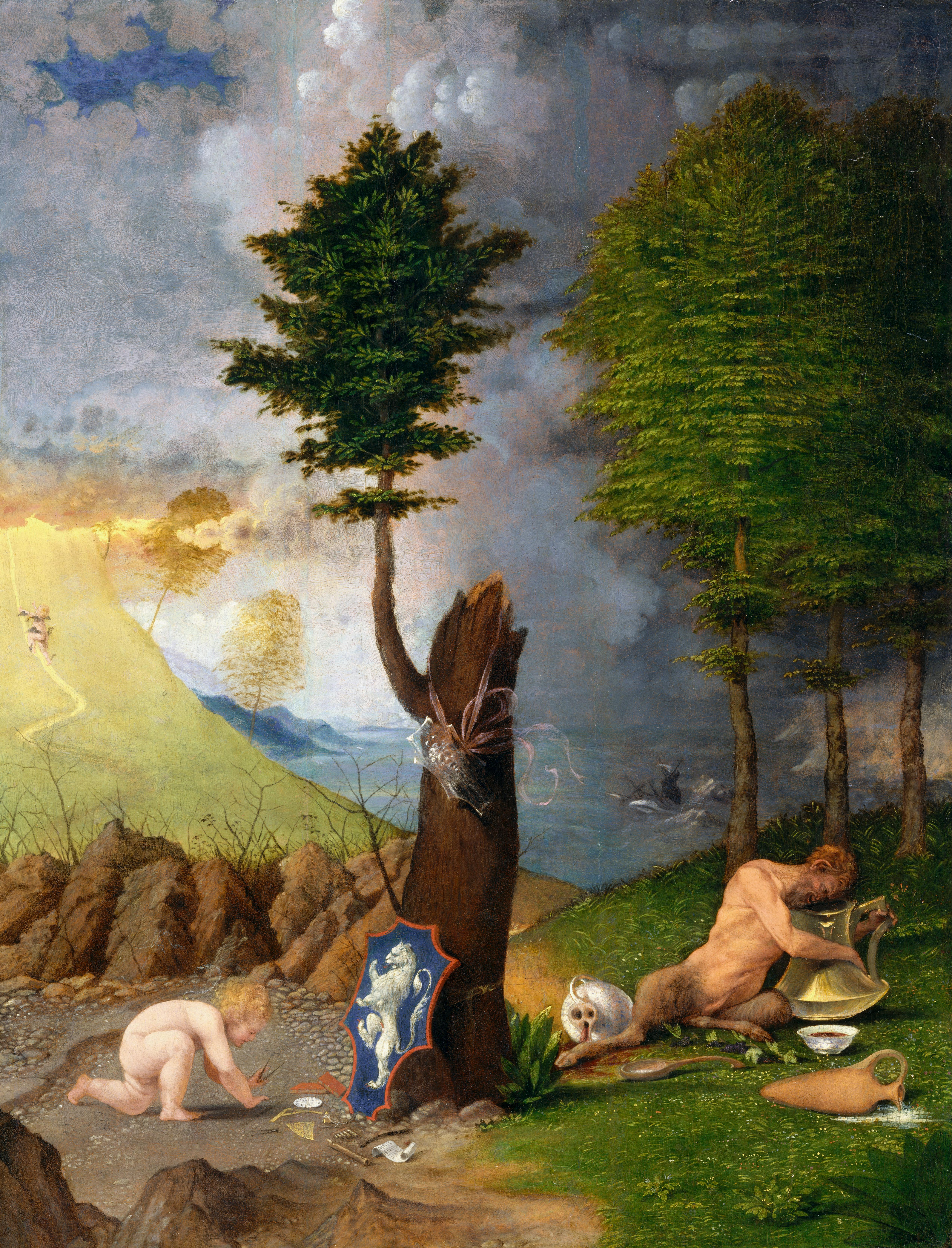
Al·legoria del vici i la virtut (1505)
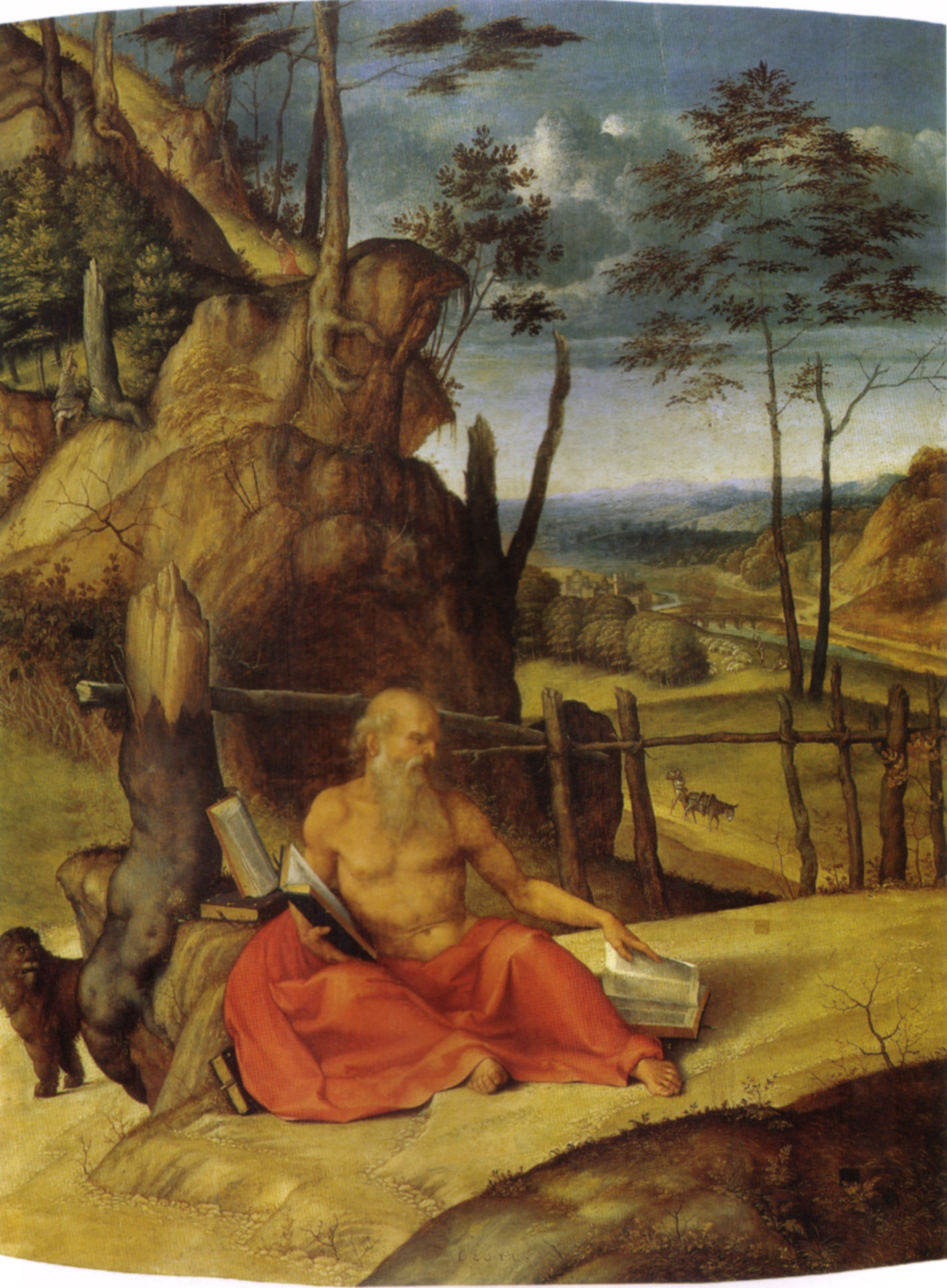
Sant Jeroni Penitent (ca. 1509)

#### Ticià

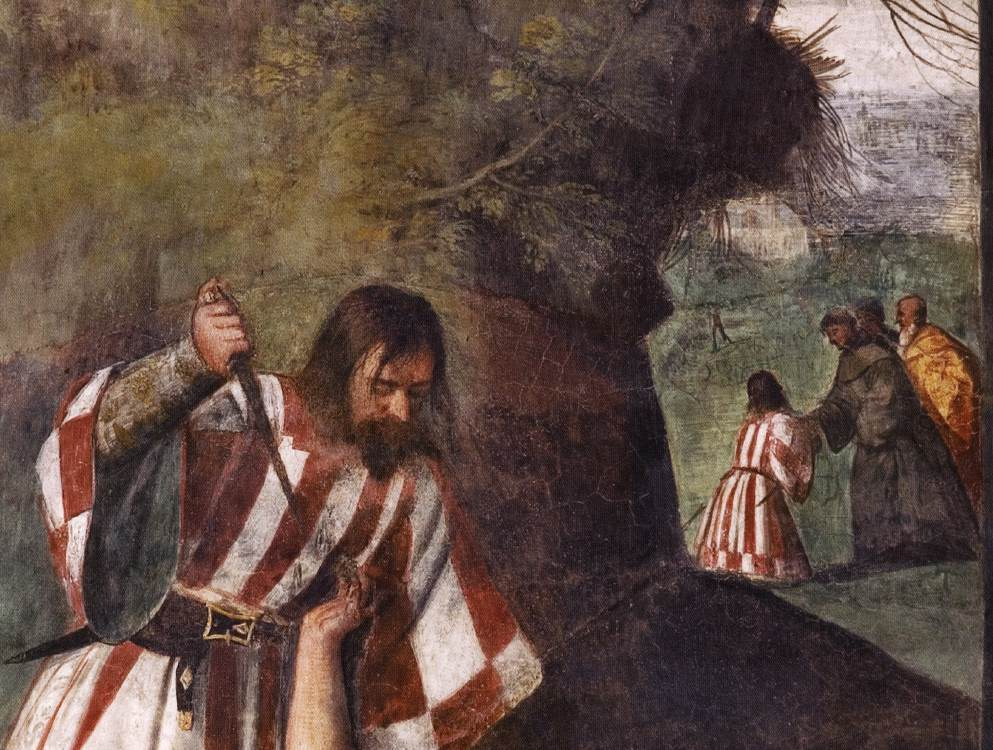
Ticià, Miracle d'un marit gelós (detall, 1511)

Ticià també va fer els primers passos al començament del segle xvi, anomenat després de la mort de Giovanni Bellini (el El festí dels déus) i de Giorgione (la Venus de Dresden) per completar algunes de les seves obres. Al voltant de la dècada de 1510, era tan impregnat per l'art de Giorgione que és de vegades extremadament difícil, fins i tot per avui, atribuir certes obres com el Concert campestre, a un o un altre, ara gairebé unànimement atribuïda a Ticià encara que animada de temes intel·lectualment estimats per Giorgione.
L'estil del pintor de Pieve di Cadore aviat es va caracteritzar per una major intensitat cromàtica i monumental dels personatges que són més sòlids i inserits en contextos narratius d'una comprensió immediata, com els frescos dels Miracles de Sant Antoni de Pàdua a l'Scuola del Santo a Pàdua (1511). En aquestes primeres obres apareixen immediatament l'eficàcia dramàtica i un reflex decisiu de l'espai.
La mort de Giorgione després de Giovanni Bellini, la partida de Sebastiano del Piombo i de Lorenzo Lotto, a principis del segle xvi van afavorir l'afirmació indiscutible de Ticià en l'escena veneciana. Ràpidament, es va fer famós, especialment amb una sèrie de retrats, el 1517 va ser el pintor oficial de la Sereníssima. D'aquells anys també van ser les seves pintures sobre un tema secular, destinades als clients més cultes, com Les tres edats de l'home (c. 1512) i L'amor sagrat i profà (c. 1515). El seu èxit a Venècia estava íntimament lligat a la posició social i política que va saber donar al seu art. Va entendre que la cultura havia adquirit, des dels primers anys del Cinquecento, un poder que la convertia en un «tercer poder», al mateix temps del poder econòmic i polític. Sens dubte, va ser el primer a treure totes les conseqüències pràctiques. Entre 1508 i 1518 va dedicar gran part de la seva activitat a la xilografia. Aquests gravats, sovint amb al·lusions polítiques, estaven destinats a una clientela popular i van permetre difondre entre el poble venecià els temes de la ideologia oficial de la Sereníssima, sense deixar d'estar impregnats de cultura clàssica i de referències a models prestigiosos del passat pròxim (Mantegna) o present (Miquel Àngel).
Al voltant de 1518, va començar a mesurar-se a distància amb Miguel Ángel i Rafael. El retaule de l'Assumpció de la Verge desperta admiració, però també perplexitat, pel salt decisiu en l'estil, les dimensions monumentals, els gestos eloqüents i un ús del color que transmetia una energia sense precedent, ara ben lluny dels tranquils ambients del tonalisme.
La seva fama li va valer els primers encàrrecs de les corts italianes, incloses les de Ferrara i de Màntua. Alfons I d'Este li va encarregar una sèrie de Bacanals per al seu gabinet d'Alabastre, entre les quals destaca Baco i Ariadna, que va barrejar referències clàssiques, un ús dinàmic i molt eficient dels colors, elegits entre les millors qualitats disponibles a l'imperi venecià.
En els retrats d'aquells anys, Ticià es va centrar en la representació de la presència física dels protagonistes, amb unes composicions i una il·luminació innovadores i amb posis poc convencionals, en nom de la immediatesa i la vivacitat. Els seus retrats són sense complaença, crits de versemblança i humanitat: Venècia era llavors l'única ciutat d'Itàlia on no es reprimia el sentiment de llibertat civil o religiosa, i aquesta llibertat s'expressava a la pintura. La renovació impulsada pel dogo Andrea Gritti es revela en obres com el Retaule de Pesaro, en què els esquemes del segle xvi són definitivament deixats de banda. La Verge es troba en un tron disposat lateralment, com si a la nau lateral de l'església, a la qual estava destinat el retaule, hi hagués una obertura amb un altar orientat a la mateixa direcció. Els gestos i les actituds són naturals, en un esquema deliberadament asimètric i, per tant, més dinàmic.
Ticià s'ocupa de tots els gèneres. Pintor de la vitalitat, celebrava la bellesa terrenal, però manifestava un interès per tots els aspectes de la vida, inclosos els seus aspectes violents, que va interpretar amb gran naturalisme com al Suplici de Marsyas o a Taquin i Lucrècia. Acompanya la renovació de la cultura antiga amb nombroses teles sobre temes mitològics. Duu el nu reclinat inventat per Giorgione a un interior i dota la carn femenina de colors suaus i càlids. Els pintors que van seguir cercaran trobar la clau d'aquest sensual art de l'alquímia cromàtica. La violència dels seus esquemes i el seu do de simplificació eficaç ho feien apte per obtenir-ne un ampli ressò. El seu geni inventiu el va portar a trobar solucions figuratives que eren a l'avantguarda del modernisme i de la cultura pictòrica. Així, en la seva Assumpció, va imposar l'aparició del sobrenatural.
Gràcies a l'amistat de Pietro Aretino que va estar vinculada a nombrosos cursos, Ticià va poder enfortir el caràcter emprenedor de la seva activitat, convertint-se en un dels artistes més rics i més buscats de la península. En els seus últims vint anys, del 1556 al 1576, va alternar composicions paganes i taules religioses de sentiment elevat. El seu darrer treball, la Pieta de l'Acadèmia, acusa particularment l'elecció estètica per la qual havia optat des dels seus inicis: absència de dibuix previ i primacia del color sobre la línia. La pintura directa, la pittura di macchia (pintura de taques, els empastaments), la textura espessa i lluminosa de la pasta, s'anteposa a la forma. Aleshores, Ticià pintava més amb la mà que amb el pinzell, alliberant-se dels contorns nets.
L'obra de Ticià reivindicava i afirmava el dret de la pintura a dominar-ne els signes. En una cultura on primava allò literari, va fundar un codi pictòric on el significat de la pintura pretenia ser transmès per mitjans específicament figuratius.

Obres de Ticià
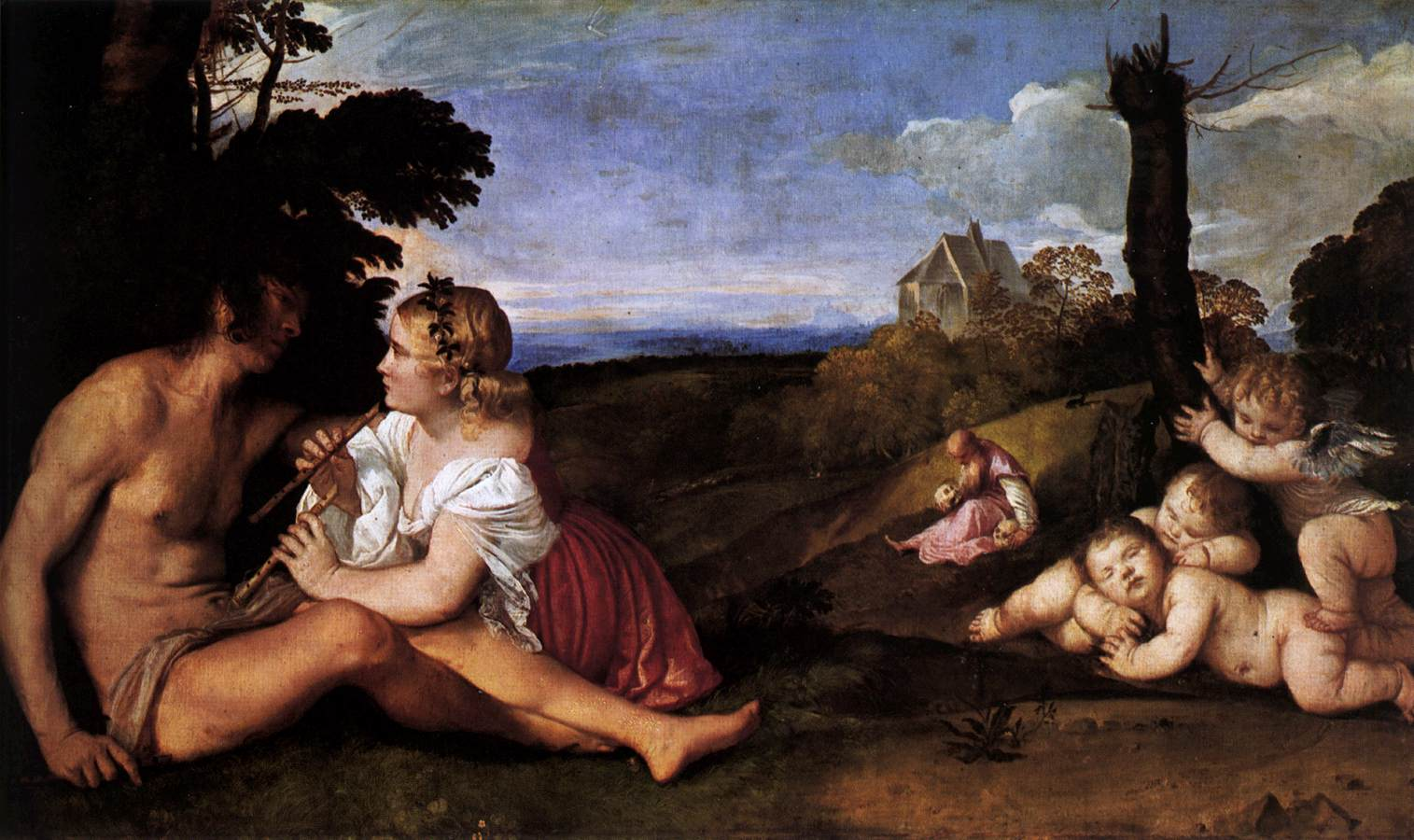
Al·legoria de les tres edats de la vida (ca. 1512)
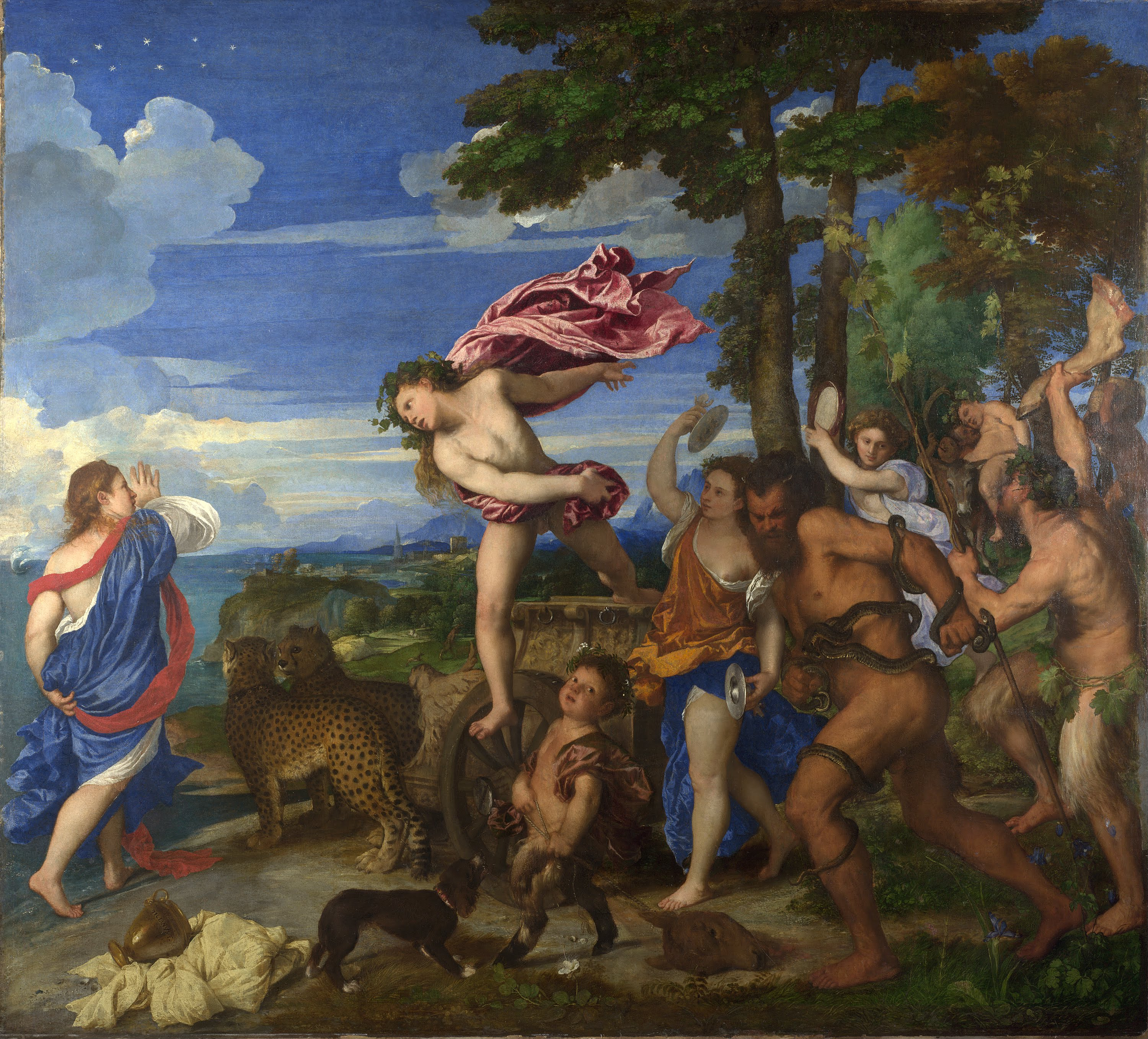
Baco i Ariadna (1520-1523)
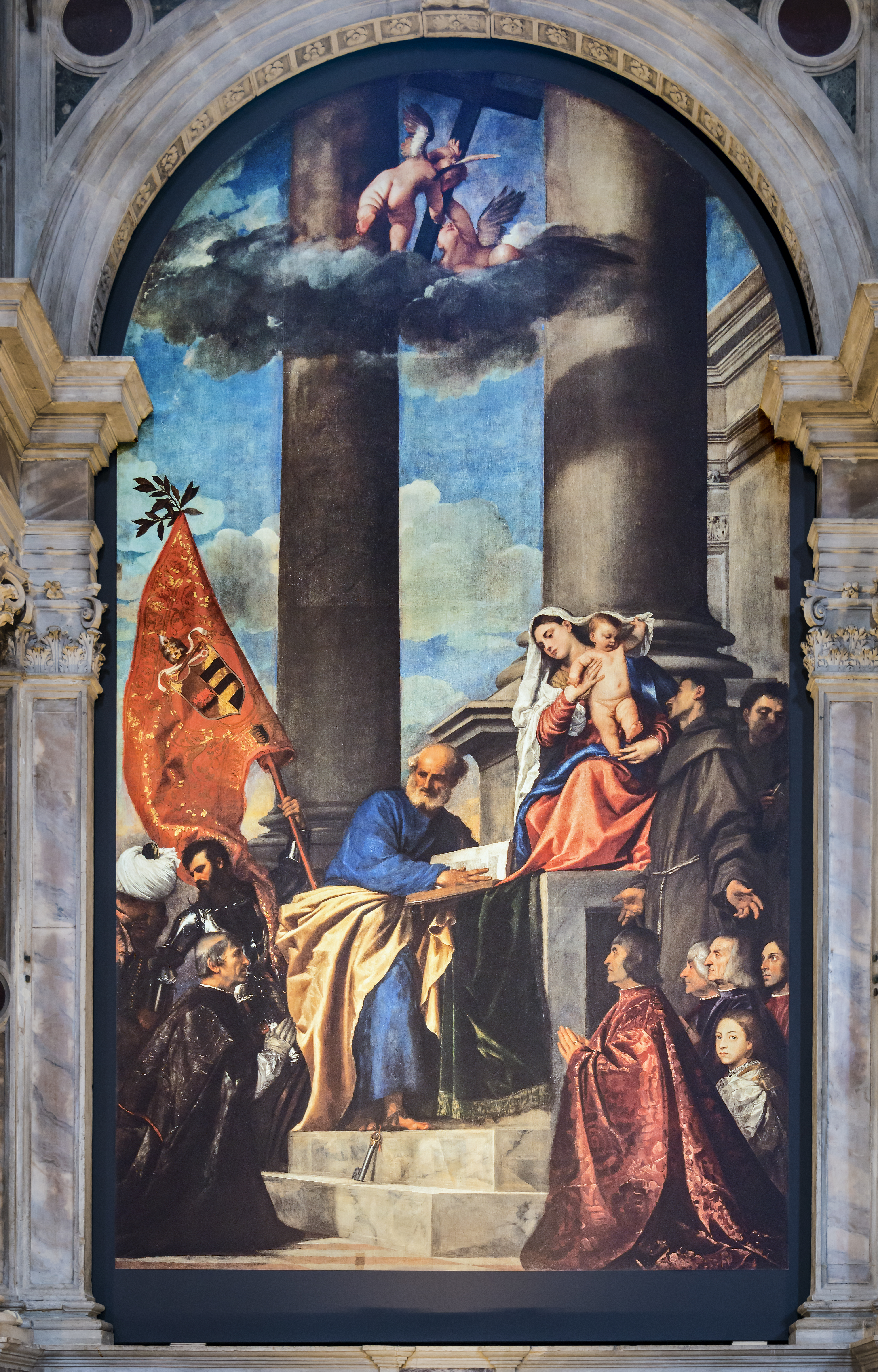
Retaule de Ca'Pesaro (ca. 1519-1526)
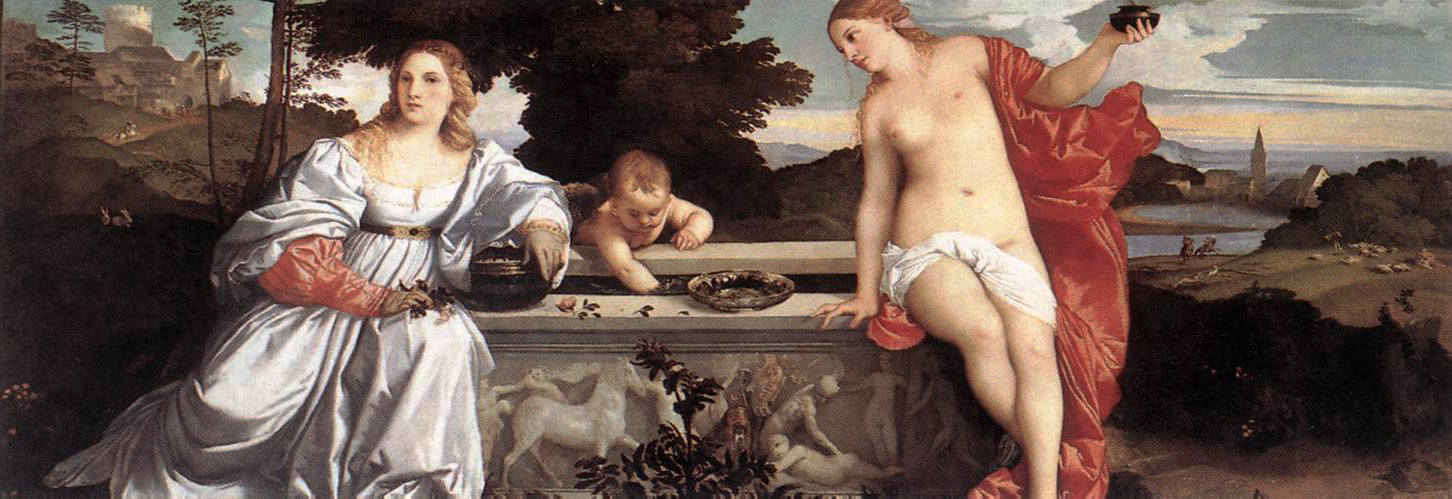
Amor sagrat i amor profà (ca. 1515).

#### El Pordenone

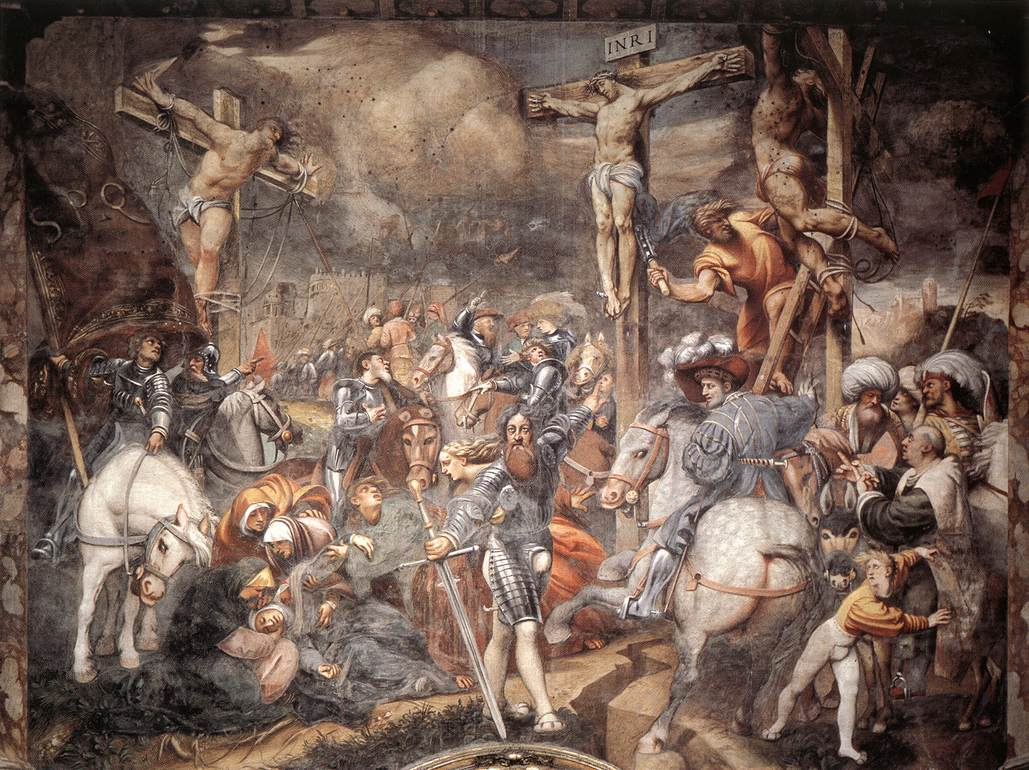
El Pordenone, Crucifixió de la catedral de Cremona (ca. 1521)

Juntament amb Palma el Vell, sovint reduït al paper d'un observador, l'únic pintor capaç d'enfrontar-se a Ticià a l'escena veneciana en els anys 1520-1530 va ser el Pordenone (1483-1539), un pintor procedent de Friuli. Primer es va formar amb Mantegna, amb els gravats de Dürer i d'altres mestres nòrdics, i va culminar amb un viatge a Roma el 1514-1515 en què va descobrir les obres de Miquel Àngel i de Rafael. Va desenvolupar un estil grandiloqüent, entre records clàssics i narracions populars.
Els grans cicles de frescos, com els de la catedral de Treviso, els de l'església Madonna di Campagna a Piciança, els de l'Església de Sant Francesc a Cortmaggiore, i sobretot, els de la catedral de Cremona, són la seva especialitat. Les seves interpretacions van ser alhora discursives i solemnes, amb un notable virtuosisme a la perspectiva. Al contrari, els seus retaules van ser de qualitat desigual. Si el to seguia sent grandiloqüent als destinats a províncies, els de Venècia semblen massa abarrotats. En emfatitzar l'aspecte culte i refinat de la seva pintura per integrar-se millor a l'ambient veritablement venecià, el Pordenone va renunciar en part a quina era la seva contribució específica i que va estar a l'origen del seu èxit contra Ticià: l'expressivitat destinada a impressionar els fidels . En abandonar aquesta manera, va perdre part de la seva inspiració. Enfrontat a la dimensió social de la seva activitat, que era la base de l'estil dominant d'una ciutat on fluïen els encàrrecs, el creador s'havia de definir en relació amb un estil determinat. Aquest fenomen essencial es va confirmar cap al 1520: la qüestió de l'estil serà constitutiva de la història de l'art i objecte d'una investigació conscient per part dels artistes. La subjectivitat individual es veurà lligada al cos social i col·lectiu de la creació.
Amb la seva mort a Ferrara, misteriosa en alguns aspectes, el seu enfrontament amb Ticià va arribar al final. El seu treball es passa per alt sistemàticament a la literatura artística veneciana posterior.

#### Paris Bordone

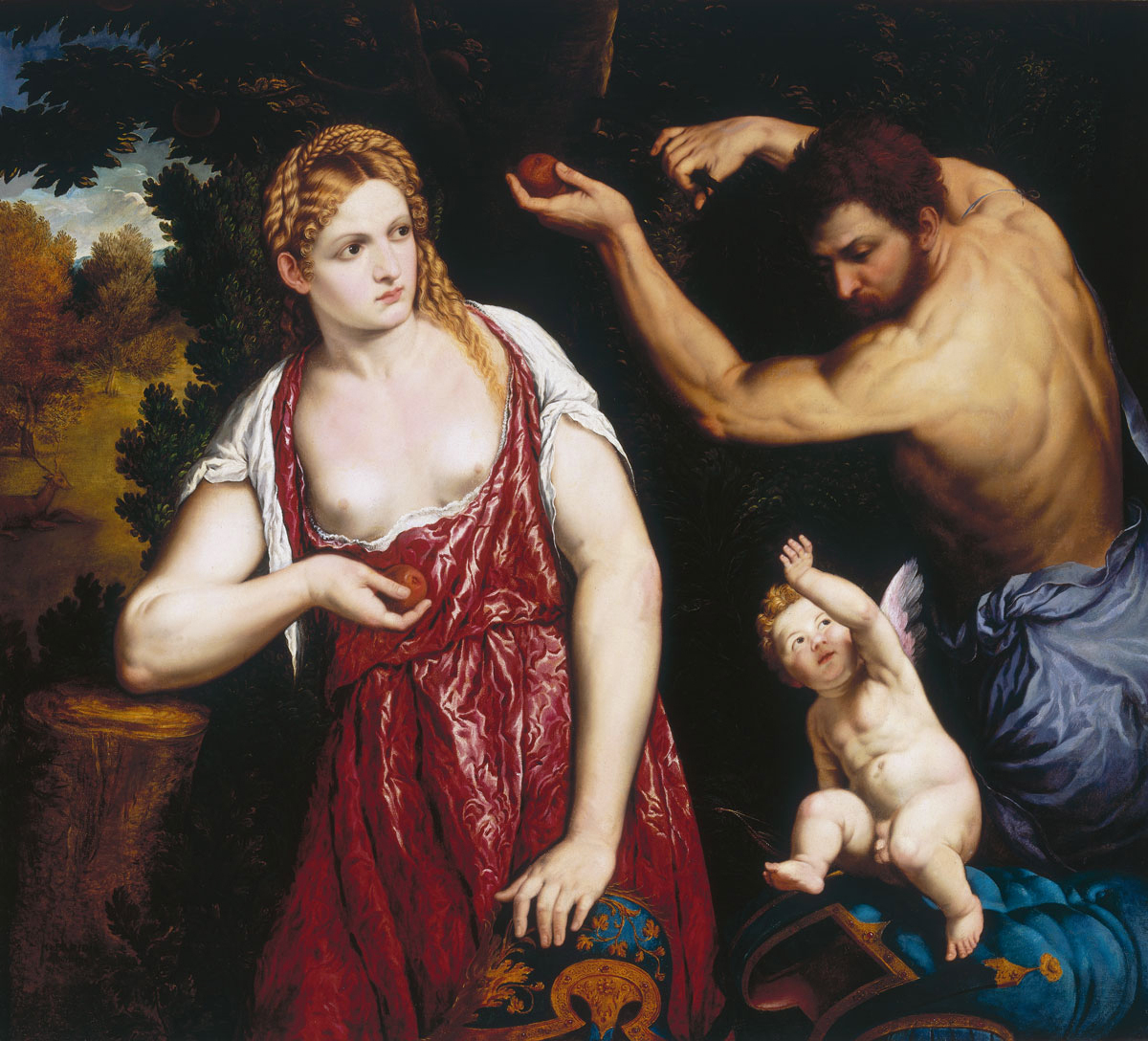
Paris Bordone, Venus, Mart i Cupido (1560) (Galeria Doria-Pamphili, Roma)

Paris Bordone (1500-1570), nascut el 1500 a Treviso, es va formar i després va viure a Venècia, on va seguir els passos de Ticià abans de passar al retrat. El seu estil combina la paleta i la soltesa de Ticià amb una certa fredor i una concentració en l'aspecte social del model, tot florentí. Se'n va anar a França en 1538 i a Augsburg en 1540. La seva opulència tota veneciana va tenir alguna influència probablement en els pintors de la cort alemanys, com Amberger i Pencz. De fet, el seu estil era més fàcil d'imitar que el de Ticià, més profund. A Venècia, es va convertir en l'especialista en un determinat tipus de composició al·legòrica en què el retrat es combinava amb un tema simbòlic per completar un gust de gelat que acosta el personatge a la natura morta. La individualitat del tema passa llavors a ser secundària en relació amb el treball 'di maniera' sobre els espais i les formes.

#### Andrea Schiavone

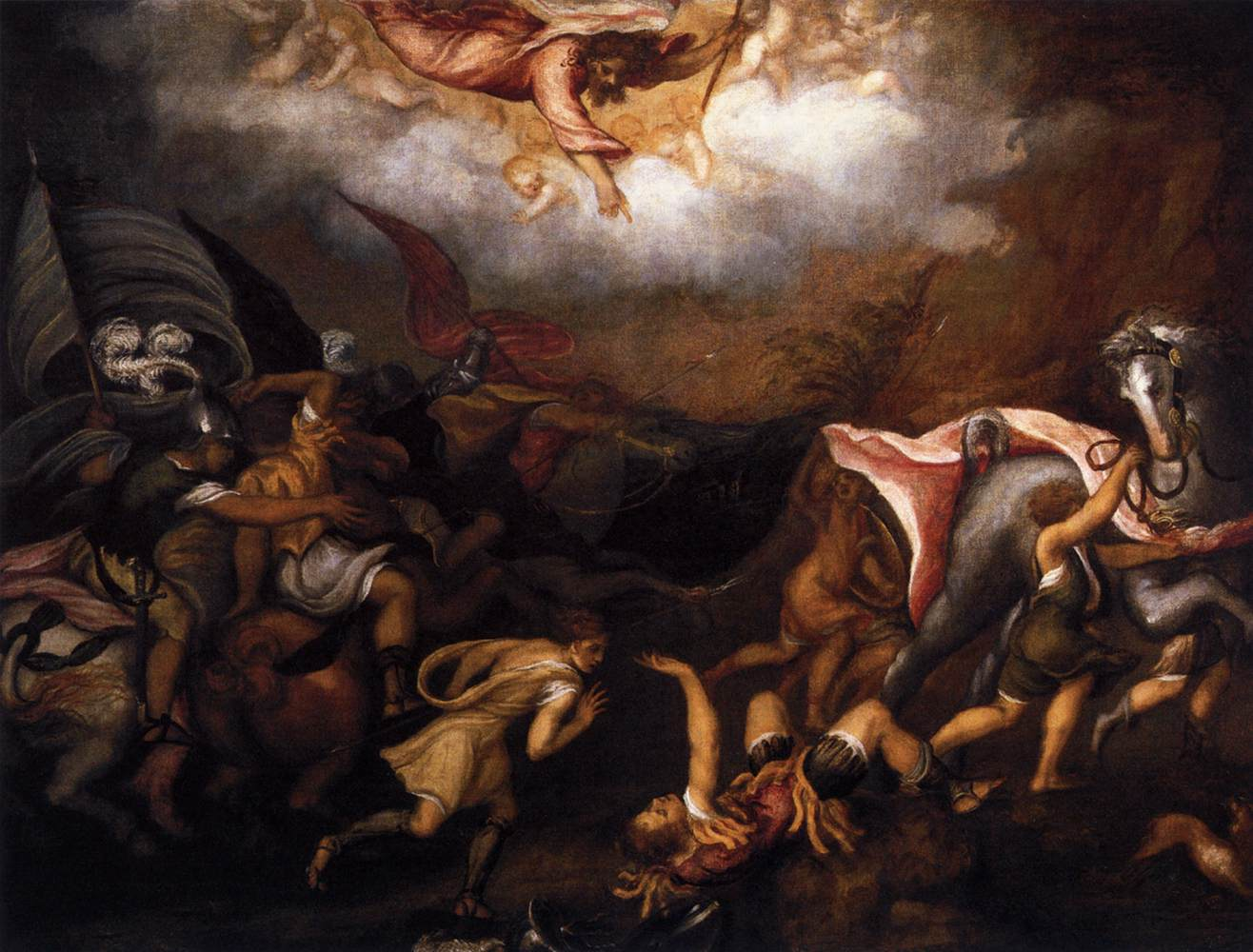
Conversió de Sant Pau, Fondazione Querini Stampaglia, Venècia

Andrea Schiavone (1510-1563), pintor dàlmata d'origen italià que va morir a Venècia en 1563 després d'haver estat actiu allà des de 1520, va ser un autodidacta que es va formar imitant Giorgione i Ticià, així com amb els gravats del Parmigianino. Va introduir a Venècia una certa qualitat extàtica generalment absent de la pintura veneciana. Els colors canviants i els efectes violents de contrapposto suggereixen que el manierisme del centre d'Itàlia havia marcat la seva evolució.
Schiavone representa un dels exemples de síntesi més vàlids entre les innovacions manieristes i la tradició pictòrica veneciana. Partint del colorit de Ticià, el va portar a les últimes conseqüències, donant-li un sentit merament ornamental i merament arbitrari. Artista de personalitat molt definida, va saber utilitzar el seu coneixement de l'obra de Parmigianino per traduir-lo en un estil més cromàtic i de traços menys dibuixistes, arribant més lluny en el seu atreviment que la majoria dels col·legues venets. Amb el temps s'acostarà a la manera de fer de Tintoretto, l'altre gran manierista venecià.

#### Paolo Veronese
Paolo Veronese va arribar a Venècia el 1551 després d'haver realitzat el seu aprenentatge a Verona, Màntua i Parma. En 1552, va obtenir un primer encàrrec per a la Església de San Francesco della Vigna  per al qual va produir la Sacra conversazione. Es va instal·lar definitivament a Venècia l'any següent, on es converteix en el “pintor de la República”. Juntament amb Giovanni Battista Ponchini i Giovanni Battista Zelotti, va crear els frescos per a les sales del Consell dels Deu en el Palau dels Dogos. En 1555, va emprendre la realització del sostre de la sagristia de l'església de Sant Sebastià. Amb sis pintors més, entre ells Battista Franco, Giuseppe Porta, Bartolomeo Ammannati i Il Tintoretto, va participar en la decoració del sostre de la sala de la  Libreria de la Biblioteca Marciana. Entre 1575 i 1577, va produir al Palau Ducal, el Triomf de Venècia per al saló del Gran Consell i les Al·legories de la Virtut per al saló del Col·legi, que es troben entre les seves grans obres mestres. Veronese, que va morir el 1588 a l'edat de 60 anys, està enterrat a l'església de Sant Sebastià, on va pintar una gran quantitat de frescos que semblen sensuals, alegres, pagans i plens de vitalitat malgrat els seus temes.
Una mena d'alegria decorativa emana de les teles, en una atmosfera d'alegria de viure, certament secular, però melodiosa i poètica. Veronese és el pintor del luxe i de l'ostentació. Li agradava pintar la multitud multicolor on disposa els participants en un escenari arquitectònic de gran magnificència. No dubtava a traslladar els temes, els personatges i les actituds de l'Antiguitat en escenes sagrades.
Cap a 1560, va decorar la Vila Barbara de Maser, utilitzant prodigis d'imaginació i de fantasia. Va ser el primer a pintar a gran escala la mitologia o la història sagrada als sostres. Té en compte el punt de vista de l'espectador, corregeix la visió escurçant perspectives o obrint un cel i multiplica el parany arquitectònic.
La síntesi operada per Veronese cercava un equilibri de les tendències contemporànies: les seves figures s'uneixen a certs principis del manierisme; convertides en model de comportament social; la idea de gràcia i de noblesa tempera qualsevol possible violència. L'espai pictòric escapa a la paradoxa manierista en estar, molt sovint, molt fort i clarament estructurat per la seva grandiosa arquitectura a què s'adapta l'àmplia i rítmica disposició de les figures.
Veronese compareix davant la Inquisició pel suposat contingut de la Sopar pintat el 1573 per als dominics dels Sants Joan i Pau. Es va defensar amb arguments d'ordre estètic: el seu treball és ser pintor i fer figures. Aquesta actitud davant del Tribunal de la Inquisició, flexible, però coherent afirma l'especificitat del que és pictòric i de les seves lleis: el Sopar es converteix en el Menjar a casa de Levi. Veronese escapa així al conformisme que la Contrareforma vol introduir a les arts. És un home del segle xvi i el seu optimisme és el de l'humanisme clàssic. Afirmant a més la dignitat i la llibertat del pintor, es revela també venecià, és a dir, home d'una ciutat la glòria ideològica de la qual consisteix precisament a haver defensat la seva llibertat i la seva dignites davant els atacs de principis del segle, després d'haver-hi tingut aquest paper per a tota la cristiandat a Lepant.

Obres de Paolo Veronese
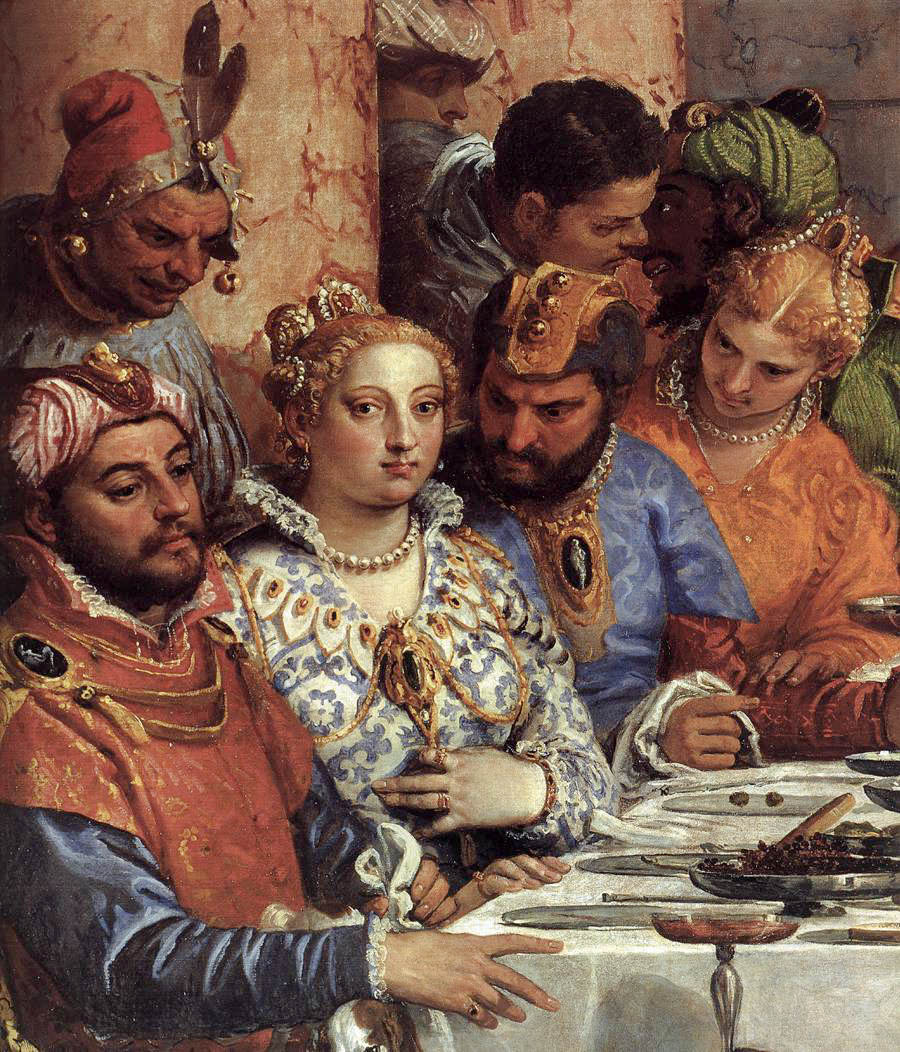
Les Noces de Canà, detall (1562-1563), oli sobre llenç, 666x990 cm, Museu del Louvre
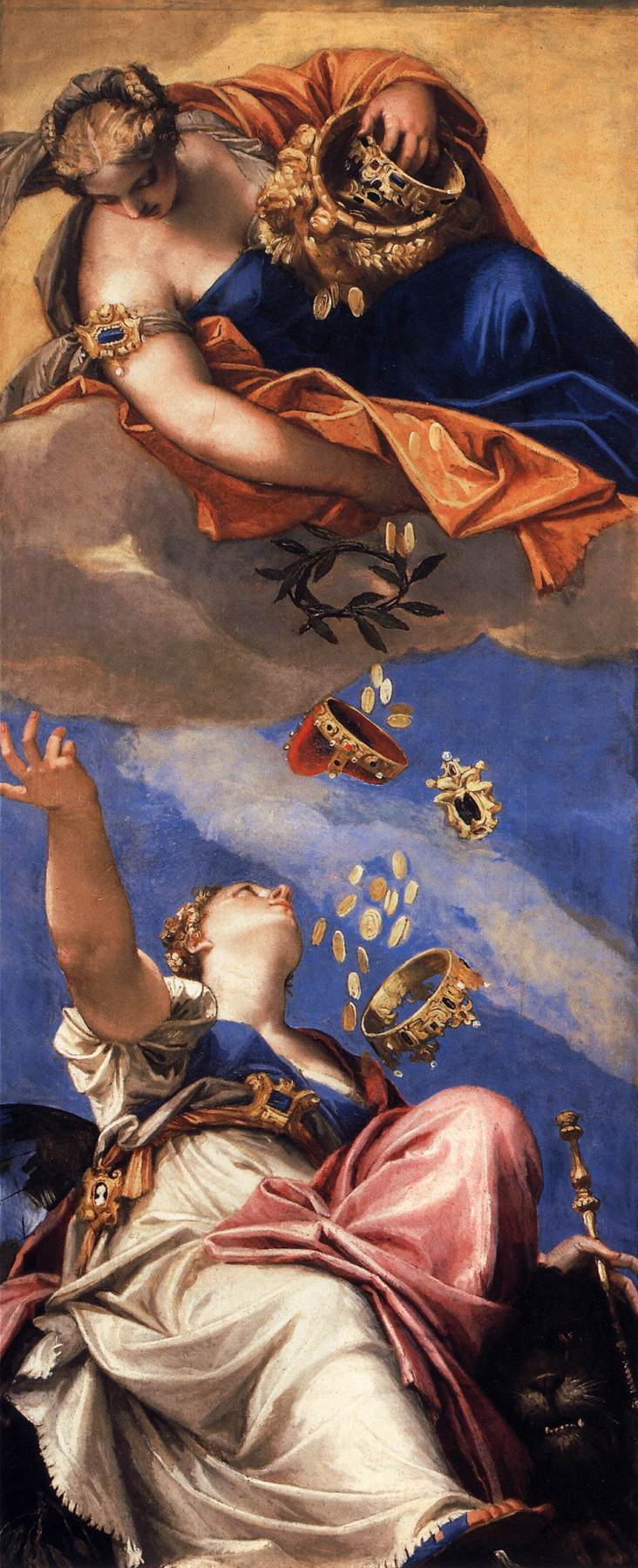
Juno dispensant els seus dons a Venècia, palau dels Dogos, Venècia (1554-1556)
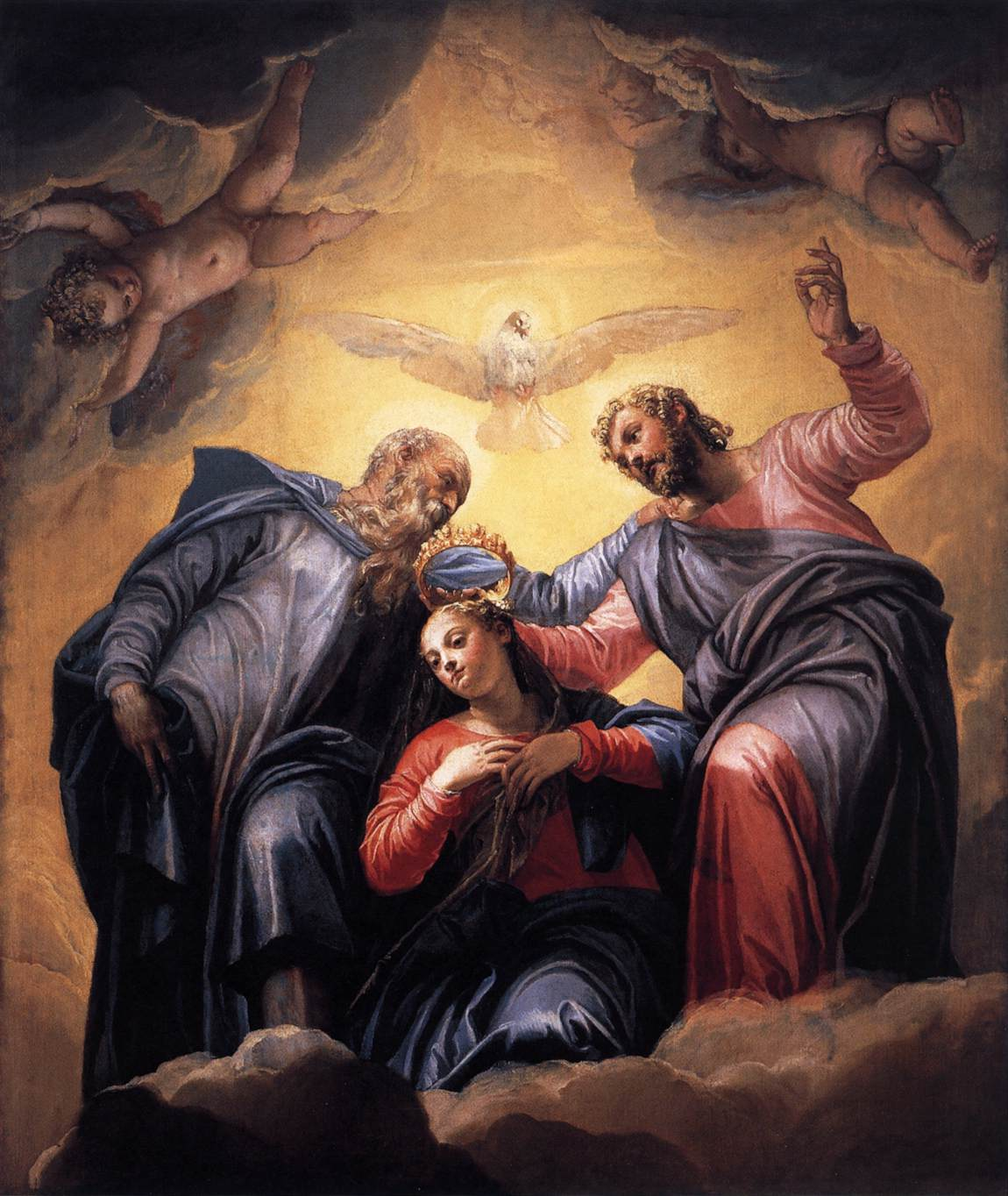
La Coronació de la Verge, església de Sant Sebastià de Venècia (1555)
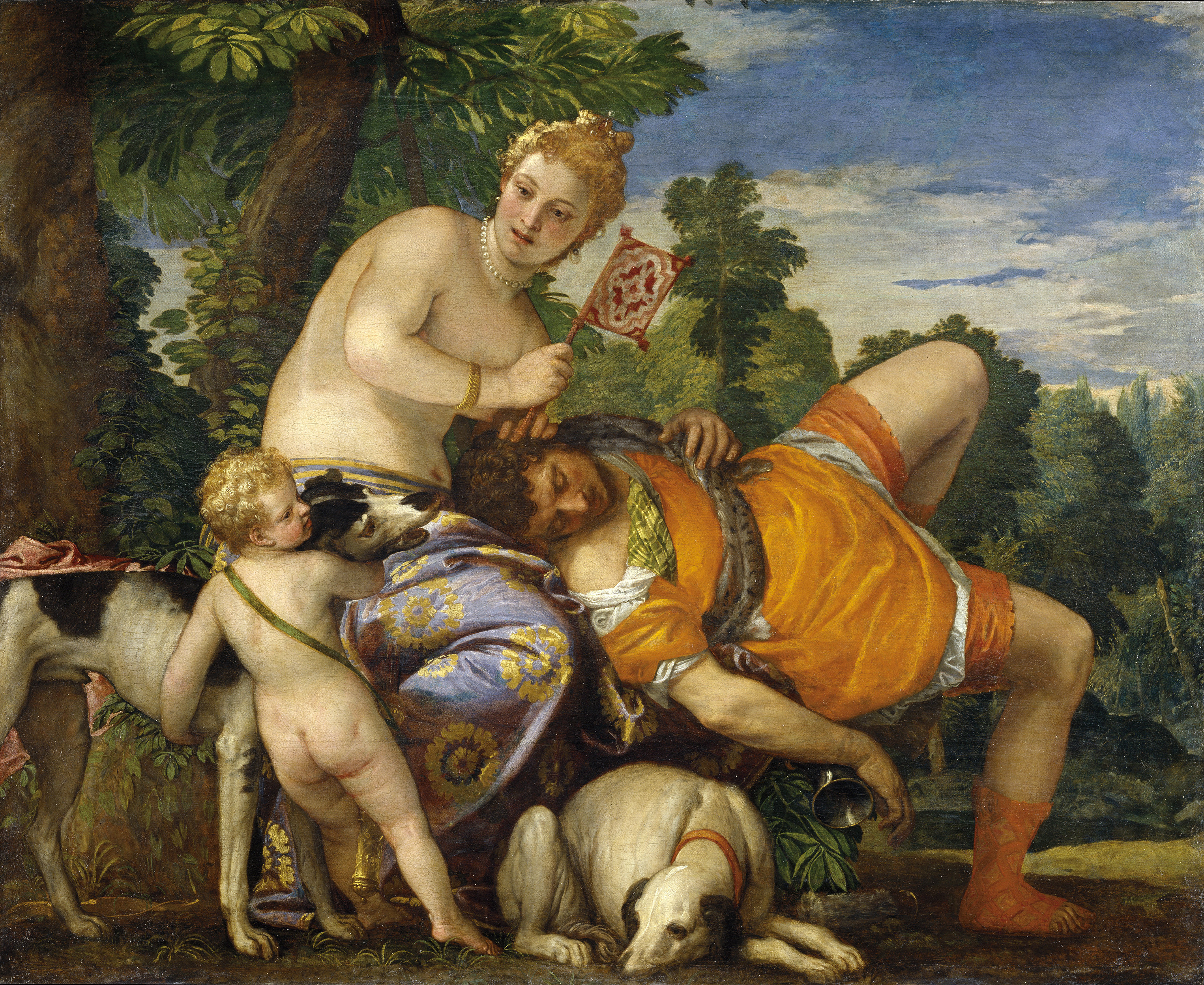
Venus i Adonis, 1580, oli sobre llenç, 162x191 cm, Museu del Prado.

#### Tintoretto
Nascut a Venècia el 1518, ciutat de la qual tot just sortirà, al popular barri de Madonna dell'Orto, Tintoretto va treballar breument en l'estudi de Ticià, però els seus veritables mestres van ser els protagonistes de la batalla manierista, Pordenone i Miguel Ángel. La seva força i novetat deriven de la llibertat amb què tractava els seus elements: aconseguia «amb el pinzell» els efectes del disegne manierista i buscava l'eficàcia del xoc visual gràcies a un violent dinamisme ia una suggestió d'immensitat sensible a l'amplitud dels programes que feia, en la mida dels seus quadres i en la relació que establia entre les figures i l'espai. Ben aviat va rebutjar l'Antiguitat, el trampantojo, l'arquitectura teatral fingida, els cortinatges, els brocats o altres balustrades. Sobretot, va pintar escenes sobre temes religiosos. Fou el pintor de la classe mitjana i de l'espiritualitat popular. El seu art era als antípodes de Veronese. La seva factura ràpida i abrupta posava en dubte els valors de la cura i de l'acabat. El seu estil va ser violent, vehement, regnava el moviment a les seves composicions d'atmosfera dramàtica. Volia combinar la paleta de Tizià amb el dibuix de Miquel Àngel, les obres del qual només coneixia a través de gravats i de còpies, basant-se en les obres dels dos artistes sense imitar-les mai.
Des dels anys 1565-1570, Tintoretto va afirmar cada vegada més el paper de la llum per transformar millor el que és material en un objecte de visió espiritual. El material figuratiu que utilitzava seguia sent el de Cinquecento. L'art de Tintoretto porta les cicatrius de l'última part del Renaixement amb les contradiccions i les angoixes que reflectien les de la societat. Els seus darrers treballs se situaven a la vora d'una concepció figurativa barroca, l'organització diferenciada de l'espai escapant d'una perspectiva de punt de vista únic. Tot i això, en la seva última tela, La caiguda a la tomba de 1593-1594, si bé un clarobscur dramàtic es combinava amb una dinàmica en ziga-zaga ascendent i descendent que serà de cara al barroc, cap suport arquitectònic fixa o emmarca ja la composició, feta sobretot del vaivé de les figures, i l'oposició dels cossos de Crist i de la Verge no es poden descriure sinó com a «barrocs».
Entre els nombrosos crítics d'art, Jean-Paul Sartre observa els homes que descriu Tintoretto en els seus quadres i els compara amb aquells que imagina com a autèntics, captats als carrers de Venècia. La màxima expressió del cicle pictòric de l'artista es pot veure a l'església de Sant Roc a Venècia.

Obres de Il Tintoretto
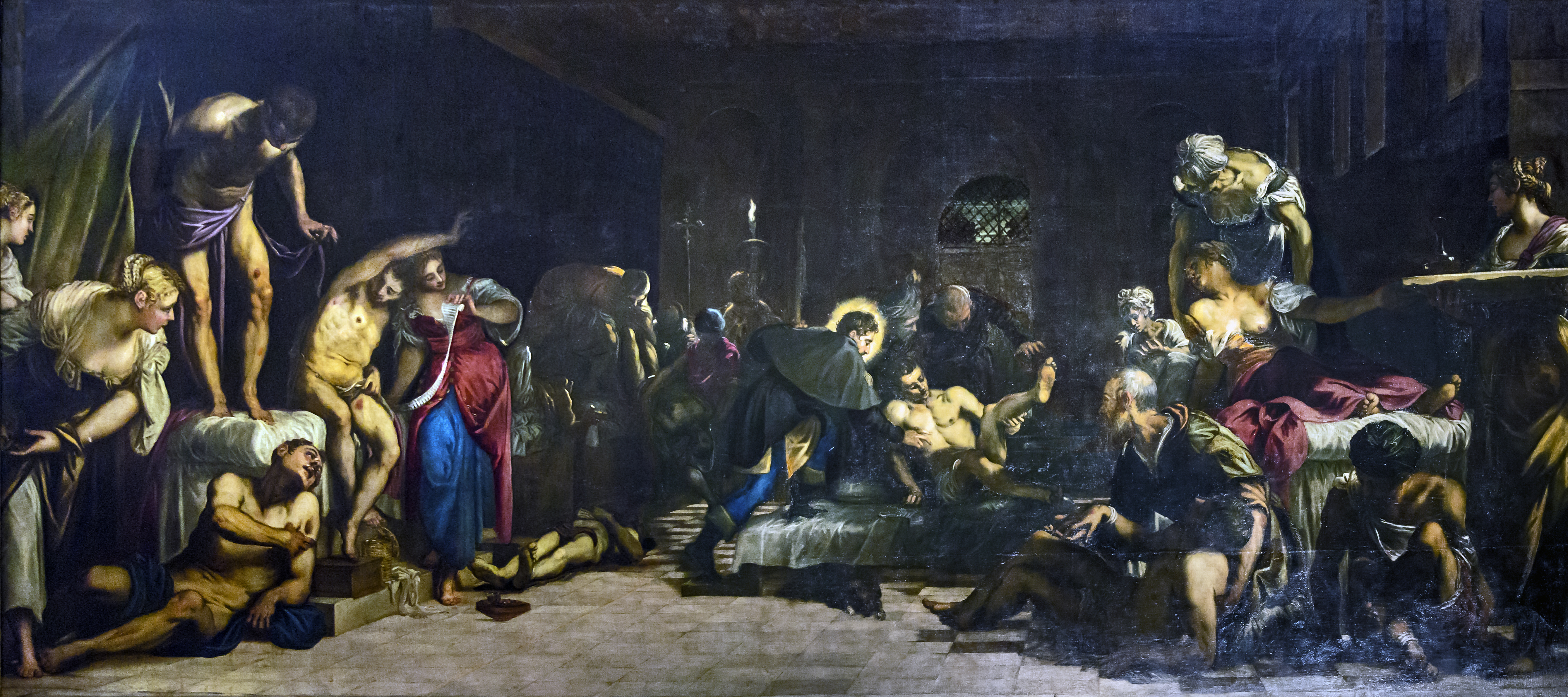
Sant Roc guarint les víctimes de la pesta (1549)
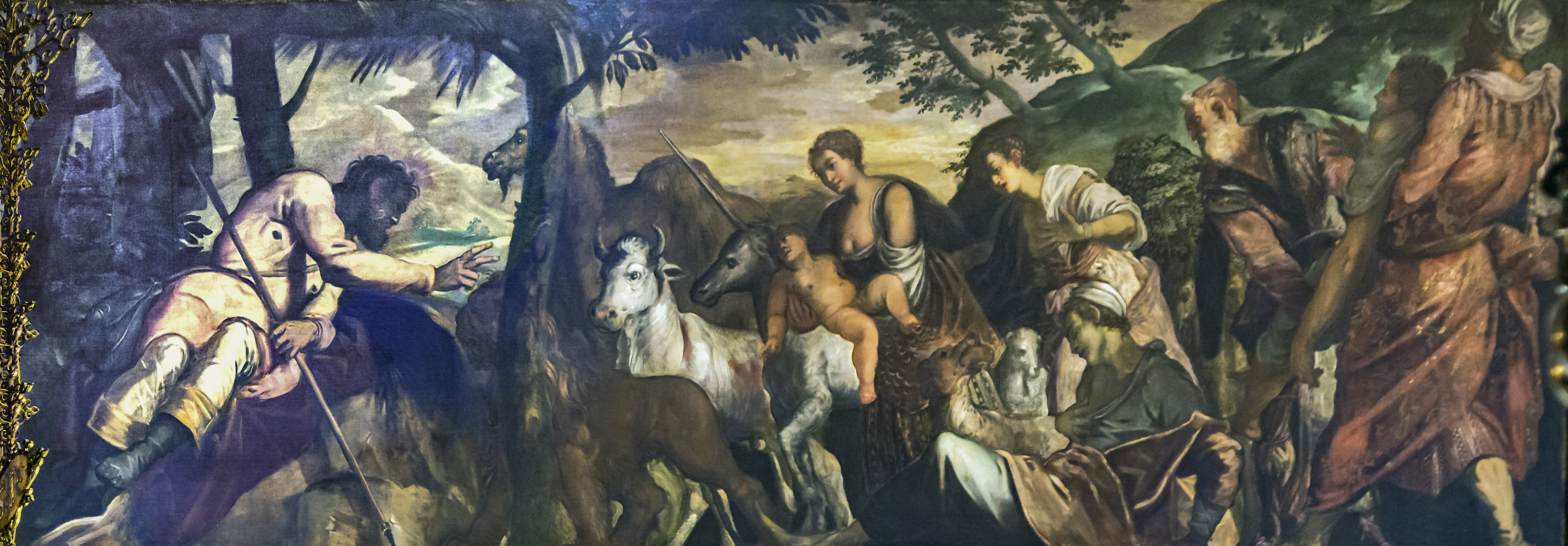
Sant Roc guarint els animals (1549)
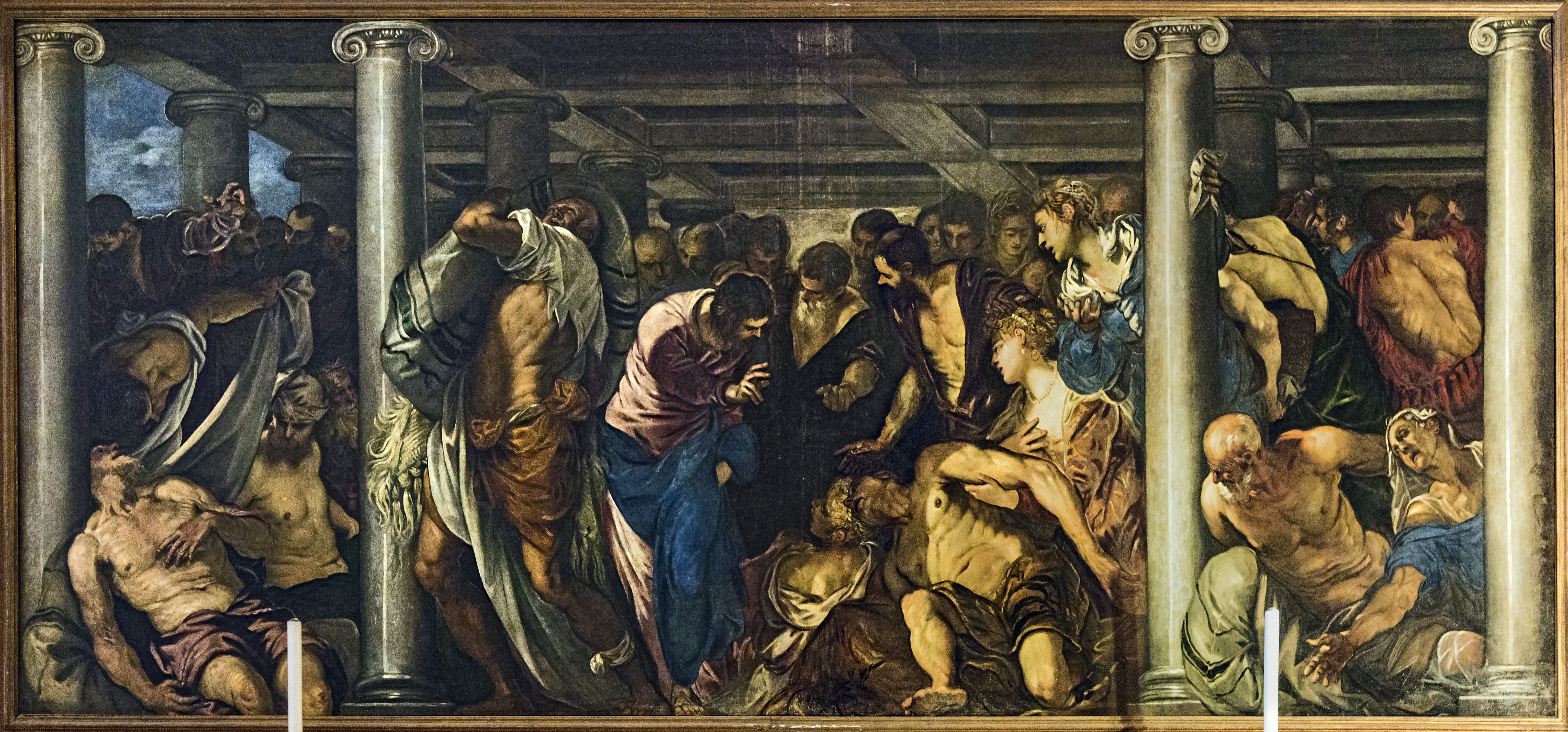
Crist sana el paralític (1559)

#### Jacopo Bassano

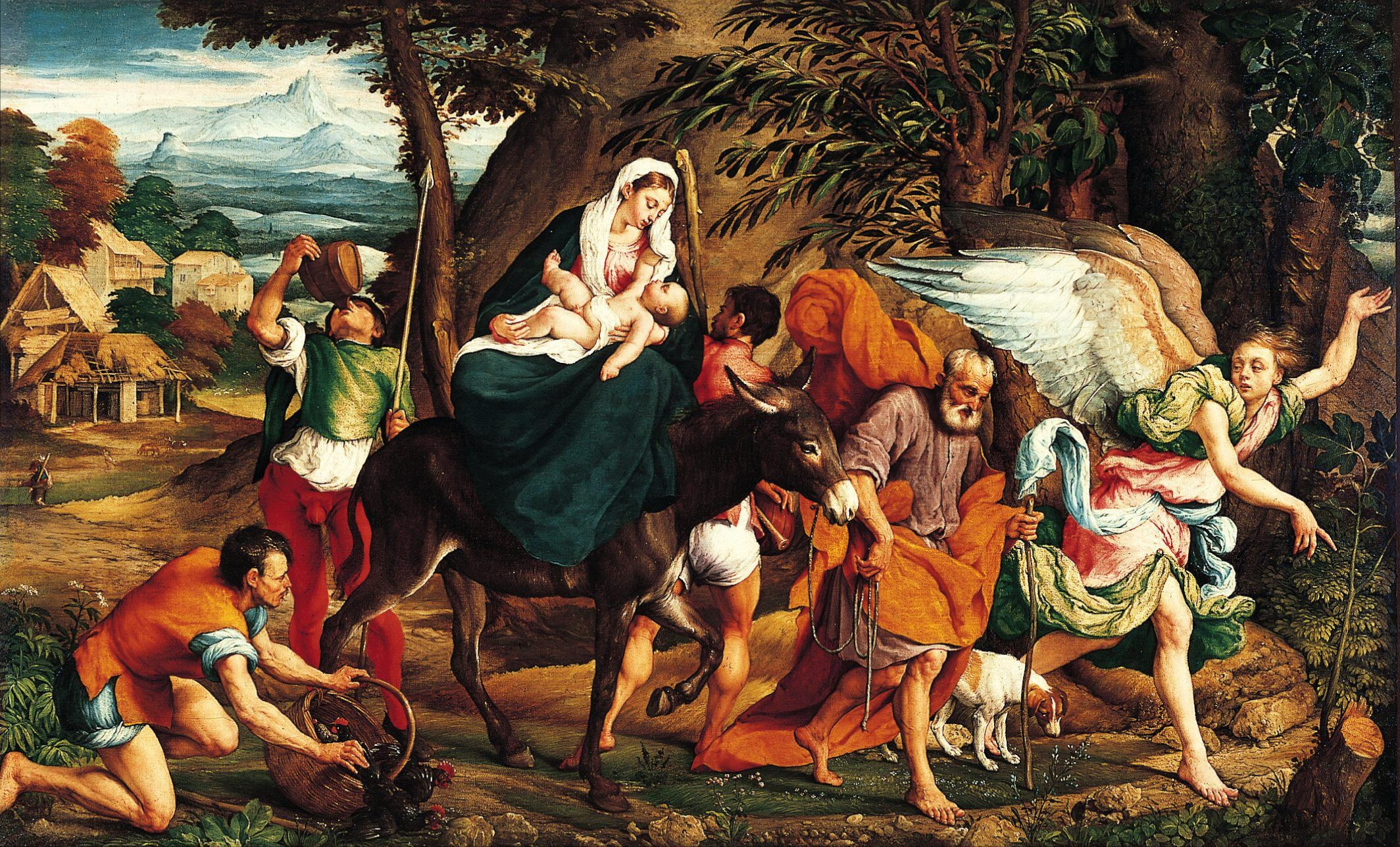
Jacopo Bassano, La fugida a Egipte, Norton Simon Museum.

La carrera de Jacopo Bassano (1510-1592) i del seu prolífic taller familiar s'explica en particular per la seva capacitat per respondre a una determinada demanda del medi venecià. Originari de Bassano del Grappa, prop de Venècia, va arribar a la Serenissima al voltant de 1535 en el moment exacte en què les estampes del Parmesà introduïen allí el grafisme manierista. Va adoptar una maniera molt afirmada en relació amb la producció de la ciutat, però transposant el colorisme tizianesco en una estrident reconciliació de tons càlids i freds, com a la Decapitació de Sant Joan Baptista (1548-1550) , una subtil interpretació veneciana del gust manierista. A la dècada de 1560 va renovar el seu estil orientant-lo cap a allò patètic i l'afirmació decidida d'un luminisme artificial.
Al seu taller, la producció es feia gairebé en sèrie per satisfer una demanda creixent de «luminisme» al servei de l'escena del «gènere» bíblic o pastoral, fundada per Jacopo. Aquesta nova realitat camperola estereotipada satisfeia la tradicional nostàlgia dels venecians per la Terra Ferma

#### Posteritat de l'escola veneciana
La grandesa de l'escola veneciana no va sobreviure a Veronese ia Tintoretto, malgrat els intents de Palma el Jove de reconciliar el «verisme» dels Bassano, les grans composicions de Veronese i el moviment dramàtic de Tintoretto. Mentre el barroc triomfava, els més grans pintors que treballaven a Venècia al segle xvii eren un alemany Jan Liss, un romà, Domenico Ferri, i un genovès Bernardo Strozzi. S'extingia un ideal de llibertat propi del Cinquecent venecià, del qual la pintura de l'època havia estat la transposició variada. Venècia mai no es va identificar realment amb el manierisme. La voluntat d'una relació directa i efectiva amb la imatge feia que s'estigués lluny de la distanciació i l'apreciació estètic-elitista que la caracteritzaven en altres llocs i contra la qual s'aixecaran els cardenals postridentins. La pintura veneciana afirmava a segle xvi l'especificitat artística del segle i la llibertat relativa del pintor. Venècia apareix com l'especialista en el plaer de pintar. No és casualitat que neixin la Venus de Ticià i els nus calents i sensuals de Veronese o del Tintoretto. En 1558, Ludovico Dolce dona llum sobre aquesta afirmació en el seu Diàleg sobre la pintura. Explica com la mutació del Renaixement va prendre la seva forma veneciana a les pintures arcàdies de Giorgione, i com finalment aquesta tradició de plaer per la pintura va portar a l'escola veneciana pel camí d'una pintura de pintors».

### Arquitectura i urbanisme
Venècia va adoptar tardanament l'estil renaixentista, encara romanent gòtica en el seu conjunt ia l'ombra del seu gloriós passat romà d'Orient. Als anys 1460-1470, l'arquitectura a Venècia va fer un gir amb l'arribada d'arquitectes de l'interior, de Toscana i de Llombardia. La conquesta del continent va promoure el contacte amb les formes d'art continentals. A principis del segle xvi, i especialment en el dogat d'Andrea Gritti, s'executen diverses obres que van alterar radicalment l'aspecte de la ciutat.
Després del saqueig de Roma en 1527, Venècia, que en general va escapar de guerres i invasions, es va convertir en un refugi, especialment per a arquitectes, entre ells, Michele Sanmicheli i Jacopo Sansovino. Les grans diferències entre la pintura veneciana i la del centre d'Itàlia van impedir que els estrangers competissin amb els pintors locals, cosa que no va ser el cas de l'arquitectura.

#### Arquitectes

##### 
El bergamasc Mauro Codussi va destacar com el primer entre els arquitectes que es van instal·lar a Venècia. Havent participat en les innovacions florentines de Brunelleschi, Leon Battista Alberti et Michelozzo, va portar amb si un estil renaixentista revisat a la llacuna, ja visible a la seva primera obra, l'Església de San Michele in Isola (1468-1479). A més del rigorós i modern Codussi, també treballaven a la ciutat altres arquitectes amb un gust més carregat, com Antonio Rizzo i Pietro Lombardo. El primer, format en les obres de la Cartoixa de Pavia, va ser el responsable de la reconstrucció i ampliació del Palau Ducal durant quinze anys. El segon, d'origen ticí, va ser el creador de certes obres on l'ús dels ordres clàssics es confon amb una decoració llombarda exuberant i amb l'apetència local per revestir les parets amb preciosos marbres, com el palau de Dario i l'església de Santa Maria dei Miracoli.

###### Jacopo Sansovino (1527-1570)
En 1527, per recomanació del cardenal Grimani, el dogo Andrea Gritti va encarregar a Jacopo Sansovino la restauració de la cúpula principal de la basílica de Sant Marc. En 1529, es va convertir en arquitecte en cap i superintendent de propietats (Protomaestro o Proto) dels procuradors de Sant Marc, la qual cosa el va convertir en un dels artistes més influents de Venècia. Aquest nomenament anava acompanyat d'un salari de 80 ducats i d'un apartament a prop de la Torre dell'Orologio del rellotge de Sant Marc. En un any, el salari s'eleva a 180 ducats anuals..
Les seves principals realitzacions es troben prop de la plaça de Sant Marc, com la Zecca i la Loggetta que, decorada amb les seves escultures, confronta amb el Campanile, així com diverses estàtues i relleus per a la basílica de San Marcos. També va contribuir a la reconstrucció de diversos edificis, esglésies, palaus i institucions, com les esglésies de Sant Julian, San Francesco della Vigna, San Martino, Sant Geminiano (ara destruïda), Sant Spirito in Isola i la dels Incurabili. I entre els palaus i edificis, la Scuola Gran della Misericòrdia (plànols antics), Ca 'Dio, el palau Dolfin Manin, el palau Corner, el palau Moro a Sant Barnaba i la Fabbriche Nuove del Rialto. La seva obra mestra és la biblioteca de Sant Marc (Biblioteca Marciana), una de les edificacions renaixentistes més ricament decorades de Venècia, que es troba davant del palau Ducal. La construcció es va allargar durant cinquanta anys i va costar més de 30.000 ducats.
Jacopo Sansovino va morir a Venècia el 27 de novembre de 1570; la seva tomba és al baptisteri de la basílica de Sant Marc.

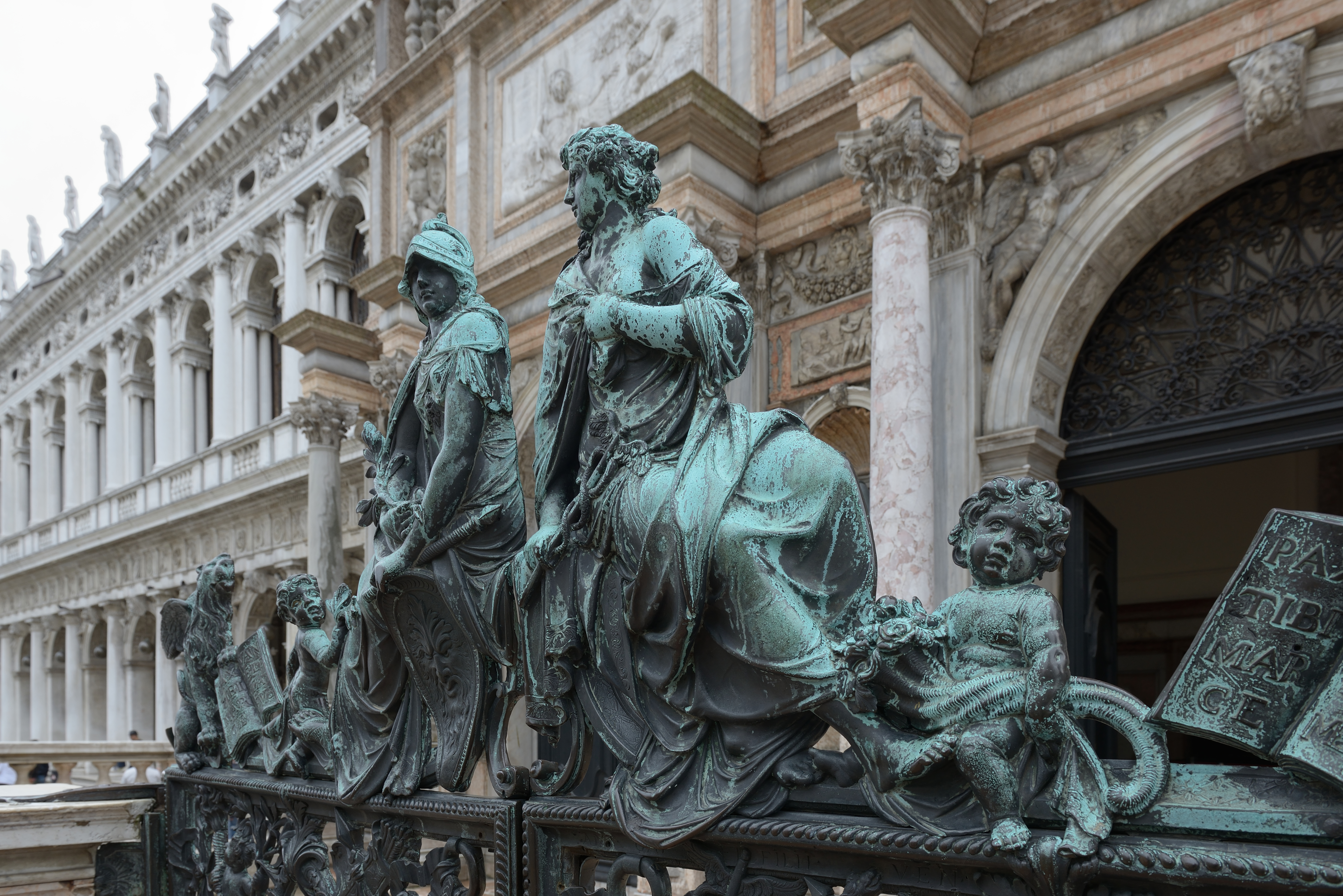
La loggeta, al peu del campanile de Sant Marc
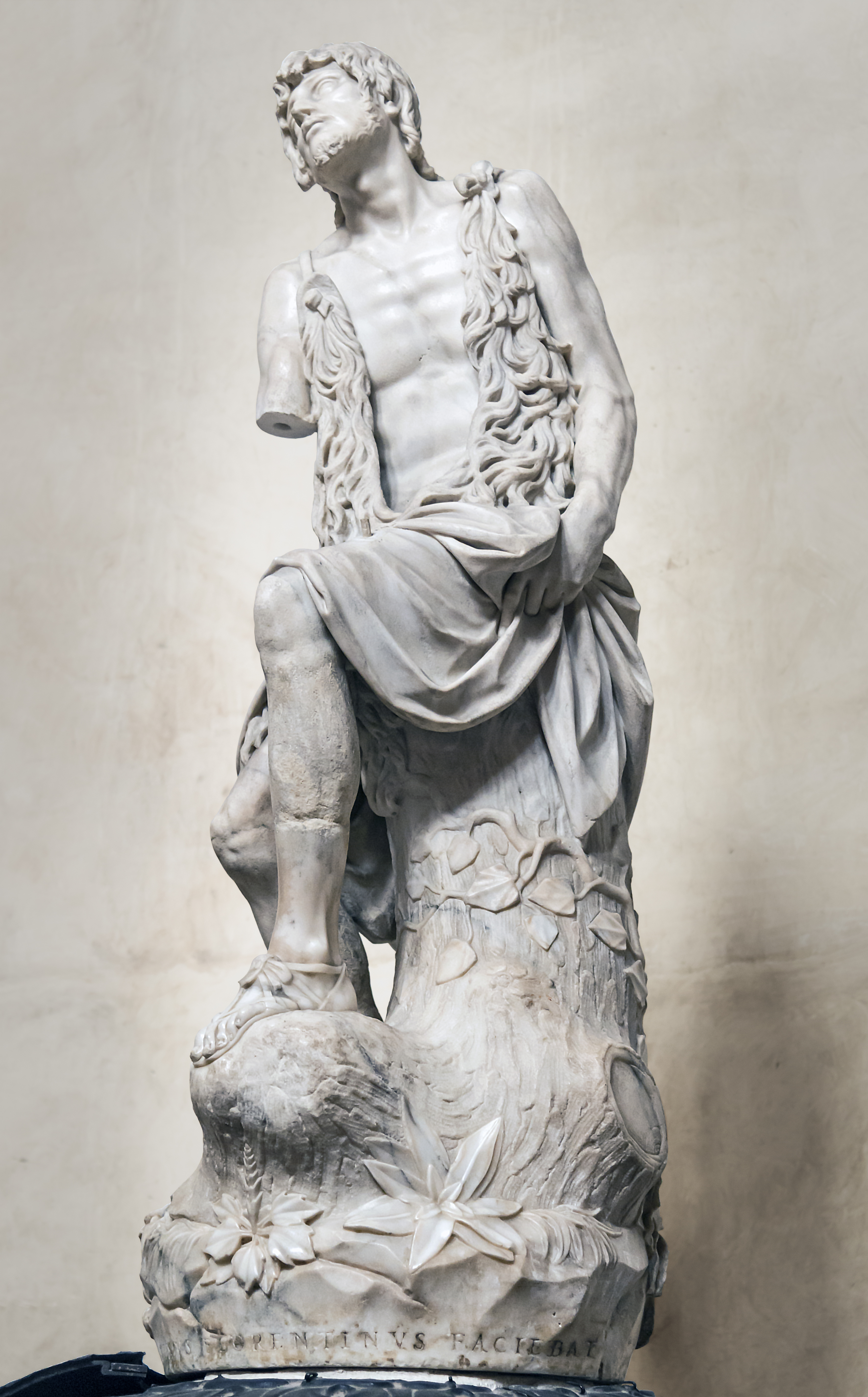
Sant Joan Baptista (1554), Frari
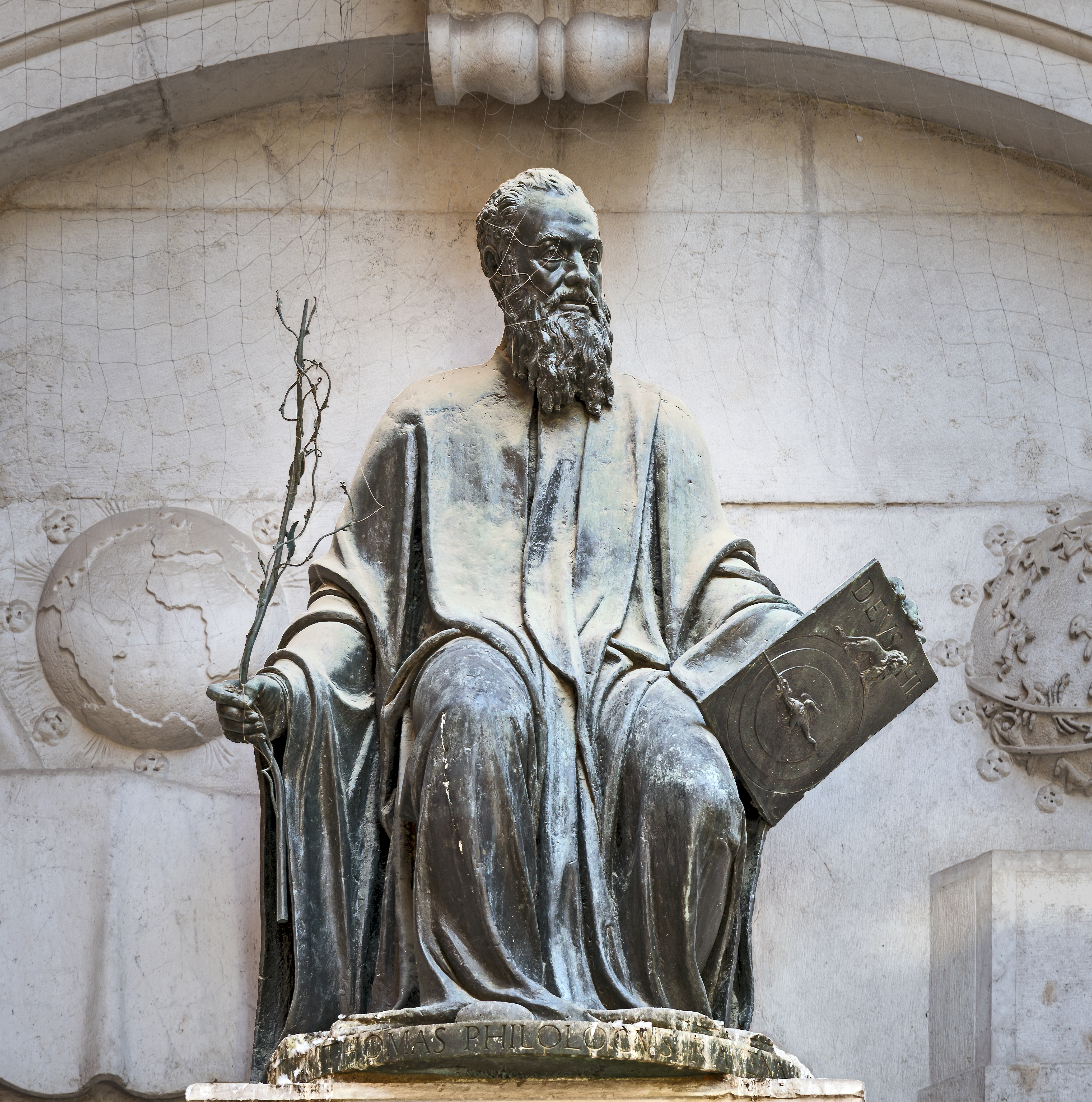
Estàtua de Thomas Rangone, San Zulian

###### Andrea Palladio
Des de 1550, Andrea Palladio va estar a Venècia on va dirigir la construcció de la Basílica de San Giorgio Maggiore. En 1570, Palladio va succeir a Jacopo Sansovino, mort, en el càrrec d'arquitecte cap de la Sereníssima; allí va construir les esglésies de Sant Giorgio Maggiore i de l'església del Redemptor.

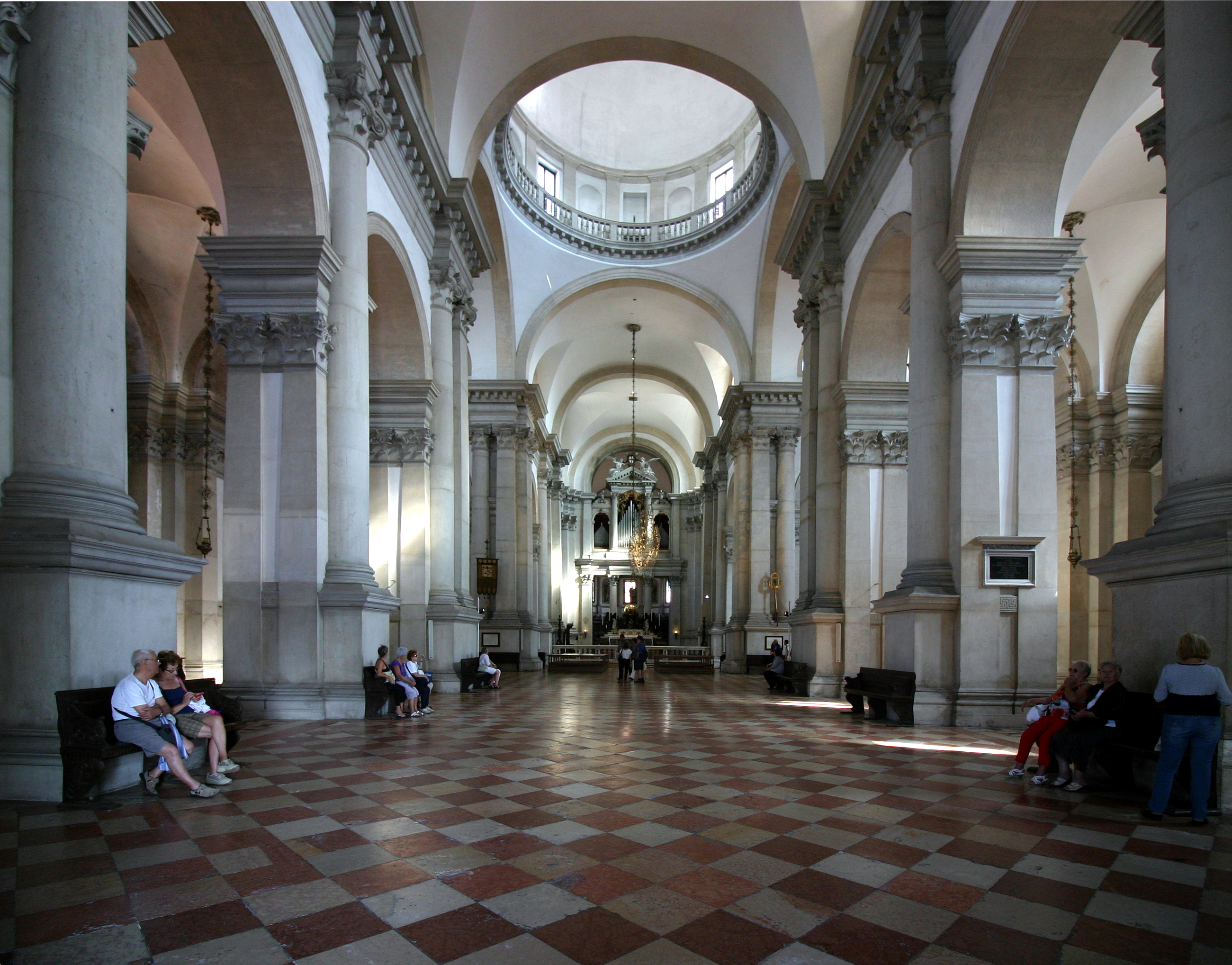
Nau de San Giorgio Maggiore, Venècia (1565)
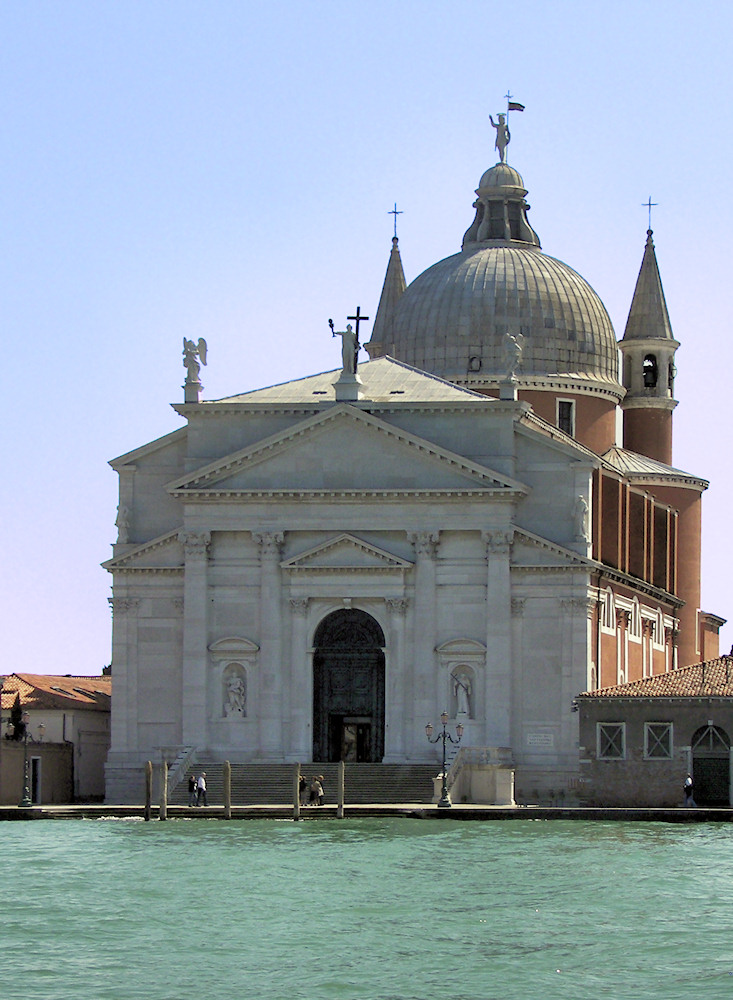
Il Redentore, església de Venècia (1576)
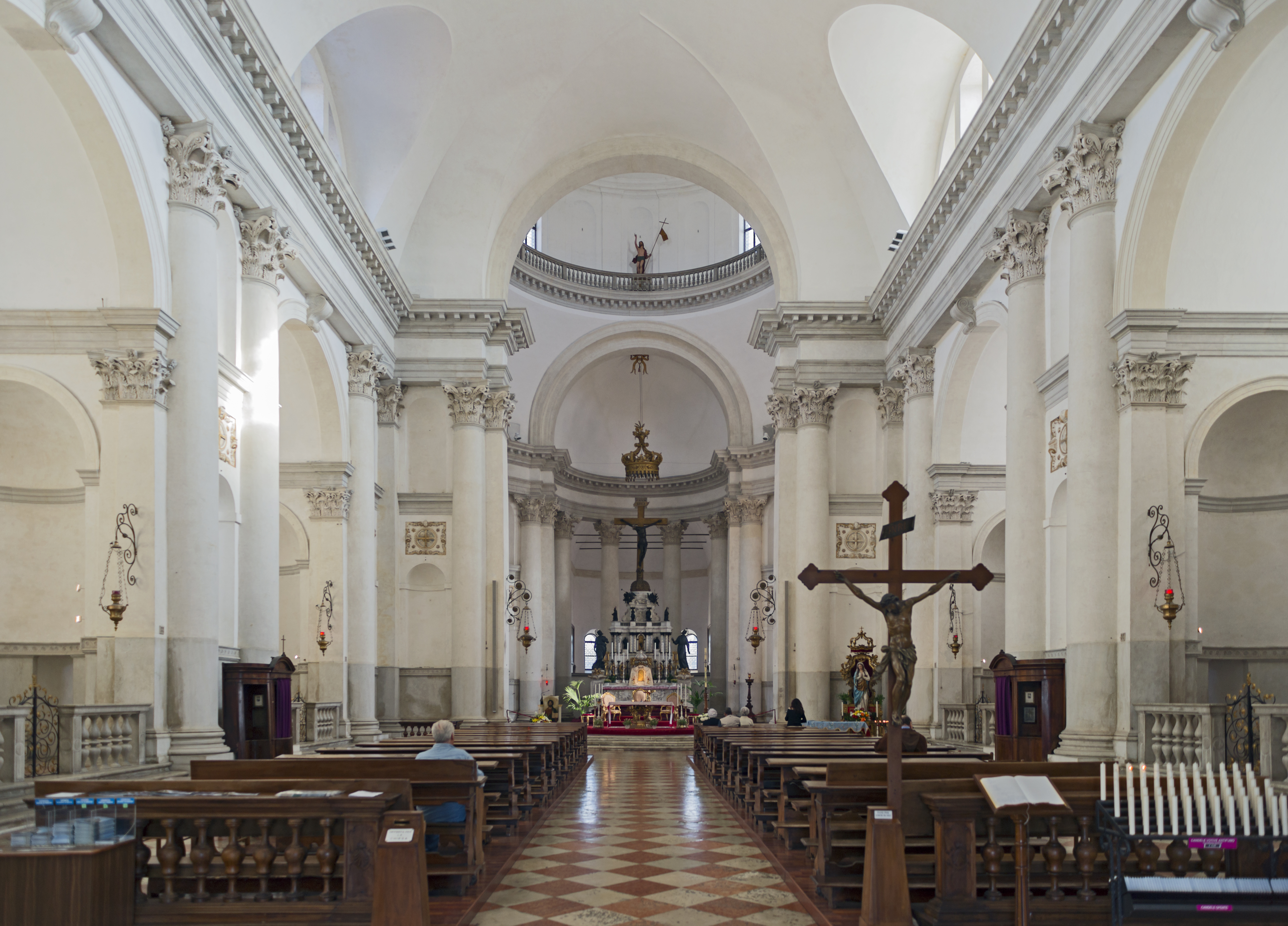
Interior de Il Redentore (1576)

#### Esglésies renaixentistes

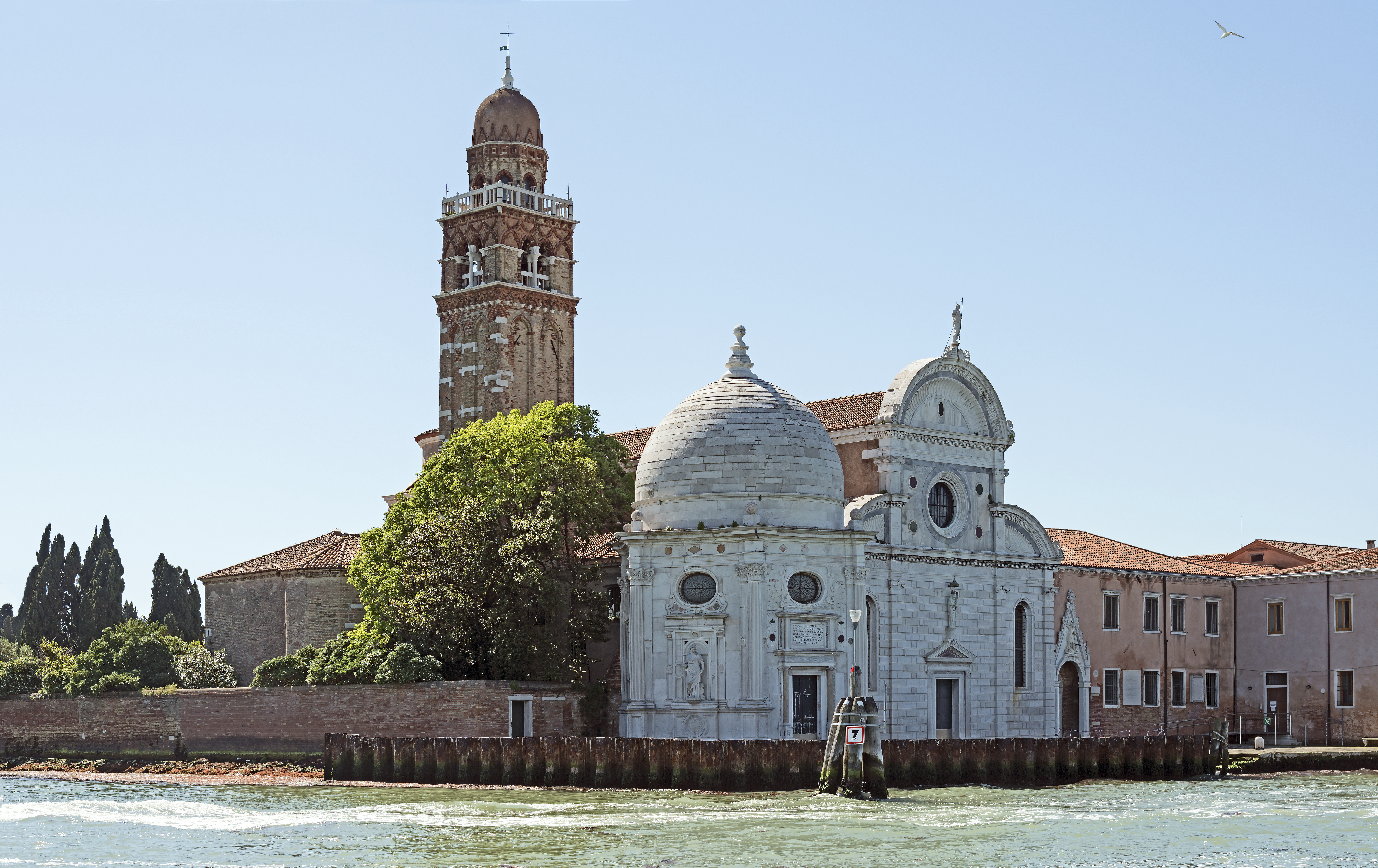
San Michele à Isola

##### Abans de Palladio

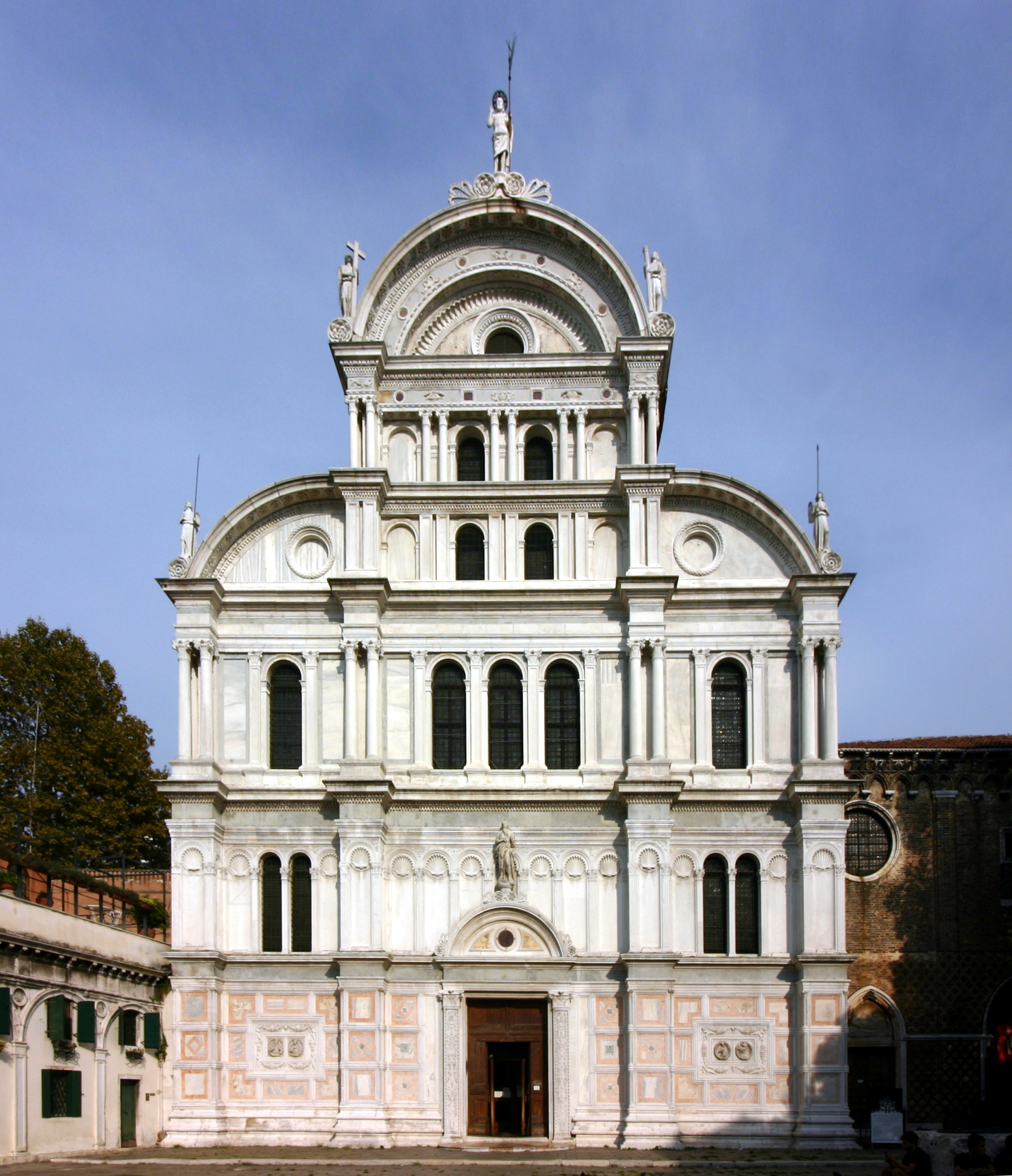
Façana de la església de Sant Zacaries (1444-1515), una església començada en estil gòtic en què Codussi va completar les parts superiors

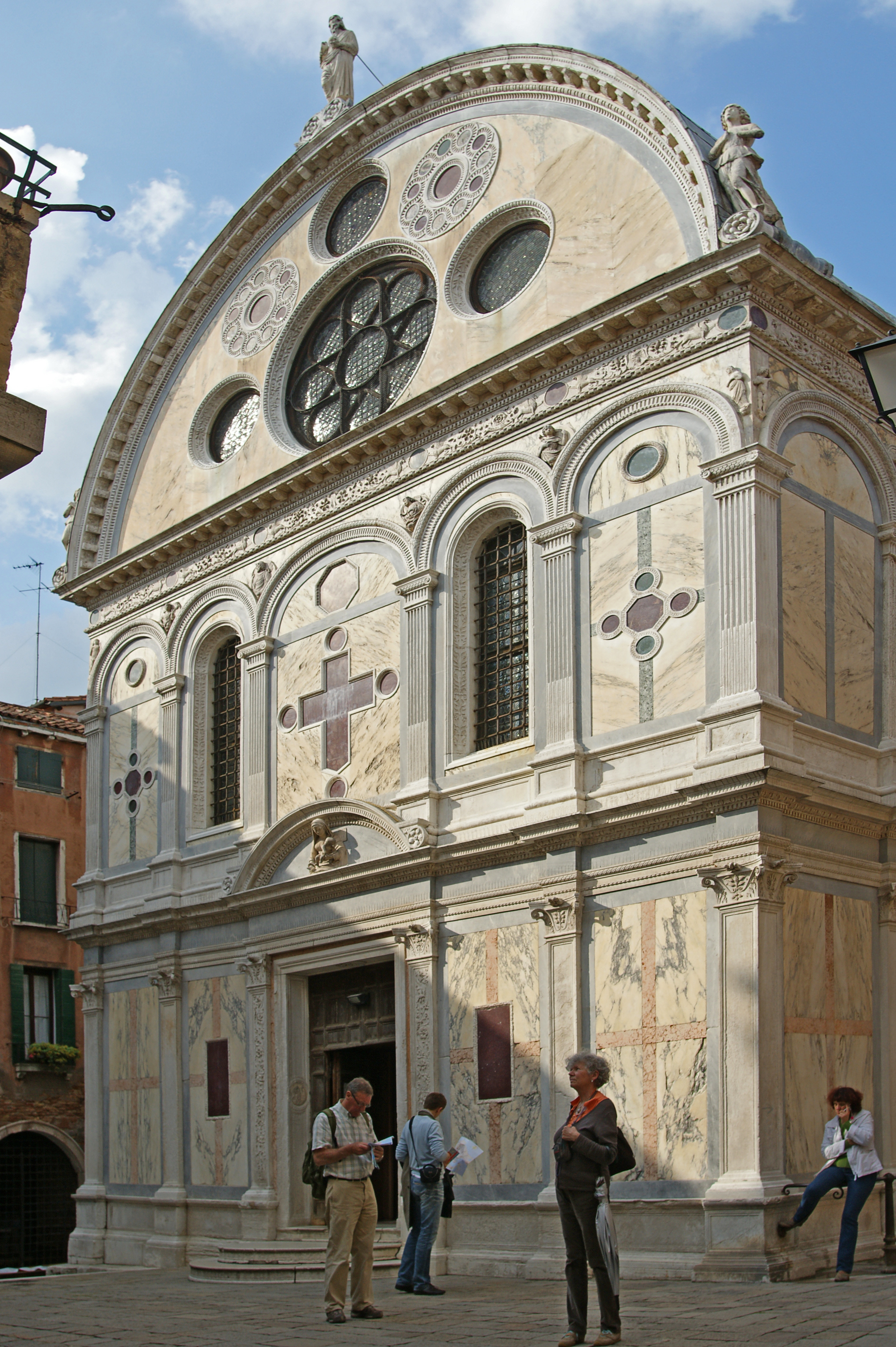
Santa Maria dei Miracoli

San Michele in Isola, obra de Mauro Codussi, té una façana tripartida basada lliurement en el temple Malatestià d'Alberti, amb dos ordres superposats. La part superior té un àtic entre lesenes amb un òcul i quatre discos de marbre policromat rematats per un frontó curvilini, mentre que els costats estan units per dues ales corbes, amb fins ornaments en relleu de petxines . Al punt d'unió amb la part central es disposa una cornisa sortint, que talla per la meitat les pilastres. L'interior de l'església es divideix en tres naus marcades per arcs de mig punt sostinguts per columnes. Cada nau està coberta amb sostres artesonats i acaba amb un absis semicircular, estant l'últim tram separat als costats per mampares i cobert per una cúpula cega. Al costat de l'entrada, un vestíbul queda aïllat de la resta de l'església per un vaixell, un cor sostingut per arcades. Substraint l'espai del vestíbul i el del presbiteri amb cúpules, Codussi va obtenir un cos central perfectament quadrat. La catedral de Sant Jaume (Šibenik) —Patrimoni Mundial de la Humanitat des de l'any 2000—, construïda per l'arquitecte Giorgio Orsini, que havia treballat anteriorment a Venècia al Palau Ducal, n'és un exemple similar i anterior de l'Església de San Michele. Orsini va utilitzar la pedra blanca d'Ístria extreta a l'illa de Brac que després serà emprada per Codussi. Aquest model d'església va ser reprès al llarg de la costa de Dalmàcia.
L'església de Sant Zacaries, situada prop de Sant Marc, va ser erigida a partir de 1458 per Antonio Gambello. Està flanquejada a la dreta per un fragment de l'església gòtica anterior dominada per un campanar del segle xiii. Mario Codussi va reprendre els treballs el 1483 i va dissenyar una façana imponent. Una sèrie de cornises la divideix en sis nivells calats amb obertures simples o múltiples, puntuats per fornícules, pilastres o columnes dobles amb capitells corintis. El coronament en semicercle i els contraforts curvilinis estan decorats amb estàtues. La base està revestida de marbre rosa salmó i el primer pis alinea una sèrie de petxines de Santiago. El portal d'entrada està presidit per una estàtua de Sant Zacaries, sant patró del lloc, realitzada per Alessandro Vittoria. L'estil de l'interior és mixt, tant renaixentista amb altes cúpules com gòtic. Les naus laterals s'estenen darrere de l'altar major per un deambulatori amb absidiol capelles radiants, una estructura poc comuna a Venècia.
Construïda entre 1481 i 1484 per Pietro Lombardi i els seus fills, Santa Maria dei Miracoli és una de les primeres esglésies renaixentistes de Venècia. L'edifici, de mida modesta, està, per fora i per dins, totalment cobert de marbre, l'hàbil joc de colors del qual es fa ressò del gust oriental de la ciutat. La façana té un gran frontó semicircular amb nombrosos òculs i dues rosasses en espiral molt similars als del palau Dario construït pel mateix arquitecte. El motiu de la creu és omnipresent a tots dos nivells. L'interior és d'una única nau amb volta de canó dividida en cassetons de fusta daurada que representen sants i profetes.
Iniciades el 1450 per Antonio Gambello, les obres de l'església de San Giobbe van ser continuades a partir del 1470 per Pietro Lombardo en un pur estil renaixentista que es manifesta a l'elegant portal d'entrada, a l'interior d'una única nau i al cor amb imponent arc triomfal. La volta de la capella Martini està adornada amb terracotes esmaltades pels germans Della Robbia, els únics que té Venècia. Giovanni Bellini va pintar per a aquesta església el retaule de San Giobbe, avui a l'Acadèmia.
L'església de San Giovanni Crisostomo, darrera obra de Mauro Codussi, es va construir a partir del 1480 sobre una superfície reduïda. La seva petjada és encara romana d'Orient amb planta de creu grega tancada en quadrada, amb una cúpula central i quatre cúpules secundàries. El cor està revestit amb llenços que inclouen el retaule de Sant Jeroni, Sant Cristòfol i Sant Lluís, una de les últimes obres de Giovanni Bellini (1513).
Mauro Codussi va dibuixar els plànols de l'església de Santa Maria Formosa, erigida el 1492. Aquests són romans d'Orient i estan inspirats en la basílica de Sant Marc: cúpula central i cúpules secundàries, creu llatina amb proporcions de creu grega inscrita en un quadrat. La llum és intensa al centre i atenuada als laterals, les parets estan adornades amb discretes bandes bicolor. Els elements arquitectònics de pedra grisa es destaquen sobre els guixos blancs estimats per Brunelleschi, una interpretació moderna de la tradició veneciana.
L'església de Sant Salvador va ser erigida a partir de 1507 enmig de les Mercerie, equidistant de San Marcos i del Rialto, segons plànols de Giorgio Spavento, mort el 1509. L'obra va ser continuada per Tullio Lombardo. L'edifici, de planta de creu llatina, té una cúpula a la cruïlla del transsepte i dues sobre la nau que és especialment allargada. Alberga el monument funerari del dogo Francesco Venier (1489-1556) i algunes pintures de Giovanni Bellini, així com l'últim Ticià, una Anunciació de 1566.
L'Església de Sant Francesco della Vigna, tercera necròpolis dels dogos de Venècia, destaca pel seu campanar proper al de Sant Marc i per la seva façana, obra de Palladio, similar a la de San Giorgio Maggiore. Reconstruïda a partir de 1534 sobre un projecte de Sansovino, els plànols d'aquest últim van ser modificats pel germà Francesco Zorzi, erudit franciscà, filòsof i humanista, que pretenia fer regnar l'harmonia de les proporcions. Els seus plànols es van sotmetre a una comissió formada per l'arquitecte Sebastiano Serlio, Ticià i l'humanista Fortunio Spira. Les seves dimensions (amplada i alçada de la nau, amplada de les capelles i del transsepte, profunditat del cor igual a l'amplada de la nau) s'estableixen de manera particularment rigorosa. El resultat és una creu llatina d´una sola nau vorejada per capelles, amb un cor profund flanquejat per dues capelles secundàries. A l'esquerra del cor, la capella de Sant Girolam, tota en marbre, és una obra mestra dels germans Lombardo.

##### Esglésies de Palladio
Les esglésies venecianes de Palladio estan dissenyades per a les visites cerimonials anuals del dogo.

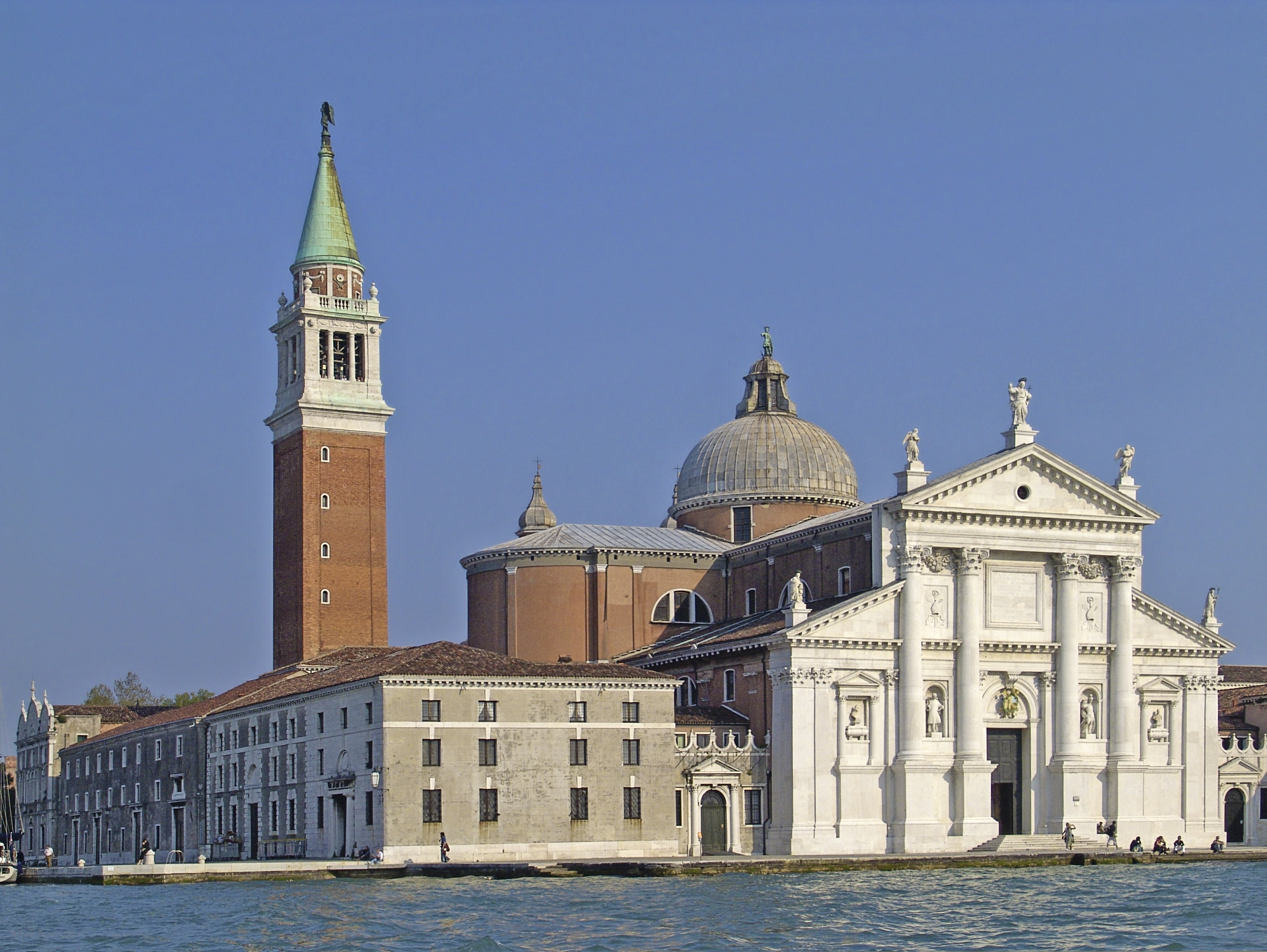
San Giorgio Maggiore.

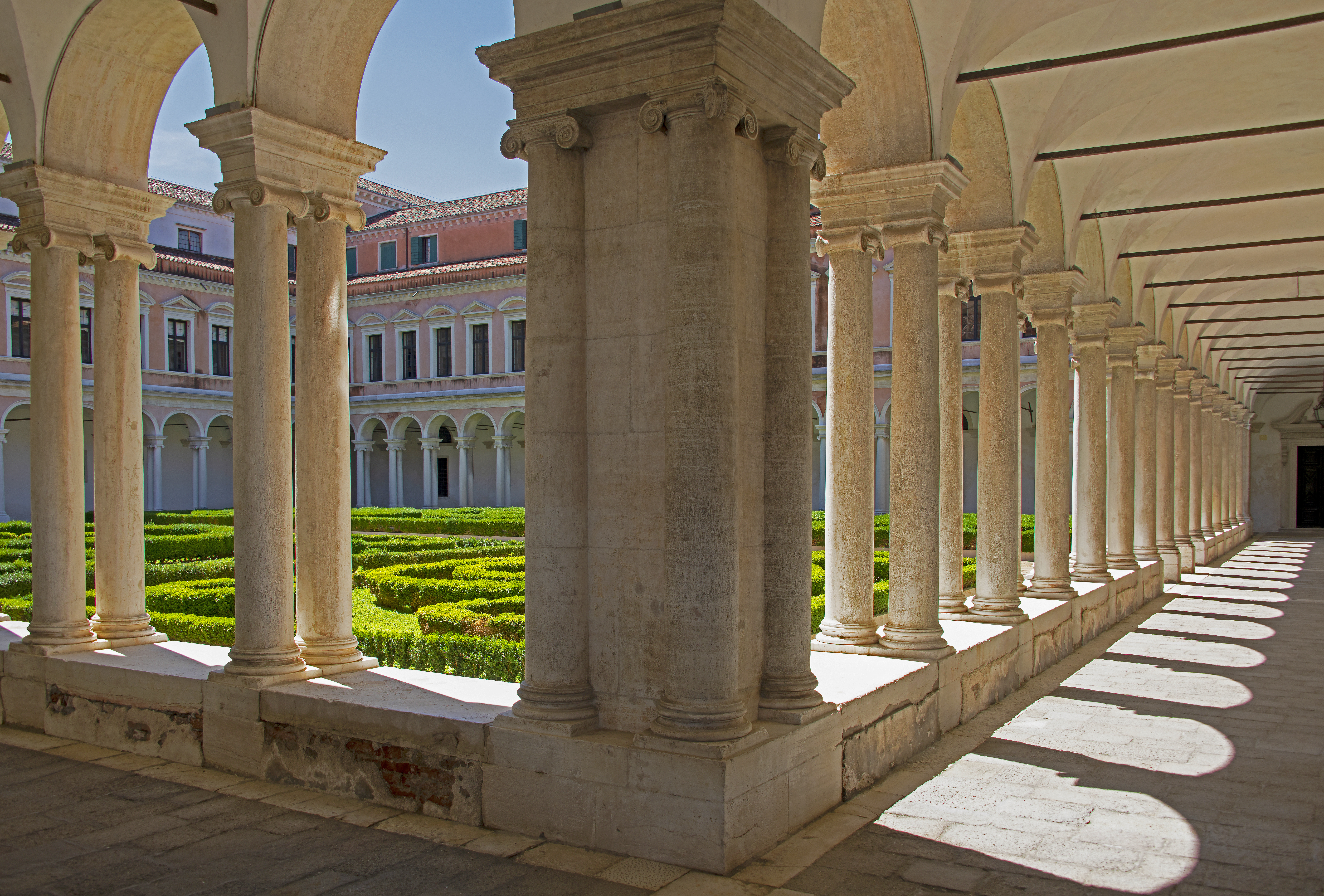
Basílica de San Giorgio Maggiore: claustre Palladià

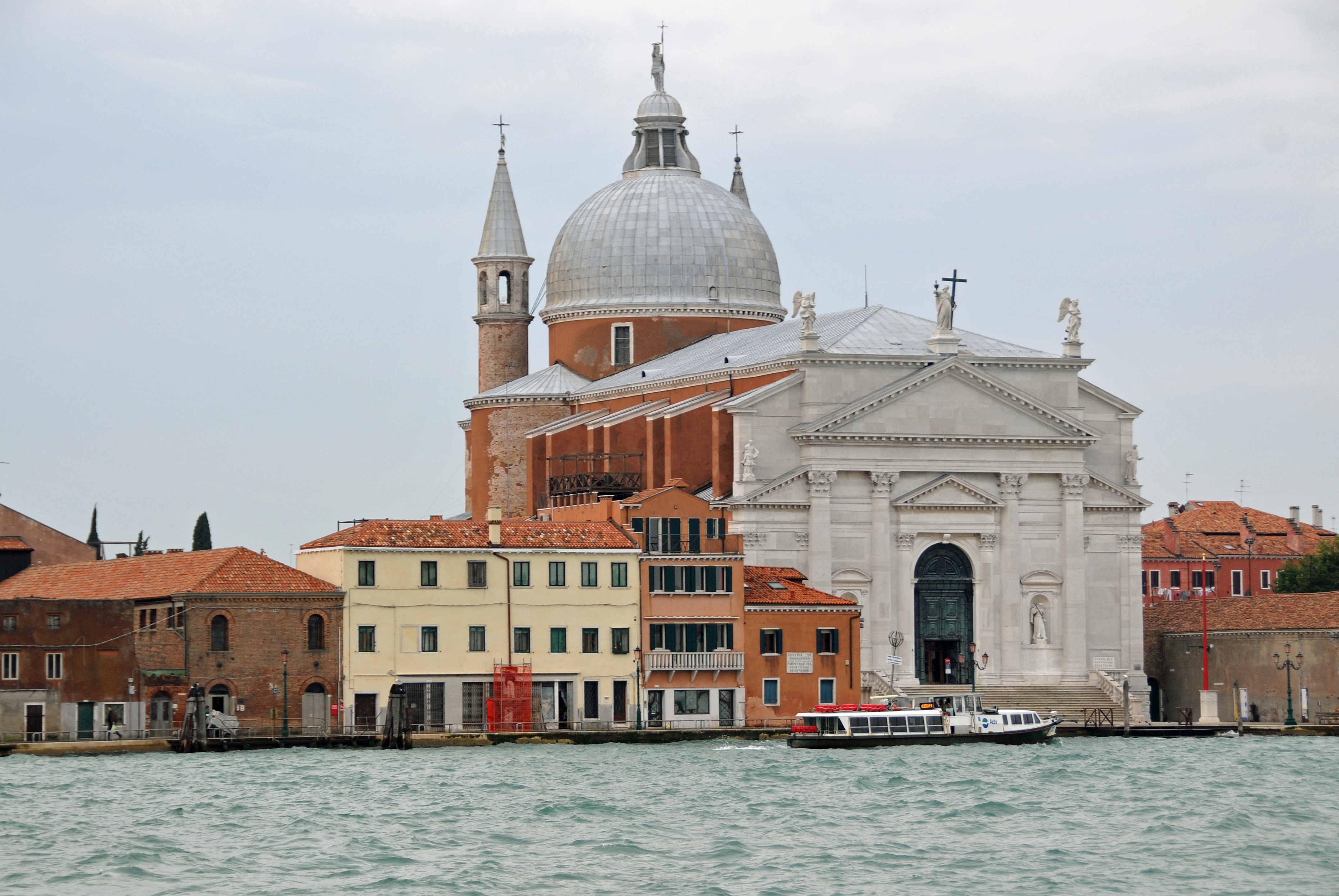
Església del Redemptor, començada el 1577

La església de San Giorgio Maggiore, erigida el 1566, ocupa una posició privilegiada davant de la Piazzetta. Adossada a una casa benedictina acomodada, és molt rica: pedra clara d'Ístria, terra de marbre amb decoració d'escaquer en vermell i blanc, estàtues de marbre blanc als nínxols de les naus laterals. La seva façana sembla combinar dos temples antics que se superposen i interpenetren entre si: un gran proneu-vos amb quatre columnes corínties està embegut en un frontó del qual només apareixen els extrems triangulars. Simone Sorella, que va completar la façana després de la mort de Palladio, va col·locar els frontons del pronaos sobre alts pedestals, alterant la coherència del conjunt. L'interior és un compromís entre un temple de l'antiguitat clàssica i una església cristiana de planta de creu llatina amb tres naus. Una cúpula remata la cruïlla del transsepte, els extrems del qual acaben en absis.
El monestir benedictí de San Giorgio va ser completament reconstruït al segle xvi. El primer claustre, de colors vermell i blanc, amb un pòrtic de columnes bessones i una planta alta amb finestres ressaltades per frontons triangulars i curvilinis, és obra de Palladio. El segon claustre, anomenat dels Llorers, dona accés al refectori de Palladio, el mur del darrere del qual estava adornat amb Les Noces de Canà de Veronese, quadre que, creat pel seu pòrtic, simula una obertura a l'estret espai arquitectònic.
'Església del Redemptor va ser erigida després de l'epidèmia de pesta de 1576. Va ser construïda entre 1577 i 1592 a l'illa de Giudecca. Església d'una única nau les grans semicolumnes de la qual sostenen un poderós entaulament que sosté una volta de canó amb grans finestrals semicirculars dividides en tres sectors, recordatori de la «badia termal» de l'arquitectura antiga. A banda i banda, tres capelles profundes es comuniquen entre si a través d'idèntiques finestres termals. L'absis és un semicercle el·líptic que torna a recordar els banys romans. L'església de les Zitelle, situada entre San Giorgio Maggiore i el Redemptor, va ser construïda sobre un projecte de Palladio. També té una badia termal sobre el portal d'entrada.
En 1559, Palladio va rebre l'encàrrec de la reconstrucció de la basílica de San Pietro di Castello, seu patriarcal de Venècia des de 1451 (i fins a 1807). La façana és de pedra d'Istria, igual que el campanar reconstruït a la dècada de 1480 per Mauro Codussi, una raresa a Venècia.

Esglésies renaixentistes palladianes
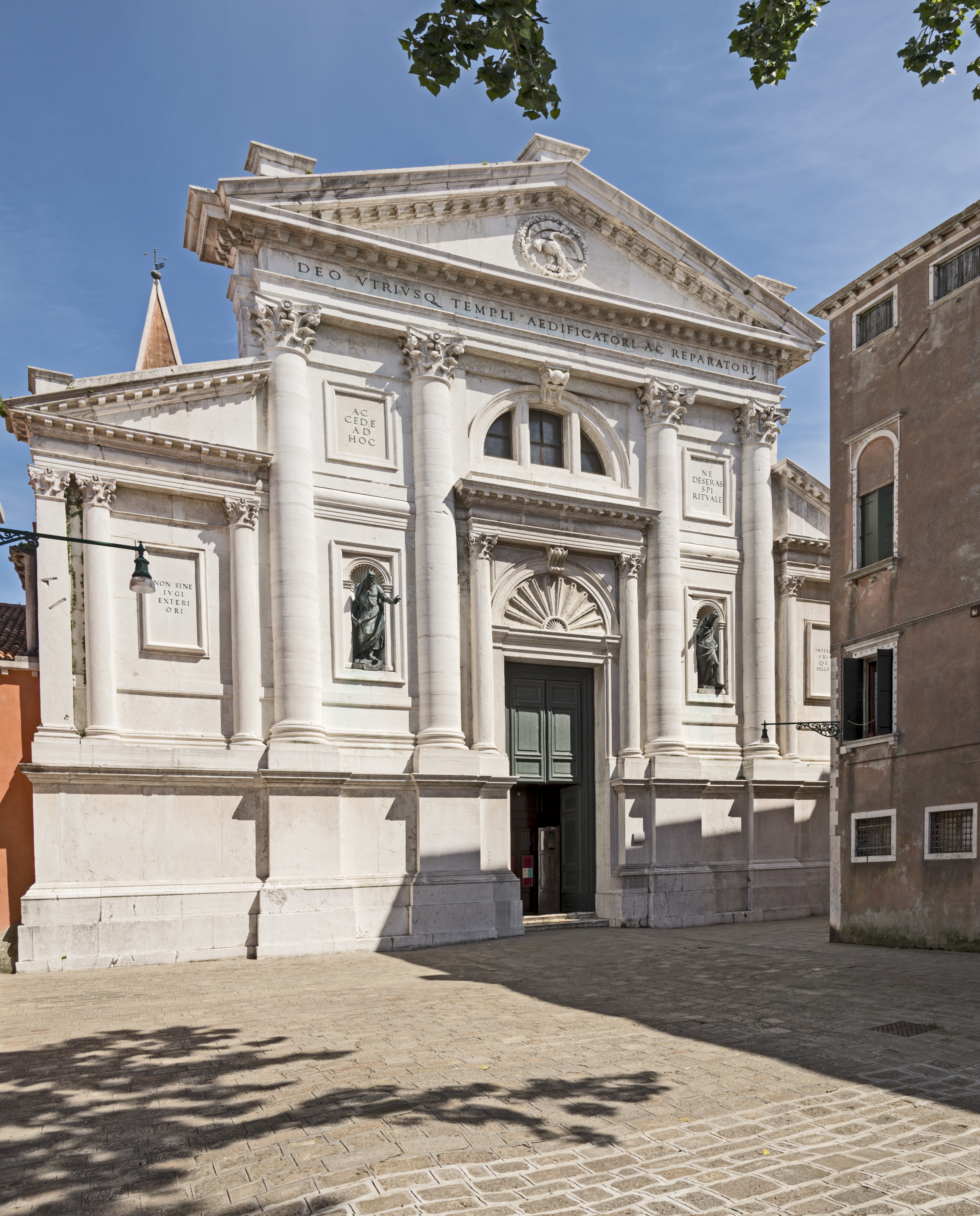
Església de San Francesco della Vigna, començada per Sansovino (1554) i acabada per Palladio
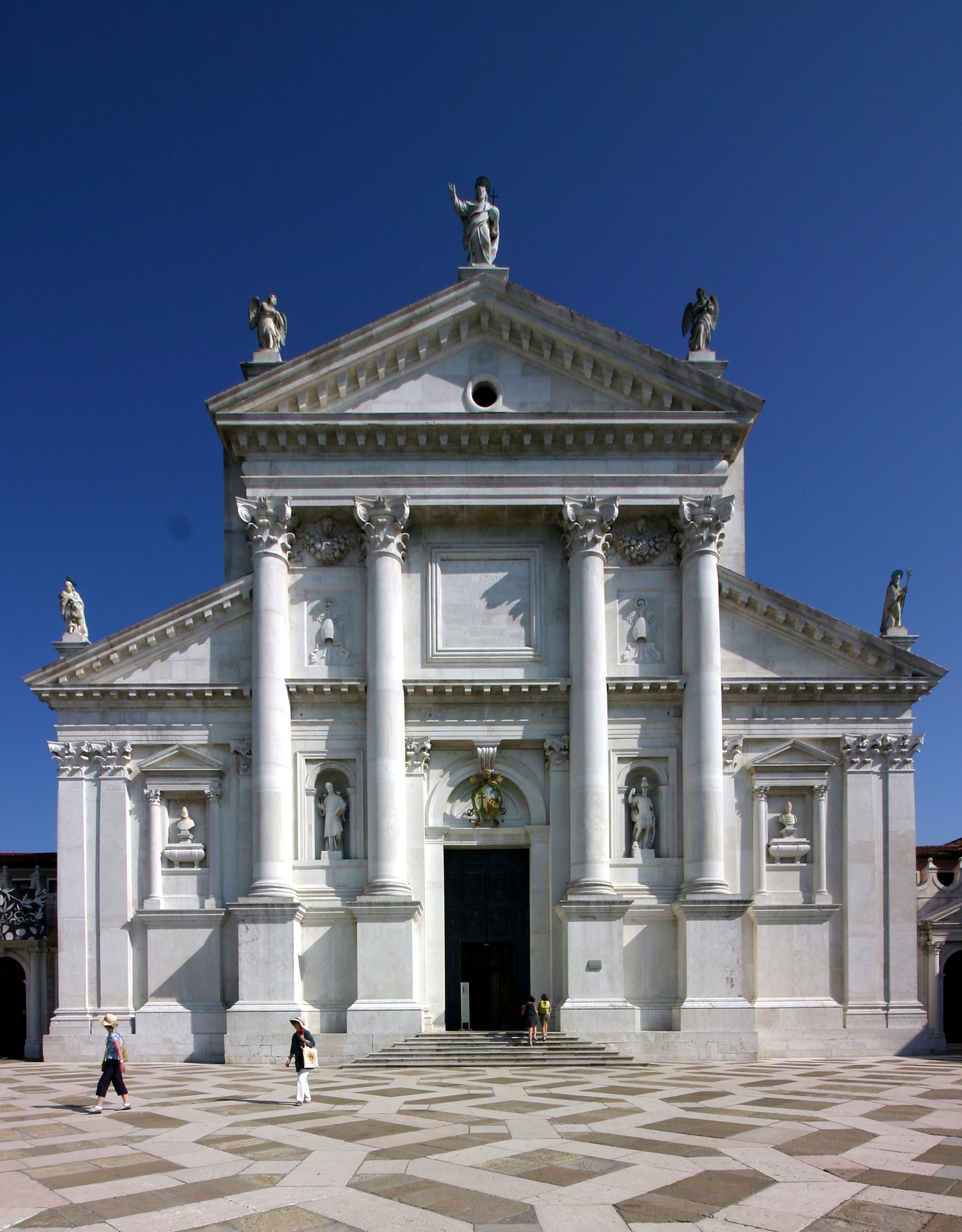
San Giorgio Maggiore, començada en 1566
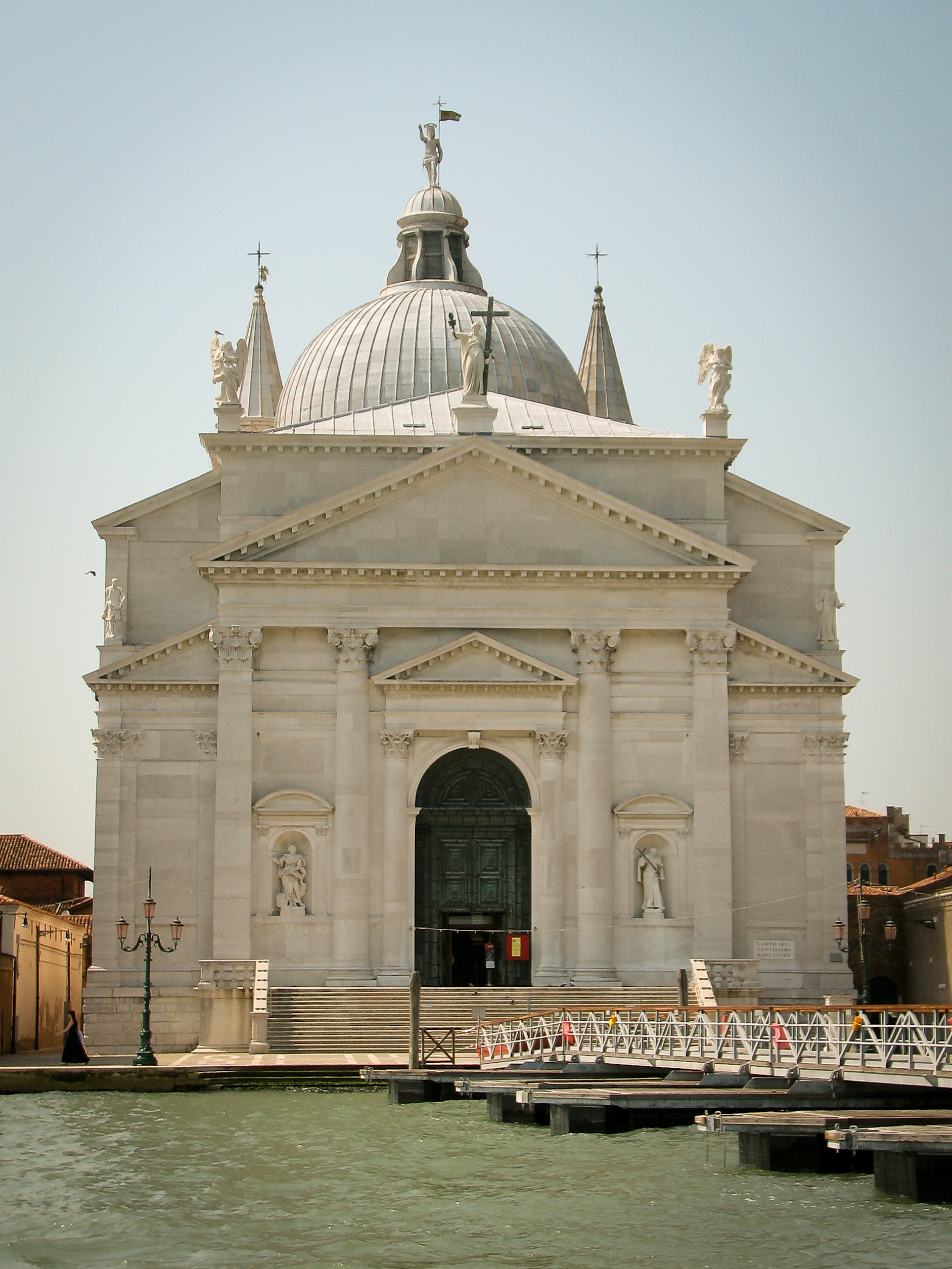
Església del Redemptor, començada en 1577
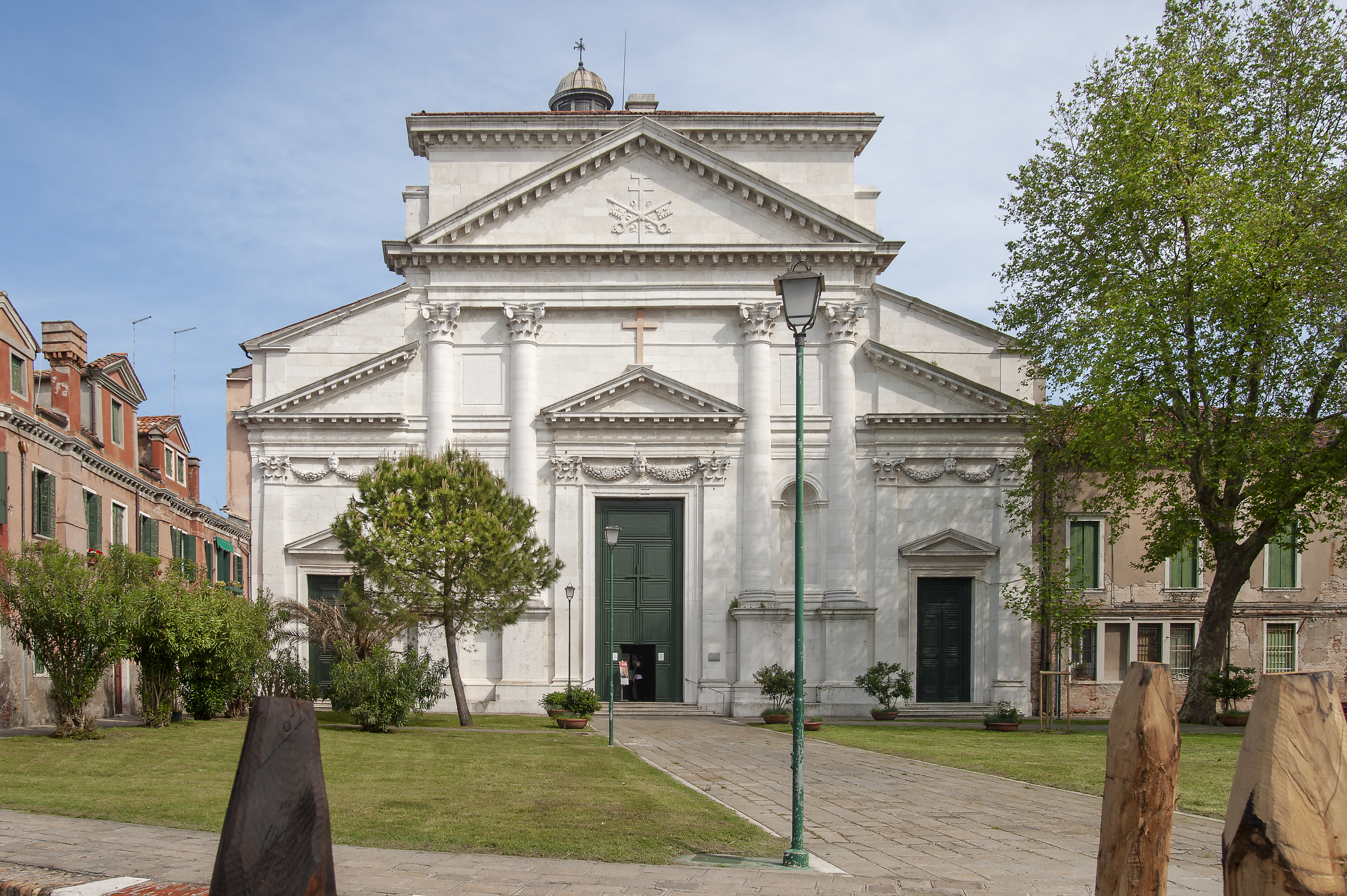
Fachada de la basílica de San Pietro di Castello (1559-1596), finalitzada per Francesco Smeraldi

### Plaça i placeta de Sant Marc

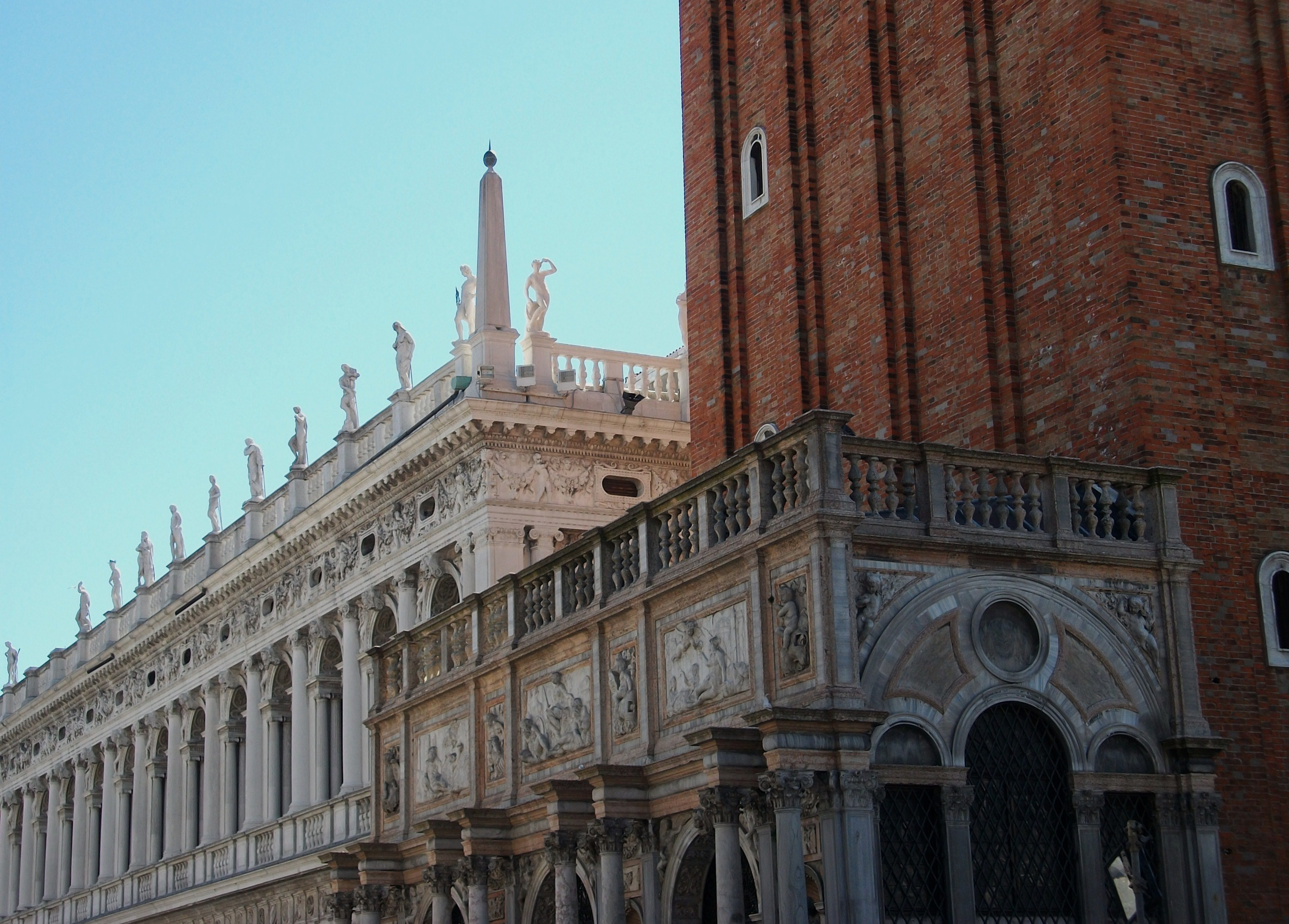
Biblioteca Marciana Loggetta de Sansovino

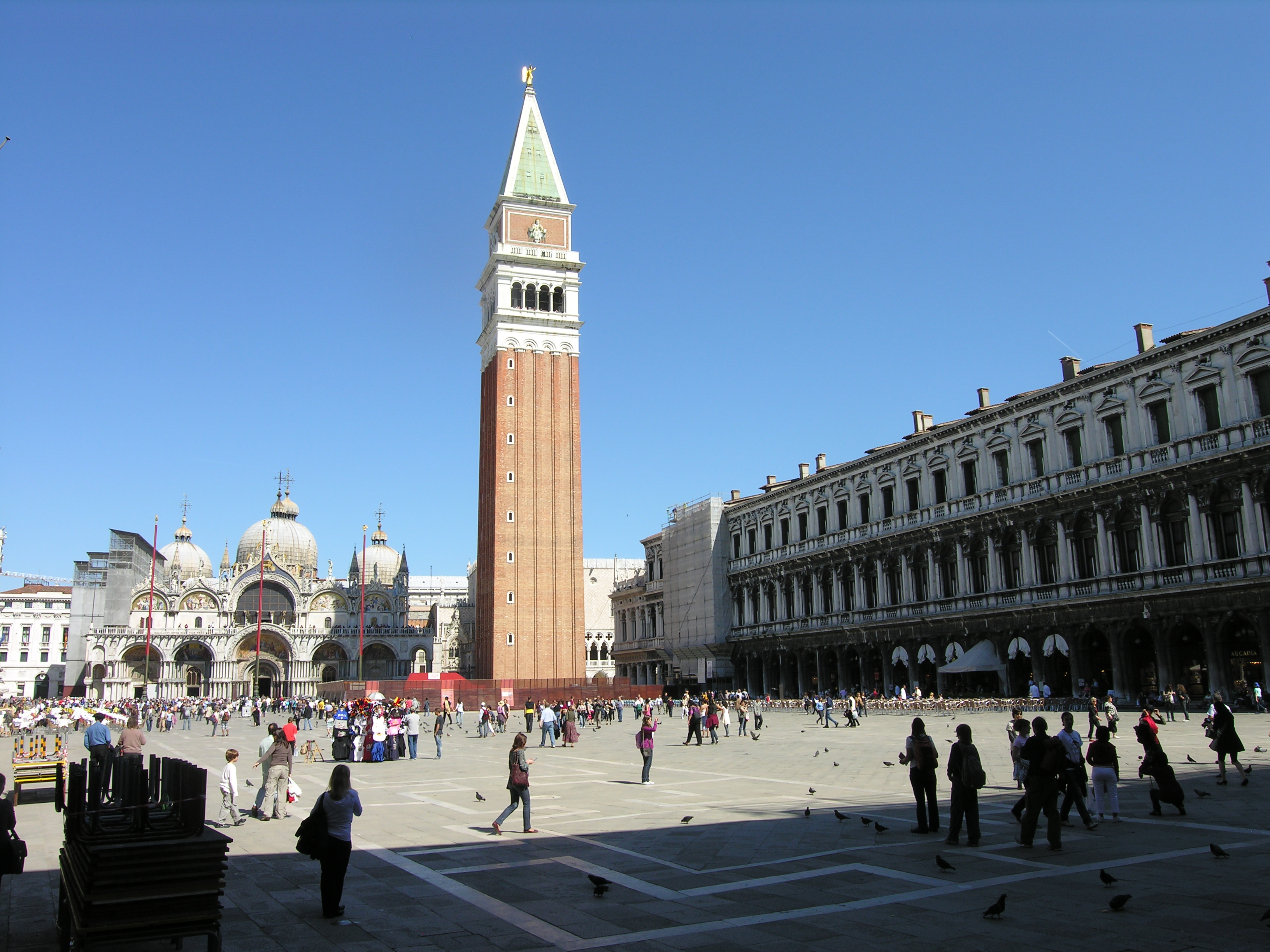
Campanile i Procuratie Nuove

Va ser particularment sota els dogados de Leonardo Loredan (1501-1523) i d'Andrea Gritti (1523-1538) quan la Plaça de Sant Marc i el seu Piazzetta van adquirir el seu aspecte modern. La plaça està completament envoltada de pòrtics, sense cap influència aquí de Roma. Des d'un principi, va ser dissenyada com una sala de cerimònies i va servir d'escenari per als ritus de la vida civil i religiosa a la República.

Quan les Procuraduries de Venècia, un edifici d'un únic bloc construït a petició del dogo Ziani en estil véneto-romà d'Orient, van haver de ser reconstruïdes després d'un incendi el 1515 i van ser recrecides en aquesta ocasió, es va conservar el seu aspecte original. Aquesta decisió és indicativa de la renúncia de Venècia a introduir un nou llenguatge arquitectònic i del seu aferrament a la tradició. Bartolomeo Bon va ser el responsable d'aquesta reconstrucció. El segon pis està coronat per un llarg fris perforat d'òcul i de merlets que recorden els de la basílica i el palau ducal.
Els procuradors van tenir la idea de marcar l'entrada que porta a les Mercerie, una filera de carrers comercials que connecten Sant Marc amb el Rialto, mitjançant una torre que tindria l'aparença d'una porta de la ciutat. L'obra, iniciada el 1496, va ser confiada a Mauro Codussi. Aquesta torre del rellotge té cinc nivells superposats: a la base, un arc de mig punt dona accés als carrers de la Merceria; després, un gran rellotge circular; la tercera planta correspon a una Verge i el Nen a qui els Reis Mags reten homenatge el dia de l'Ascensió; sobre ella, el Lleó de Sant Marc sobre un fons d'un cel blau estrellat; i dalt, com a coronació, dos moros els malls dels quals colpegen la campana per donar les hores.
Reconstruït en el segle xii, el campanile va ser aconseguit per un raig en 1489. Mentre s'estava reconstruint va tornar a ser danyat per un terratrèmol en 1511. Bartolomeo Bon va acabar la seva restauració el 1517, mantenint molt poc de la seva forma original. El cos principal és de maó vermell sobre el qual destaca la pedra blanca de la cambra de les campanes. A dalt, un àtic sosté una agulla piramidal, la punta de la qual està coronada per un àngel daurat esculpit per Sansovino.
El 1530, els procuradors van encarregar a Jacopo Sansovino la construcció d'una biblioteca al costat oest de la Piazzetta. Es va convertir així en una mena de segon fòrum. El 1557 va reconstruir la petita lògia al peu del campanar. Encàrrec públic, la llarga façana de la biblioteca és intencionadament molt decorativa. Situada davant del Palau Ducal, té les mateixes porxades a la planta baixa que les Procuraduries i forma una lògia oberta contínua per als llocs que sempre s'han instal·lat a la plaça. La Zecca, juntament amb ella, amb les seves columnes sortints, les seves proporcions completament diferents, és molt més compacta i d'aparença deliberadament defensiva. L'objectiu era donar una aparença d'estabilitat i de seguretat al lloc on s'encunyava la moneda de la República.
El rosa pàl·lid i crema del paviment del Palau Ducal, el maó del campanar del color de les fulles mortes, els mosaics de la basílica, les cúpules de coure verd, la llum sovint encegadora i els reflexos de l'aigua se sumen als efectes arquitectònic per obtenir una posada en escena característica de l'art venecià, totalment aliena a l'arquitectura romana i florentina.
La plaça de Sant Marc va adquirir el seu aspecte definitiu quan, el 1580, el Senat va decidir construir uns nous allotjaments per als Procuradors al sud, alineats al costat nord de la Biblioteca. Vincenzo Scamozzi, deixeble de Palladio, va fer demolir l'antic hospici d'Orseolo per començar els treballs. Després de serioses discussions sobre l'estil de l'edifici, que oposaven als proposants de l'art «a l'antiga» als de la tradició veneciana, les Noves Procuraduries, completades el 1640 per Baldassare Longhena, romanen properes a l'esperit d'estil de la Biblioteca de Sansovino.

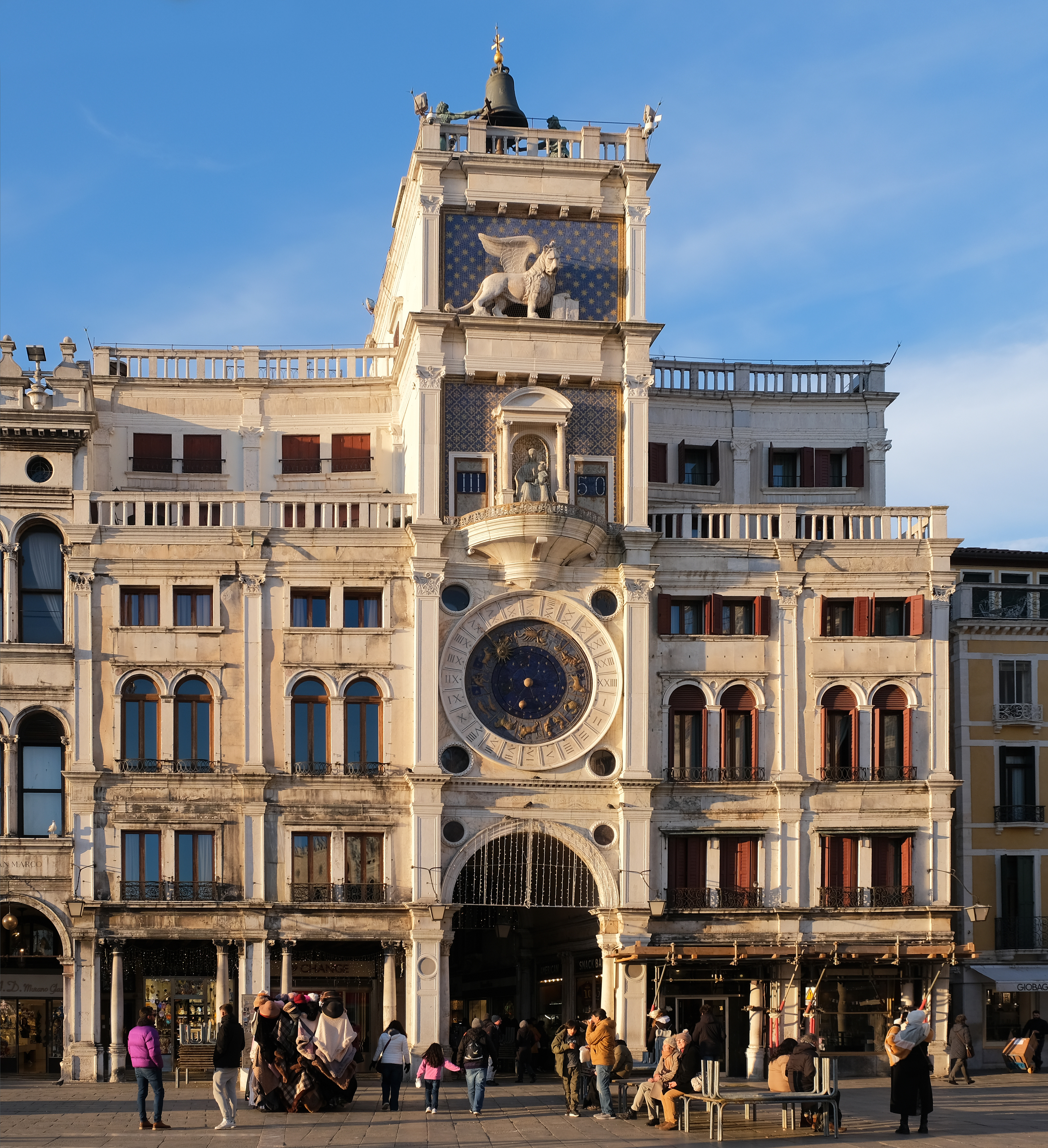
Torre del rellotge de Sant Marc
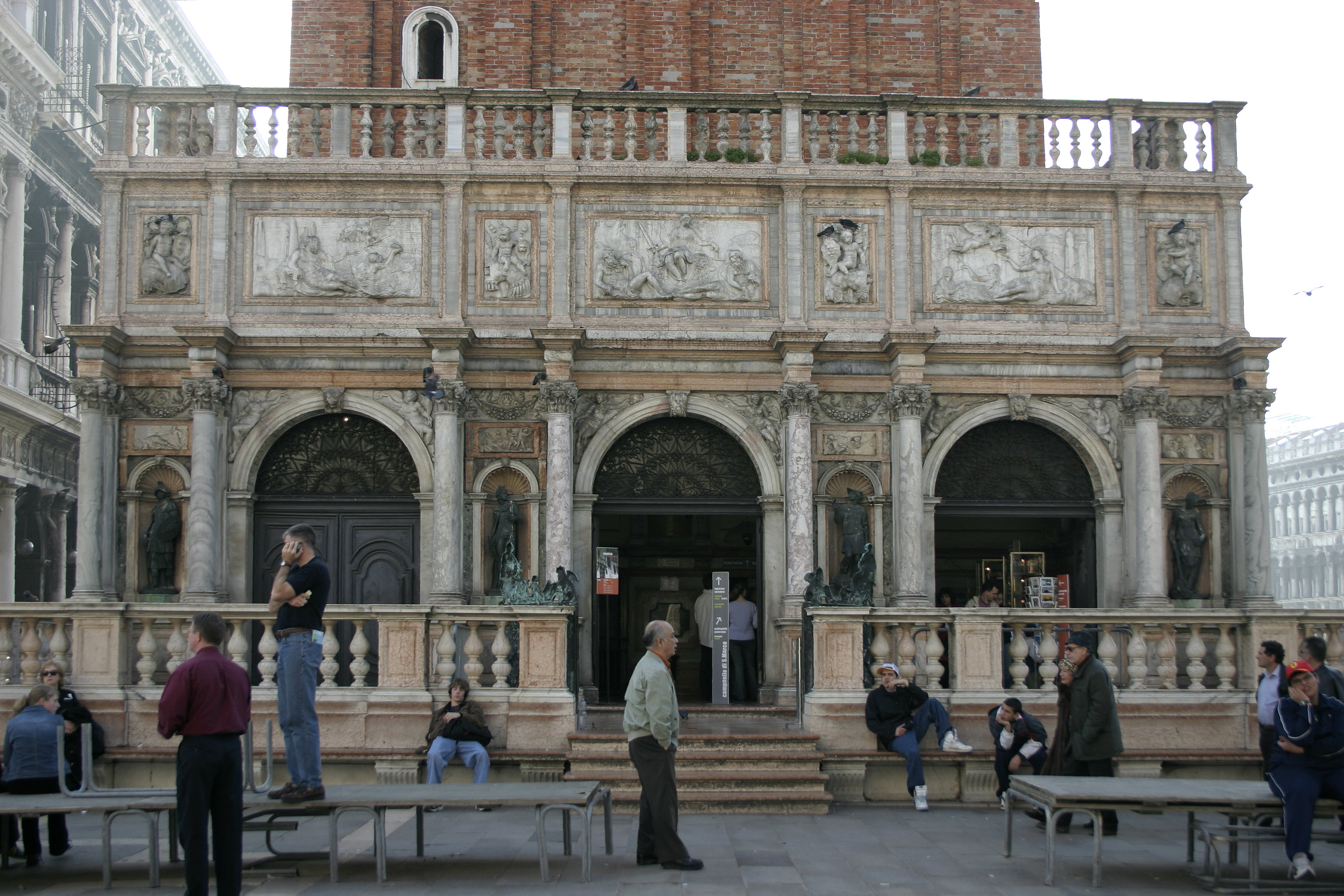
Loggetta
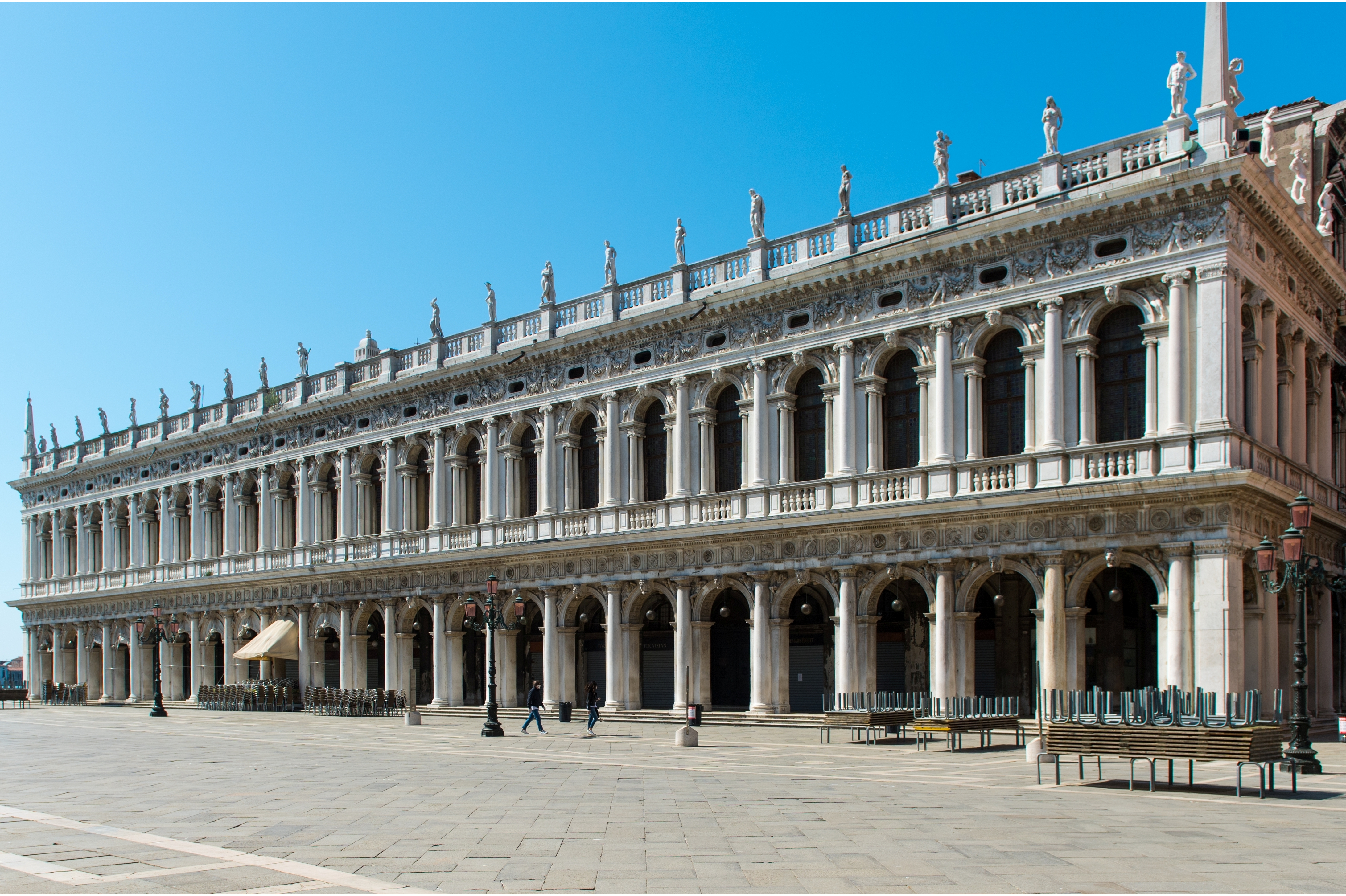
Biblioteca Marciana

### Palau iScuolerenaixentista

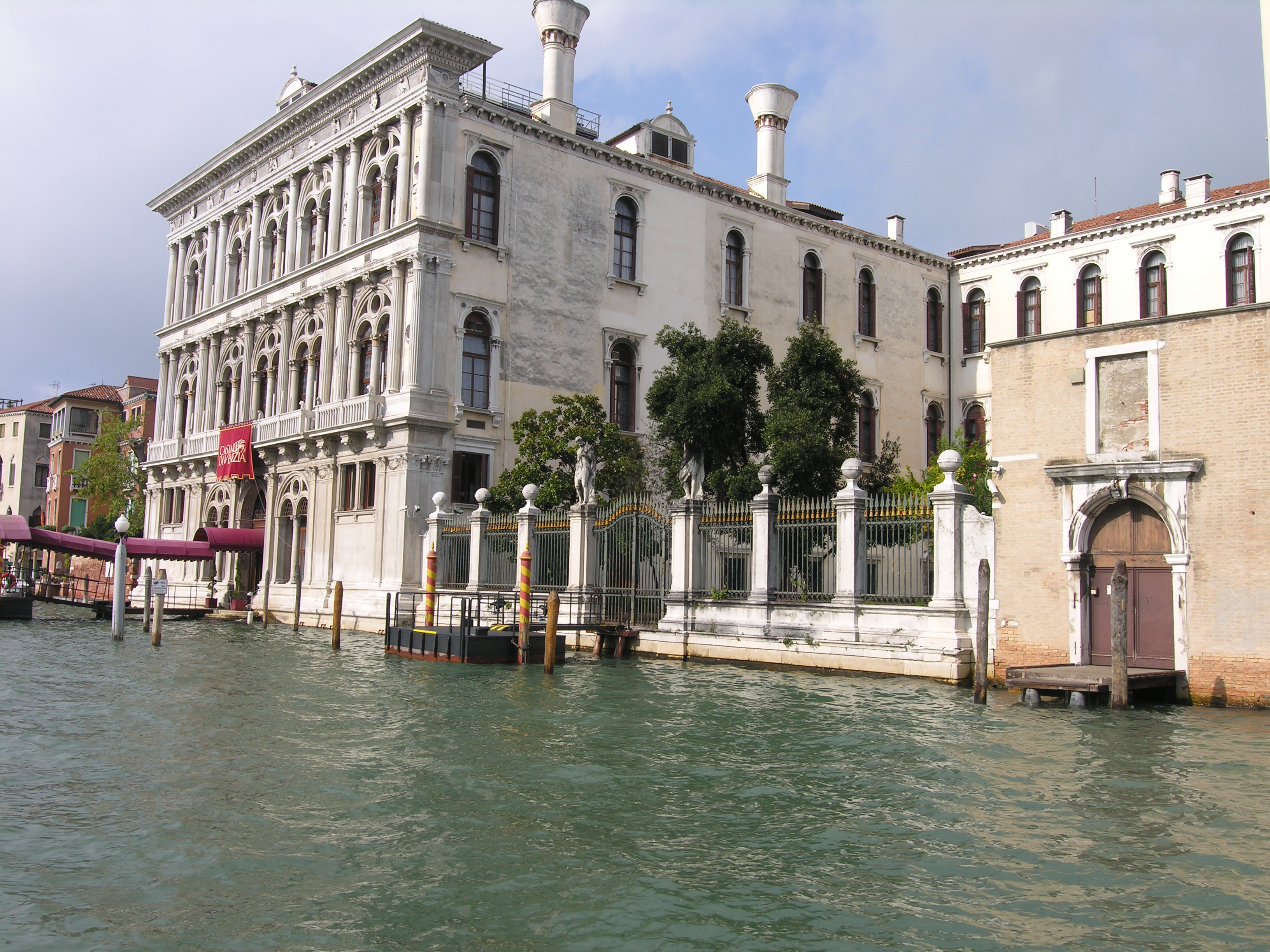
Els laterals dels palaus que obren al Gran Canal són molt més simples. (Palazzo Corner della Ca' Granda, de Jacopo Sansovino)

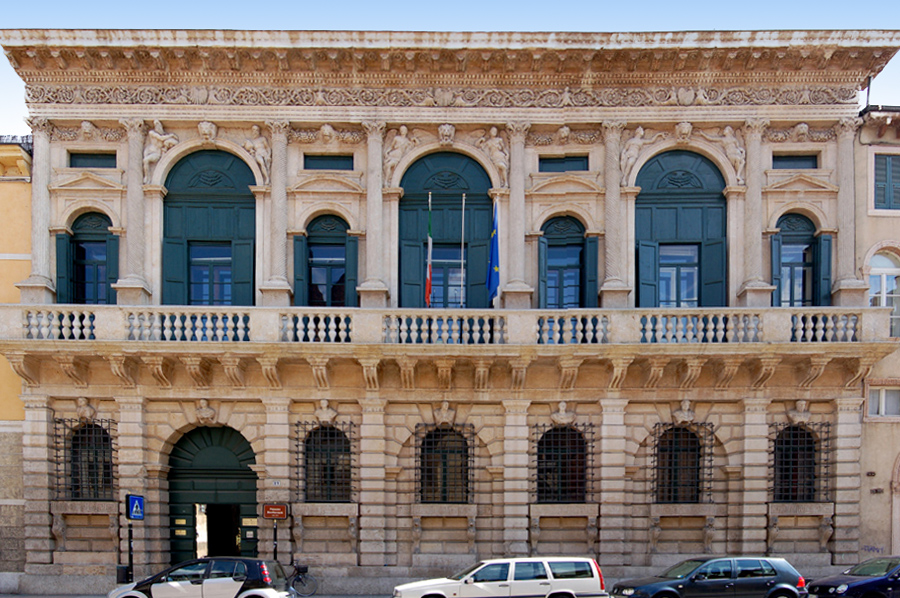
Palaus venecians a terraferma: Michele Sanmicheli, Palazzo Bevilacqua, Verona, començat a 1529

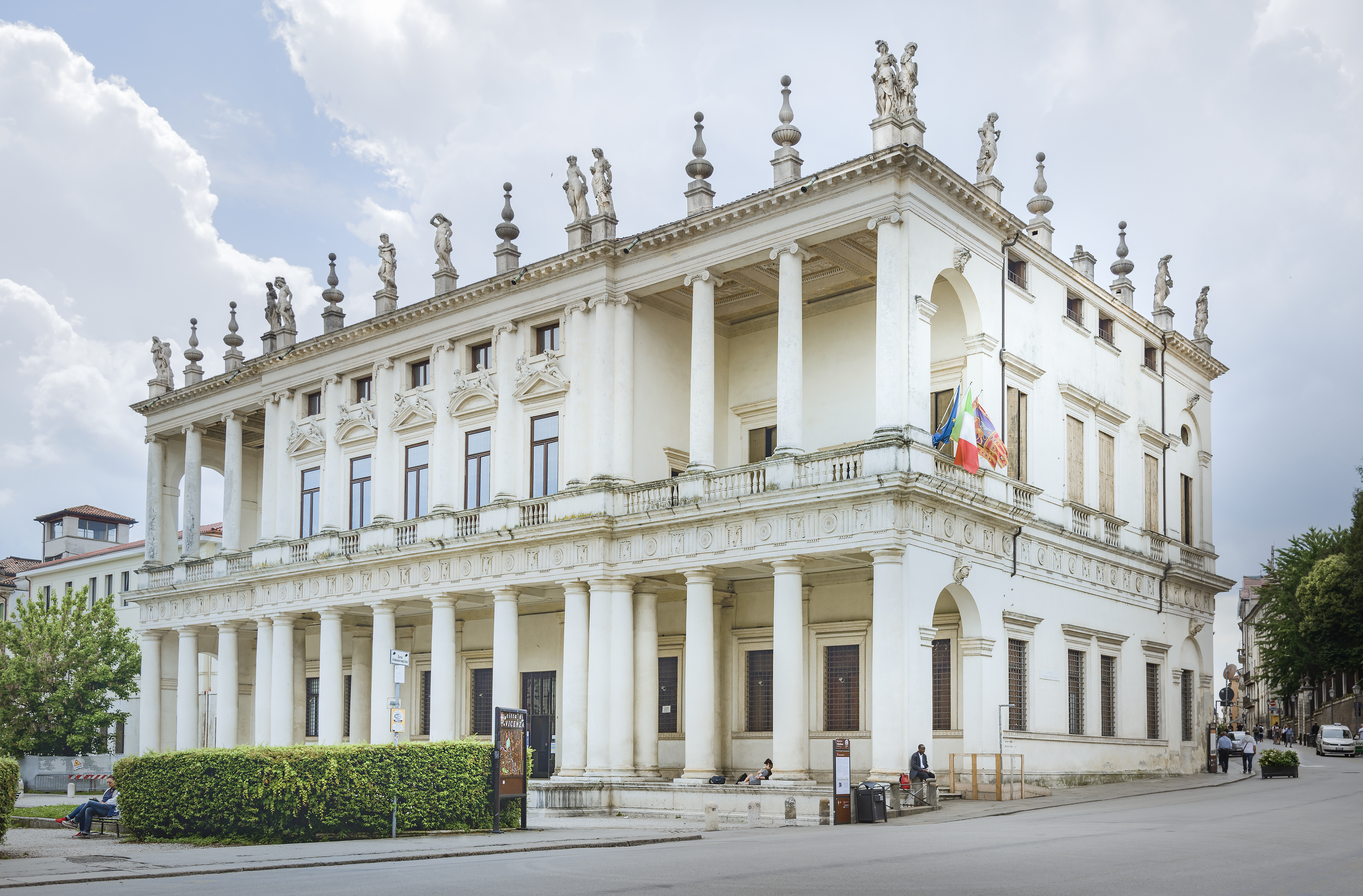
Palazzo Chiericati de Palladio, Vicenza, des de 1551, exemple de l'evolució dels palaus en terraferma.

L'alineació dels palaus oberts al Gran Canal proporciona a l'arquitectura veneciana una escenografia poc comú. La planta baixa, a nivell del mar, està reservada per a les cuines i les oficines; al primer pis, una gran estada, al mig de l'edifici, dona al canal, l'artèria principal de la ciutat. L'escala queda relegada a la part del darrere de la casa; les finestres principals s'agrupen en una sèrie de obertures amb columnes que de vegades encara coexisteixen amb una forma modificada de finestra gòtica.
La ciutat acull amb circumspecció la simplicitat equilibrada de les superfícies i de les proporcions de l'arquitectura antiguisant, i la riquesa decorativa està ancorada en el temperament venecià. En el segle xvi, els palaus venecians abandonen el maó per la pedra, més noble però més freda. Afavoreixen la monumentalitat, la simetria i l'harmonia. Les façanes emfatitzen fortament les horitzontals i les verticals mitjançant cornises, pilastres o columnes a l'estil antic, les finestres renuncien als arcs trencats per l'arc de mig punt. Lesenes i pilastres estan tallades amb motius «a l'Antiga», gerros, bucrans, fulles d'acant o de llorer, figures d'animals. L'art renaixentista s'integra sense destruir el passat: el gust pels xapats i el color, de la tradició romana d'Orient, es continua manifestant.
Un dels primers palaus renaixentistes va ser el palau Dario, prop de l'església de la Salute, construït entre 1487 i 1492 per Pietro Lombardo. La seva estreta façana té una refinada decoració de marbre policromat. Entre els arcs de mig punt destaquen unes rosasses de pedra en forma d'espiral. Els valors decoratius continuen prevalent aquí; la construcció roman lleugera gràcies a les finestres quàdruples que es repeteixen als tres pisos de la seva façana.
L'art renaixentista triomfa al Palau Corner Spinelli, construït a partir de 1490 per Marco Codussi per a la família Lando. La seva façana, al llarg de la qual corren balcons, presagia la del palau Vendramin. Es disposen, entre els buits dels pisos, discos de marbre; els encoixinats del nivell inferior són una herència toscana.
Mario Codussi va construir entre 1502 i 1509 el palau de Calergi-Vendramin per a Andrea Loredan, qui presidia el Consell dels Deu i que estava relacionat amb el gran dogo Leonardo Loredan, qui després va advocar per l'austeritat i l'abstenció de despeses sumptuàries després de la derrota d'Agnadello. La façana explota i repeteix dotze vegades una «cèl·lula de base» que li dona la seva unitat, composta per dues finestres bessones coronades per un òcul circular i un arc de mig punt que les remata a totes dues. La successió dels tres ordres, dòric, jònic i corinti, es respecta en els tres nivells separats per entaulaments continus subratllats per fortes cornises, convertint-se l'última en un elegant fris de bona altura. La presència de discos de colors als intervals de les obertures marca l'accent venecià.
L'Scuola Grande di San Rocco, construïda entre 1517 i 1549, s'assembla al palau Calergi-Vendramin per la presència a la planta baixa de les mateixes finestres compostes «a la Codussi». A dalt, però, les obertures geminades estan rematades amb un frontó triangular. Columnes acanalades, pilastres amb capitells corintis, marbres policromats i un fris superior li confereixen una gran sumptuositat. Bartolomeo Bon va ser l'arquitecte de la planta baixa, Sant Llombard i Scarpagnino la van completar.
El palazzo Corner della Ca' Granda va ser construït a partir de 1532 per Jacopo Sansovino a petició de Jacopo Cornaro. És de dimensions imponents i la seva façana té un soterrani amb sortints amb tres arcs monumentals, així com grans obertures entre columnes dobles a la planta superior. A l'interior hi ha un atri i un peristil, que recorden a l'Antiguitat romana.
El Palau Grimani, construït entre 1557 i 1561 per Sammicheli per al senador Girolamo Grimani, destaca per la seva porta d'aigua, un veritable arc de triomf romà amb tres arcs, un de gran i dos de petits, estructura reproduïda de forma simplificada en dos pisos superiors, conferint a l'edifici la seva unitat.

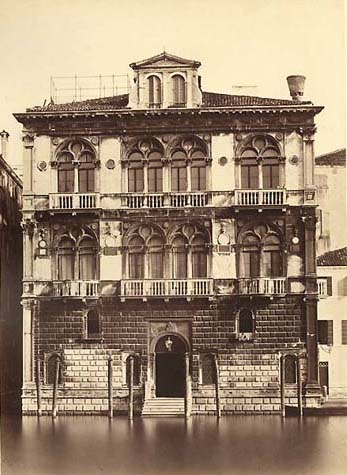
Palau Corner Spinelli
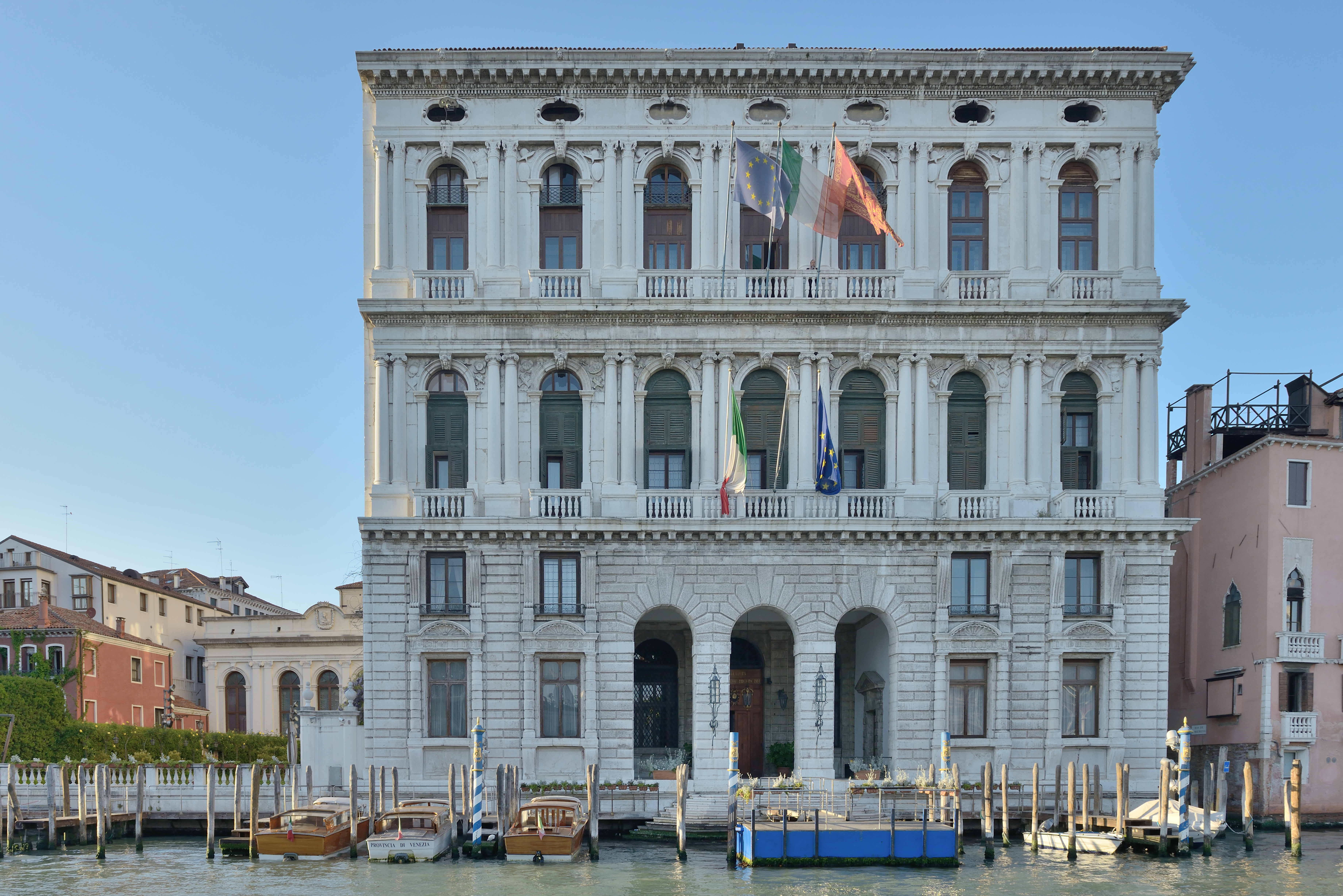
Palazzo Corner della Ca' Granda, de Jacopo Sansovino, que va reemplaçar un edifici incendiat el 1532.
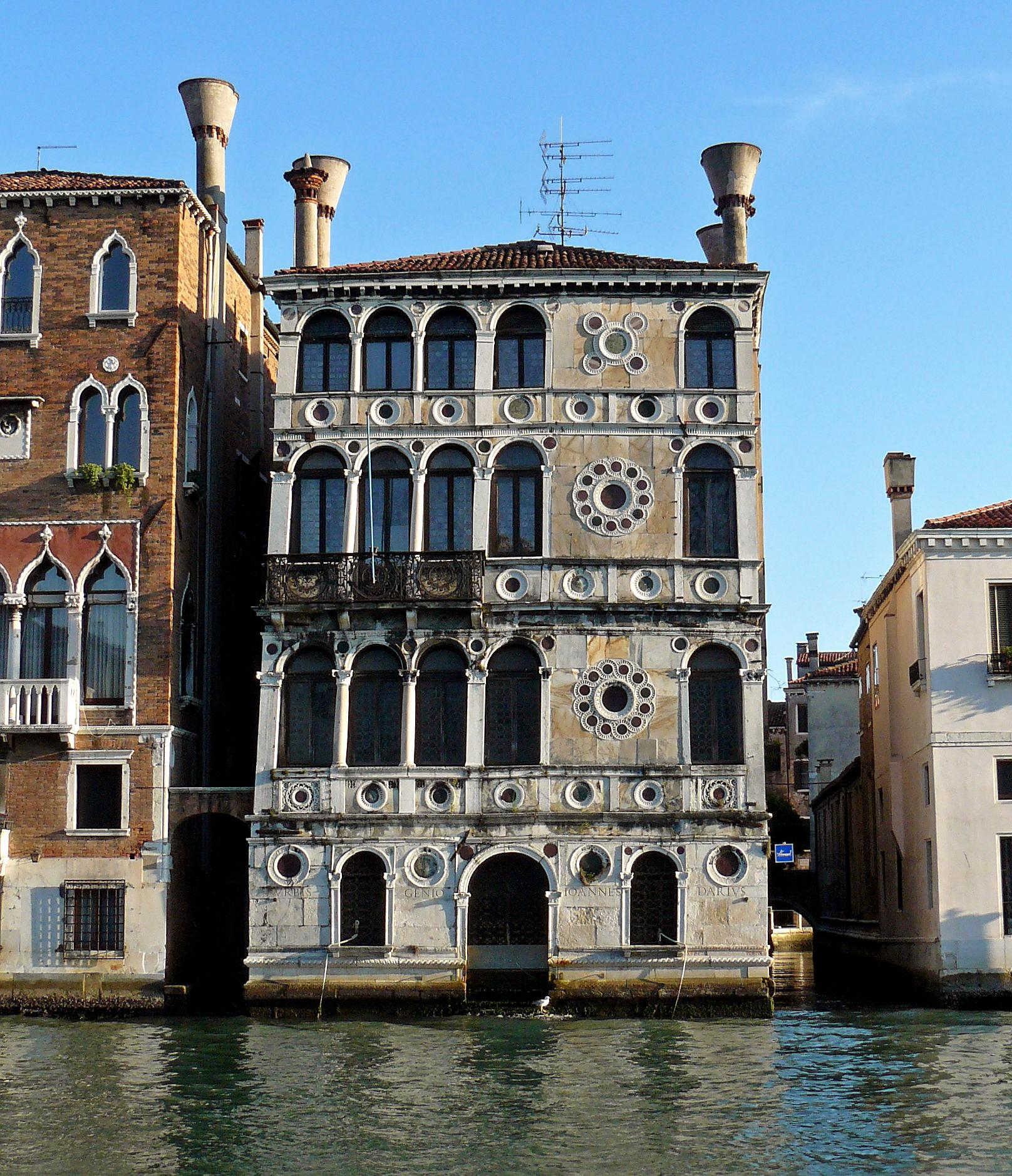
Ca' Dario, dècada de 1480, amb les típiques xemeneies venecianes
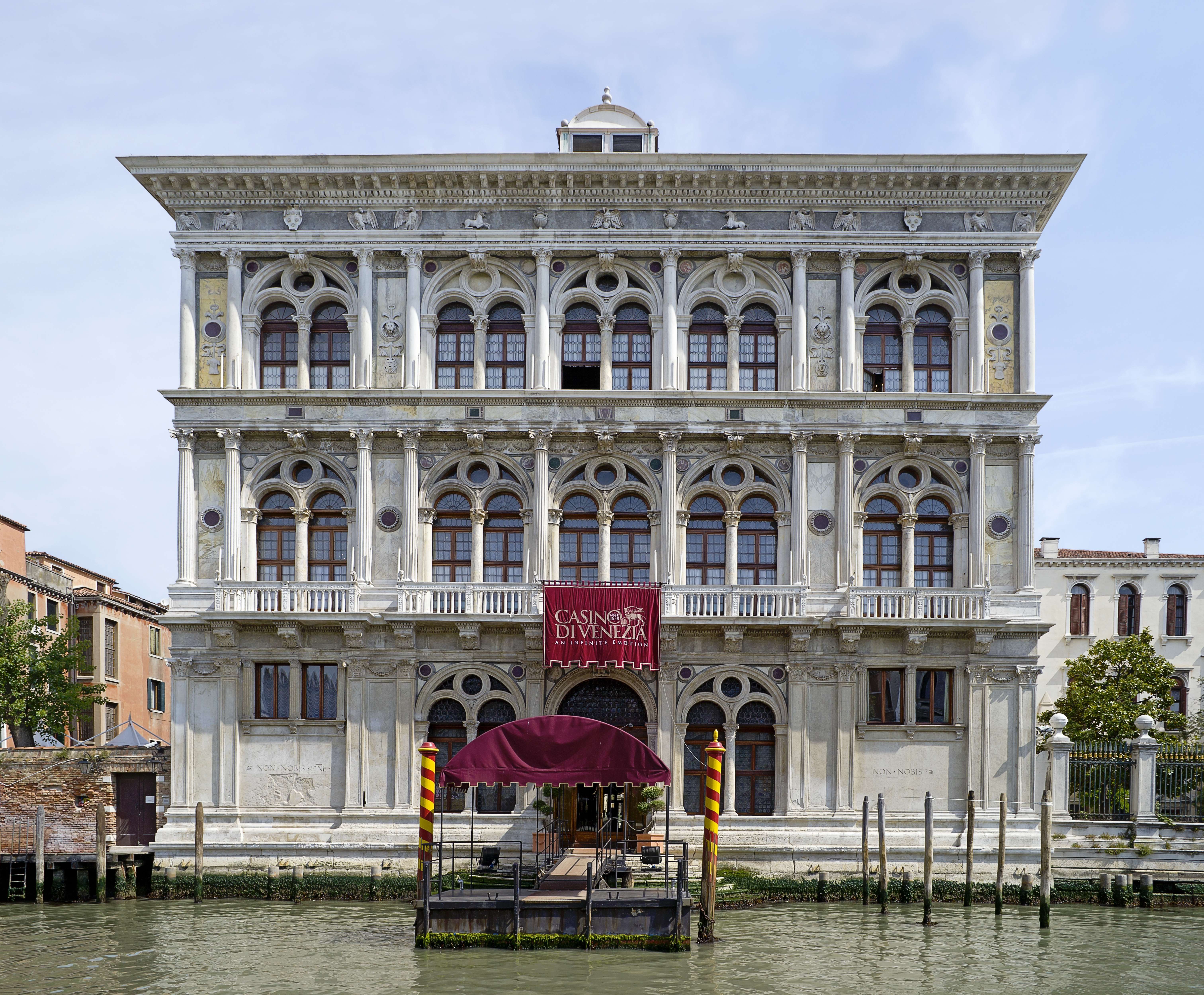
Mauro Codussi, Ca' Vendramin Calergi, desde 1481

## Humanisme
La societat patrícia veneciana es torna a l'humanisme cap a mitjans del segle xx, corrent que s'havia imposat a Pàdua des de 1405 a través de la seva universitat. Apareixen centres intel·lectuals actius, com el del monestir d'Ordre de la Camàndula de San Michele di Murano, que tenia una rica biblioteca. El 1408, s'obre l'Escola de Rialto, escola de lògica i de filosofia, primer privada, després pública a partir del 1441. El 1446, es funda l'Escola d'humanitats de Sant Marc que ensenya dret, lògica, filosofia i teologia, i va ser un focus d'estudi dels autors italians. L'humanisme venecià és menys pagà o laic que l'humanisme florentí. Es guia abans que res per la cultura hel·lenística i pretenia harmonitzar amb el servei de l'Estat, considerant que els estudis clàssics eren els més indicats per formar polítics i diplomàtics de qualitat. Les grans famílies practicants de la ciutat donen a Venècia els seus governants i administradors, així com els seus humanistes més eminents. Venècia seguia sent una ciutat tolerant, un asil del pensament lliure. En 1516, Pomponazzi va poder afirmar que l'ànima era mortal perquè estava lligada a la matèria sense que això mereixés represàlies.
Després de la caiguda de Constantinoble el 1453, els intel·lectuals grecs primer van fugir a Venècia, que es va beneficiar llavors d'una gran transferència de coneixements. Des de 1460, Jordi de Trebisonda i altres professors eminents com Marcus Musurus i Janus Lascaris, van ensenyar a l'Escola de Sant Marc. El cardenal Bessarió és un d'aquests «desarrelats» que van lluitar per salvar del «naufragi de la barbàrie» el llegat de la cultura grega. La seva rica biblioteca tenia 432 còdexs grecs i llatins que va donar el 1464 a la ciutat de Venècia, esperant que tots els poguessin consultar. Venècia va decidir llavors construir una biblioteca pública. L'erecció de la Biblioteca Marciana no es finalitzarà fins al 1537.
Un dels patricis humanistes més famosos va ser Hermolao Barbaro (1453-1493), nebot del dogo Andrea Vendramin, que reunia al seu palau els qui estaven animats per la mateixa curiositat per la cultura grega. Va ocupar diversos càrrecs i va ser ambaixador a Roma. Va visitar a Llorenç el Magnífic en el moment en què Marsilio Ficino traduïa a Plató i donava un ensenyament a Pàdua sobre Aristòtil, del qual tradueix i comenta els escrits.
L'editor Aldo Manucio es va envoltar d'erudits, historiadors, geògrafs i cronistes entre els quals es trobava Marin Sanuto, autor dels Diarii, que formen al seu voltant l'Acadèmia Aldine, on calia el coneixement del grec antic per convertir-se en membre. Erasme la freqüentava quan va anar a Venècia el 1508.

## Tipografia i edició

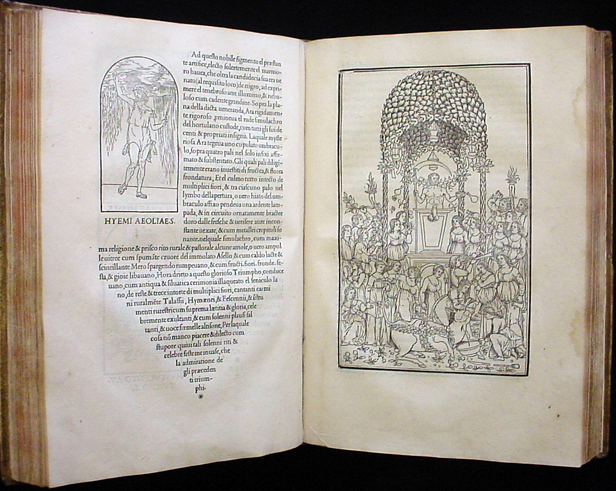
Hypnerotomachia Poliphili de Francesco Colonna, edició d'Aldo Manucio (1499)

En 1469, els tipògrafs alemanys Jean i Wendelin de Spire van crear la primera impremta a Venècia. El 1471 es va concedir un privilegi exclusiu de cinc anys a l'últim, però va morir un any després. Altres tallers, inclòs el del francès Nicolas Jenson, es van crear immediatament. Banquers i fabricants, com els Agostini i els Priuli, van invertir en impressió. L'activitat va ser tan reeixida que cap al final del segle xv, hi havia ja gairebé dos-cents impressors actives, garantint a la ciutat una hegemonia tant tècnicament, culturalment i artísticament. El llibre responia a les preocupacions concretes dels venecians perquè era un dels objectes de comerç més interessants. Els problemes de monopoli i de plagi apareixen a partir del 1490, cosa que empeny l'edició veneciana a organitzar-se a la poderosa corporació Arte della stampa, quan entren en vigor les primeres mesures preses per protegir els drets d'autor. Les edicions econòmiques doblaven la publicació dels textos grans, que van aconseguir grans tiratges.
A partir de 1490, Aldo Manucio va publicar edicions d'alta qualitat d'obres clàssiques i contemporànies. Originari de Roma, va aconseguir el suport d'empresaris per a la seva empresa, acadèmics i cartes per a la constitució de textos. Va ser un professor que parlava grec amb fluïdesa i un humanista que veia la seva activitat com un apostolat. La novel·la al·legòrica de Hypnerotomachia Poliphili de Francesco Colonna, publicada per Manuci el 1499, constitueix una obra mestra de l'art tipogràfic de l'època: els personatges del text estan harmoniosament lligats a les il·lustracions xilogràfiques i als motius ornamentals d'una delicada inspiració clàssica. Manucio va publicar textos sagrats, obres llatines i italianes, i va ser el primer a publicar obres gregues en llengua oriental gràcies als manuscrits del cardenal Bessarió.
La cultura grega va poder sobreviure després de la caiguda de l'Imperi Romà d'Orient principalment gràcies a Venècia, que va continuar sent el principal centre d'impressió de llibres grecs fins al 1829.
Els editors de Venècia renaixentista donaven una versió figurada del que l'antiguitat tenia de més amable en una forma lleugera, directa i accessible. Els llibres il·lustrats expliquen la Faula o la Història Antiga d'una manera agradable i popular en què els artistes solen trobar la seva inspiració, denigrant els tractats erudits.
La música va ser impresa ja el 1501 amb notable perfecció tipogràfica per l'editor Ottaviano Petrucci, que ostentava el privilegi exclusiu d'aquest tipus d'edició.